# 関門トンネル (山陽本線)

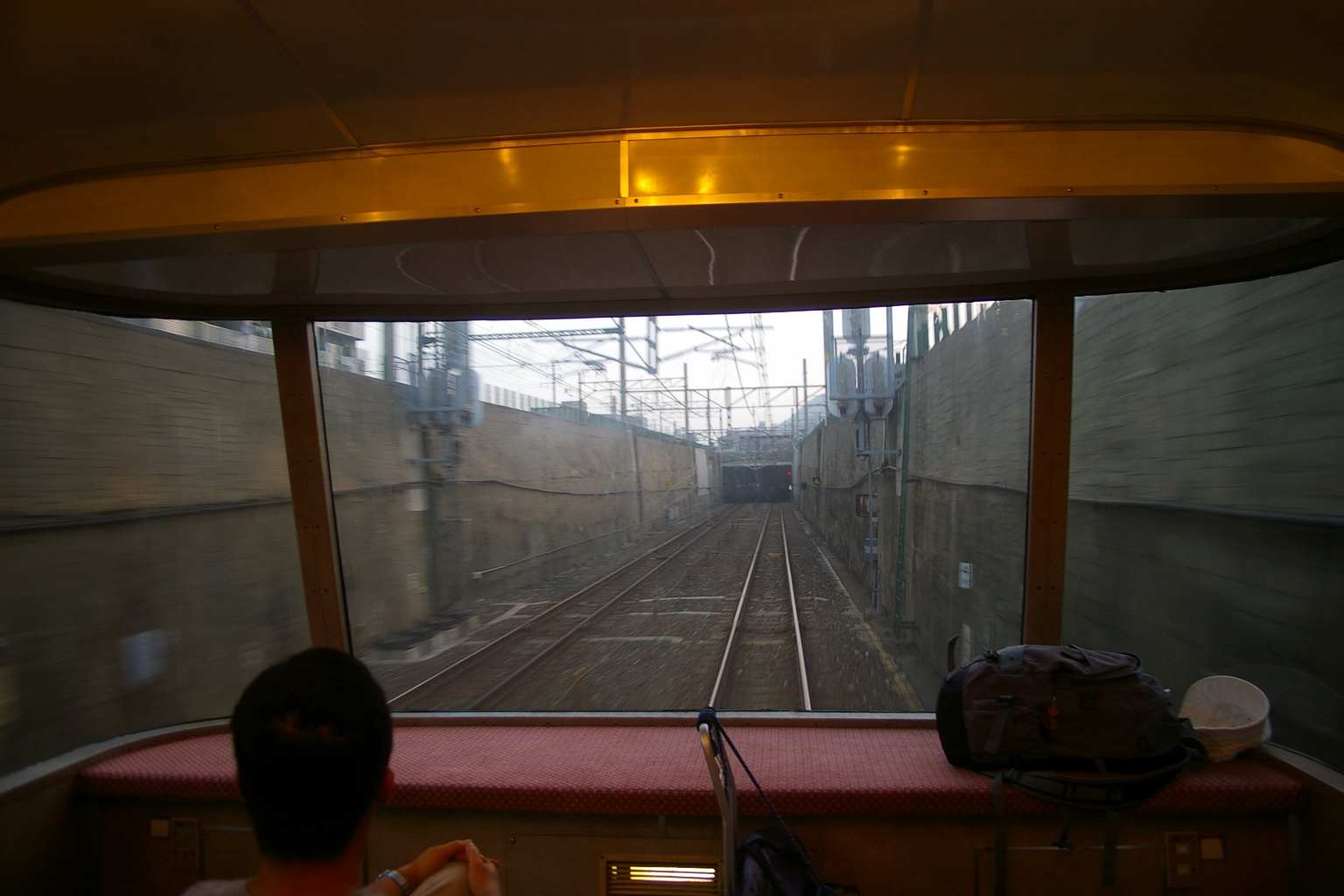
関門トンネル門司方坑口

関門トンネル（かんもんトンネル）は、関門海峡をくぐって本州と九州を結ぶ、鉄道用の海底トンネルである。九州旅客鉄道（JR九州）の山陽本線下関駅 - 門司駅間に所在する。単線トンネル2本で構成され、下り線トンネルは全長3,614.04メートル、上り線トンネルは全長3,604.63メートルである。
後に開通した国道2号の関門トンネル（関門国道トンネル）と区別するため、関門鉄道トンネル（かんもんてつどうトンネル）と呼ばれることもある。

## 概要
関門海峡は本州（山口県下関市）と九州（福岡県北九州市）の間にある海峡で、このうち深さの関係から西側の「大瀬戸」と呼ばれる部分に関門トンネルがある一方、もっとも海峡が狭くなる東側の「早鞆（はやとも）の瀬戸」に、ほかの関門海峡横断交通手段である国道2号の関門トンネル、山陽新幹線の新関門トンネル、高速道路の関門橋が通っている（→地理）。もともとは関門連絡船でこの海峡を横断して結んでいたが、乗換・積替の手間を省き輸送力を増強するために3回にわたって関門海峡にトンネルを建設する計画が持ち上がり、3回目の昭和初期の計画により実際に着工することになった（→建設に至る経緯）。
当面は単線の輸送力で十分であったことに加えて、工事の容易さから、単線でトンネルを建設することになり、将来輸送量が増えたときにもう1本の単線トンネルを建設して複線とすることになった。先に建設されたのは下り線のトンネルで、両側の地上と水底部との間において機関車が列車を引っ張る（牽引する）性能を勘案して、20パーミル勾配を採用することにしたが、のちに上り線のトンネルを建設した際には、海底部分での土被りを増すために一部で25パーミル勾配が採用された（→建設計画）。
事前に潜水艇による調査やボーリング調査などを実施して地質を調べたうえで、まず地質の調査や周り込んで本線の掘削箇所を増やすことやセメントの注入による地盤改良を行うため、細い試掘坑道を建設することとなった。これは1937年（昭和12年）に着工し、1939年（昭和14年）4月19日に貫通、8月5日に完成した。まだ試掘坑道を建設中であった1937年（昭和12年）12月から下り線トンネルの掘削にも着手し、門司側からは日本では3番目というシールド工法も使用して建設が進められ、それまでの2つのトンネルはいずれも技術的問題でシールド工法での掘削を工事途中で断念していたため、実質的に日本国内初のシールド工法で建設されたトンネルといえる。
太平洋戦争中の1942年（昭和17年）6月11日に最初の試運転列車が下り線トンネルを通過し、7月1日に貨物列車用に開通、11月15日に旅客列車用にも開通し、まずは単線での供用を開始した。上り線トンネルについては、1940年（昭和15年）に着工が決定され、1944年（昭和19年）8月8日に開通し、下り線から上り線に列車を移したうえで下り線トンネルの改修工事を行って、9月9日から複線での運転が開始された（→建設）。
第二次世界大戦中は船舶不足に陥る中、九州・本州間の石炭・物資・兵器の輸送に重要な役割を果たした。米軍は偵察飛行により下関側の出入り口を発見、航空写真をもとに精密な模型を作り、攻撃を計画していたが、天候の関係で実行されない内に終戦となる。
1953年（昭和28年）6月28日には昭和28年西日本水害により水没し、復旧には2週間ほどを要した。当初から直流電化で開業した関門トンネルは、1960年代に入ると九州島内を交流電化する方針となったことから直流と交流の接続点ともなり、門司駅構内に交直デッドセクションが設けられ、そのための特徴的な車両が通過するようになった。1958年（昭和33年）から1975年（昭和50年）にかけて、関門海峡を渡る国道や高速道路、新幹線も開通したことで並行路線が実現された。
1987年（昭和62年）の国鉄分割民営化に際しては、九州旅客鉄道（JR九州）が第一種鉄道事業者として施設を承継した（→運用）。また、日本貨物鉄道（JR貨物）がトンネルを含む区間の第二種鉄道事業者として、貨物列車の運行を行っている。

## 地理

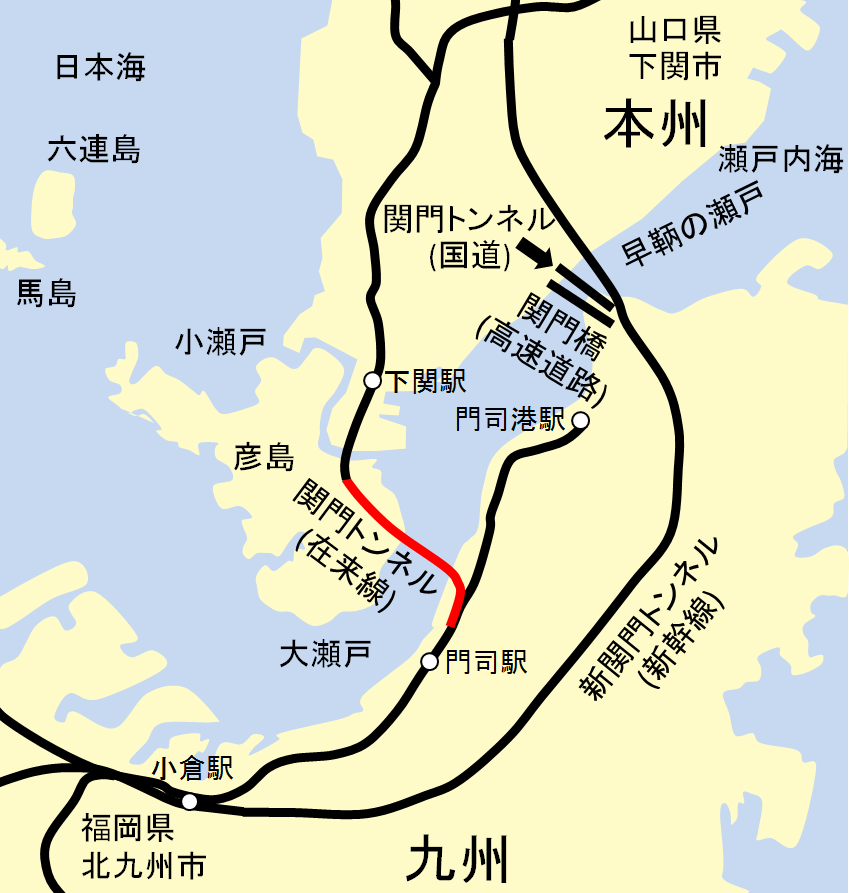
関門海峡地区の鉄道路線図

関門海峡は、本州西端の山口県下関市と九州北端の福岡県北九州市の間にあり、西の日本海・響灘と東の瀬戸内海・周防灘を結んでいる海峡である。東側の下関市壇ノ浦と北九州市門司区和布刈間が早鞆の瀬戸と呼ばれる幅約600メートル程度の海峡最狭部であり、また西側には彦島があって、彦島と九州の間は大瀬戸、彦島と本州の間は小瀬戸と呼ばれる。小瀬戸は昭和初期に埋立工事が行われ、閘門で締め切られて、彦島と本州はほとんど地続きとなっている。
関門海峡を横断する橋やトンネルは、山陽本線（在来線）の関門トンネルのほかに、国道2号の関門トンネル、山陽新幹線の新関門トンネル、高速道路の関門橋（関門自動車道）があるが、在来線の関門トンネルのみ大瀬戸を通過しており、ほかの3経路はいずれも海峡がもっとも狭くなる早鞆の瀬戸を通過している。
在来線の関門トンネルは、高架上の下関駅を出て本州から彦島へ渡ってトンネルに入り、弟子待（でしまつ）から大瀬戸の海底下をくぐって九州側の小森江に渡り、門司駅構内で地上に出る。在来線の関門トンネルが早鞆の瀬戸ではなく大瀬戸を通過することを選んだのは、早鞆の瀬戸の方が水深が深く、急勾配が許されない鉄道のトンネルでは全長が長くなってしまうことや、既存の鉄道との接続の関係からである。

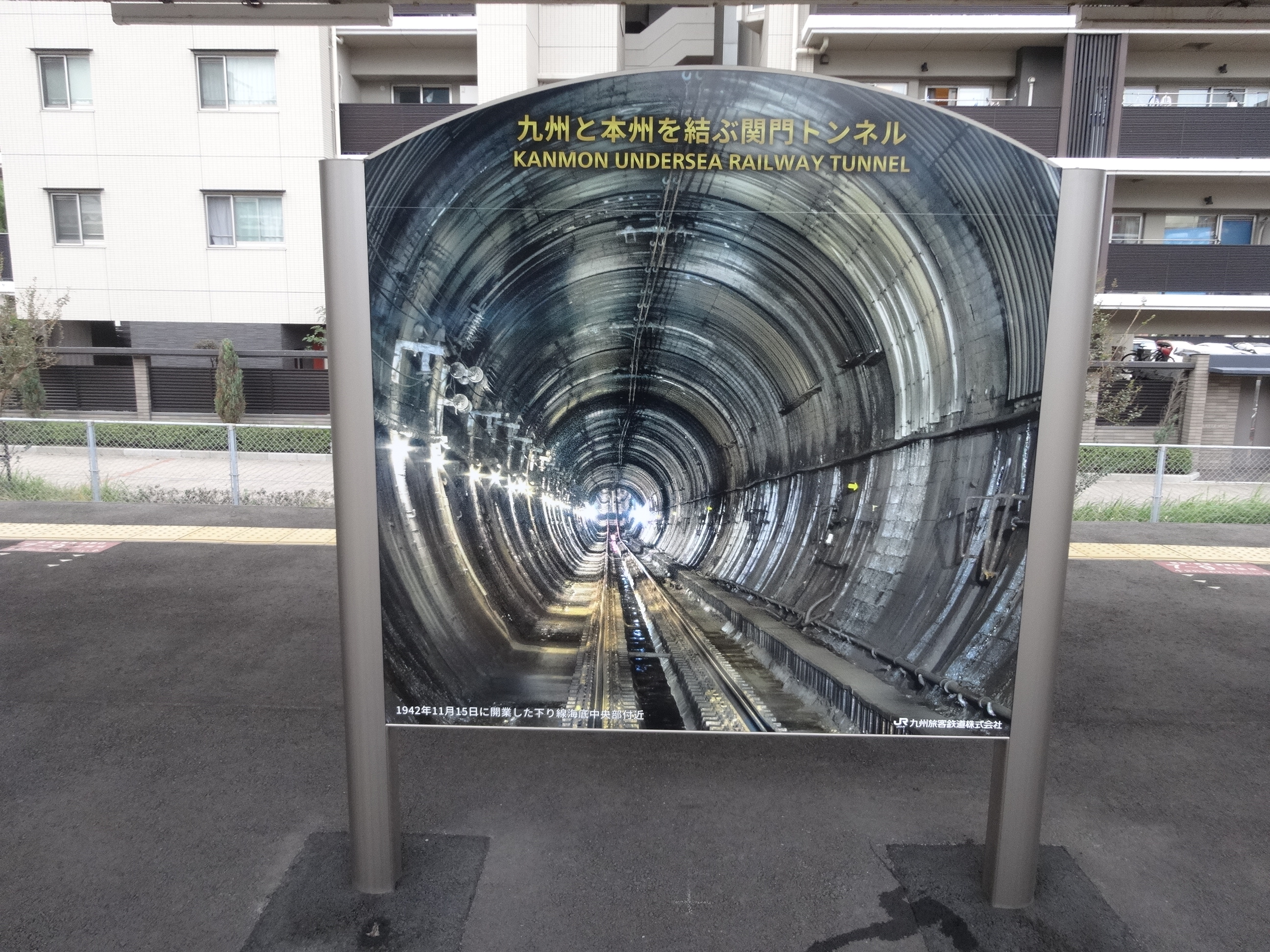
門司駅5・6番のりばの下関側に設置されている「関門トンネル案内板」（5番のりば側は下り線トンネル内部の写真）

周辺の鉄道路線網は、本州側を山陽本線が通り、下関駅から関門トンネルをくぐって九州側の門司駅へとつながる。一方、九州側は鹿児島本線が門司港駅を起点とし、門司駅で山陽本線と合流して小倉駅へと通っている。門司港駅は当初門司駅という名前で、門司駅は当初大里駅（だいりえき）という名前であったが、当時、国際貿易港でもあった「門司」が全国的にも著名であったため、1942年4月に改称された。また、関門トンネルの九州側の接続部が大里駅構内となったため、その支障移転により大里駅は600メートルほど小倉方の現在地に移転している。大里駅構内にあった機関庫もこれに合わせて現在の北九州貨物ターミナル駅付近に機関区、客貨車区、操車場とともに整備され、移転した。

## 建設に至る経緯

### 船舶による連絡

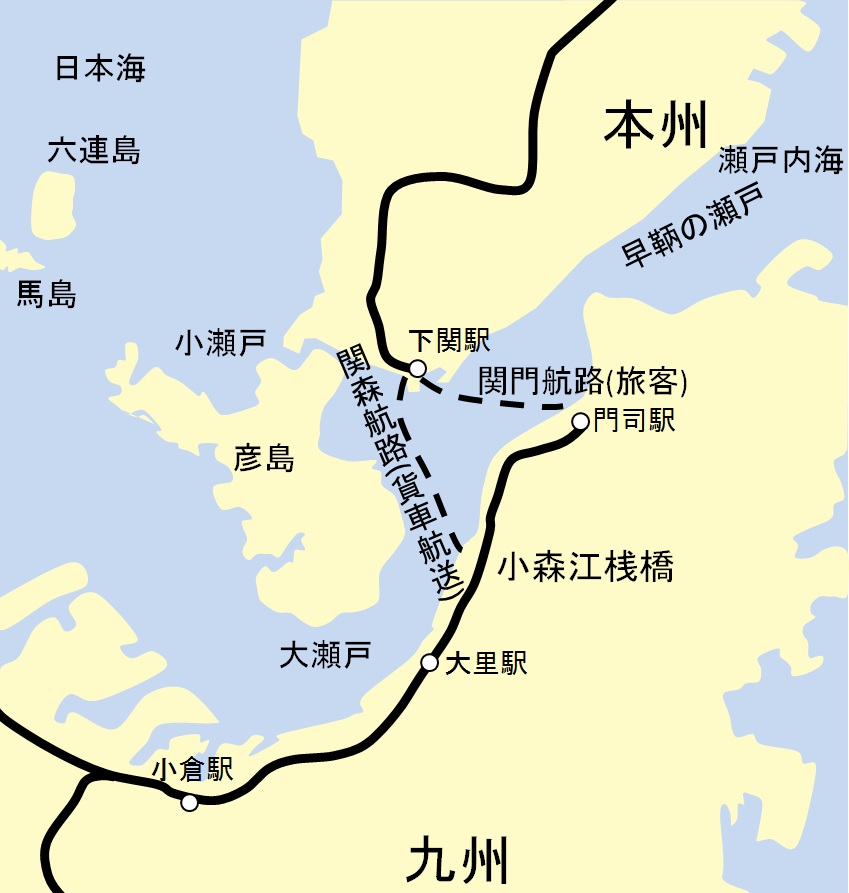
関門海峡を横断する鉄道連絡船の航路図。この図での駅名は当時の駅名で、大里駅が現在の門司駅、門司駅が現在の門司港駅である。

山陽本線を建設した私鉄の山陽鉄道は、1901年（明治34年）5月27日に馬関駅（1902年（明治35年）6月1日に改称して下関駅）までが全通した。この時点での下関駅は、細江町に所在していた。一方、九州の鉄道網を建設した初代九州鉄道は、これより前の1891年（明治24年）4月1日に門司駅までを開通させ、九州地方一円に順次鉄道網を張り巡らせていった。
山陽鉄道ではこの間の連絡を図り、鉄道がまだ徳山駅までの開通だった1898年（明治31年）9月1日から、山陽汽船商社を通じて徳山 - 門司 - 赤間関（下関）間の3港間連絡航路を開設した。鉄道が馬関まで伸びると、山陽鉄道は直営で馬関 - 門司航路（関門連絡船）を開設し、本州と九州間の鉄道同士の連絡を行うようになった。
鉄道国有法により山陽鉄道は1906年（明治39年）12月1日付で国有化され、関門連絡船も国有鉄道による運行となった。1907年（明治40年）7月1日には九州鉄道も国有化され、関門連絡とその前後の鉄道はすべて国有鉄道が運営するようになった。
関門間を通過する貨物輸送は、埠頭に引き込んだ貨物線に貨車を入れ、貨車から貨物を取り出して艀に積み替え、対岸へ艀を曳航して、再び貨車へ貨物を積み込む作業で行われており、積み替えの荷役費や荷造費、貨物の破損の損害などは多額に上っていた。このころ下関で海運業を営んでいた宮本高次という人物は、若いころにアメリカに渡って働いた経験があり、そのときに現地で鉄道の貨車を船に搭載して運ぶ「貨車航送」の様子を見たことがあった。そのためこれを日本に持ち込もうと考え、山陽鉄道およびその後継の国有鉄道に出願し、宮本が請け負って貨車航送を行うことになった。貨車航送では、貨車をそのまま船に搭載して対岸に渡すため、貨物の積み替えに伴う損害から解放され、積み替えの都合上取り扱いが制限されていた長尺物・石炭・砂利も取り扱えるようになり、連絡時間も大幅に短縮されることになった。1911年（明治44年）3月1日から日本で最初の貨車航送が開始され、9月末日限りで従来の積み替えを伴う輸送を全廃した。
貨車航送に伴う利便性の向上は著しく、輸送量は航送開始前の半年で貨車数にして下り4,762両、上り4,762両相当の貨物輸送であったのに対して、航送開始後の半年では下り8,987両、上り8,823両相当の貨物輸送に増加した。請け負う宮本は貨車1両の航送あたりで受け取る作業料で利益を上げ、国鉄側にとっても宮本に払う請負料は関門間の貨物運賃より安かったため純利益が出ており、さらに荷主に支払う貨物損傷の補填費用が不要となり、貨物輸送の増加や貨車の両岸での融通が可能となるなど、多大な利益を得ていた。荷主も貨物の損傷や紛失の減少に喜んだ。その後、請負に伴う不便もあったために宮本から設備一切を国鉄が買い取って、1913年（大正2年）6月1日付で貨車航送を国鉄の直営とした。この貨車航送は、九州側では小森江付近に発着しており、門司に発着する旅客用の関門航路と区別して関森航路（かんしんこうろ）と呼ばれた。

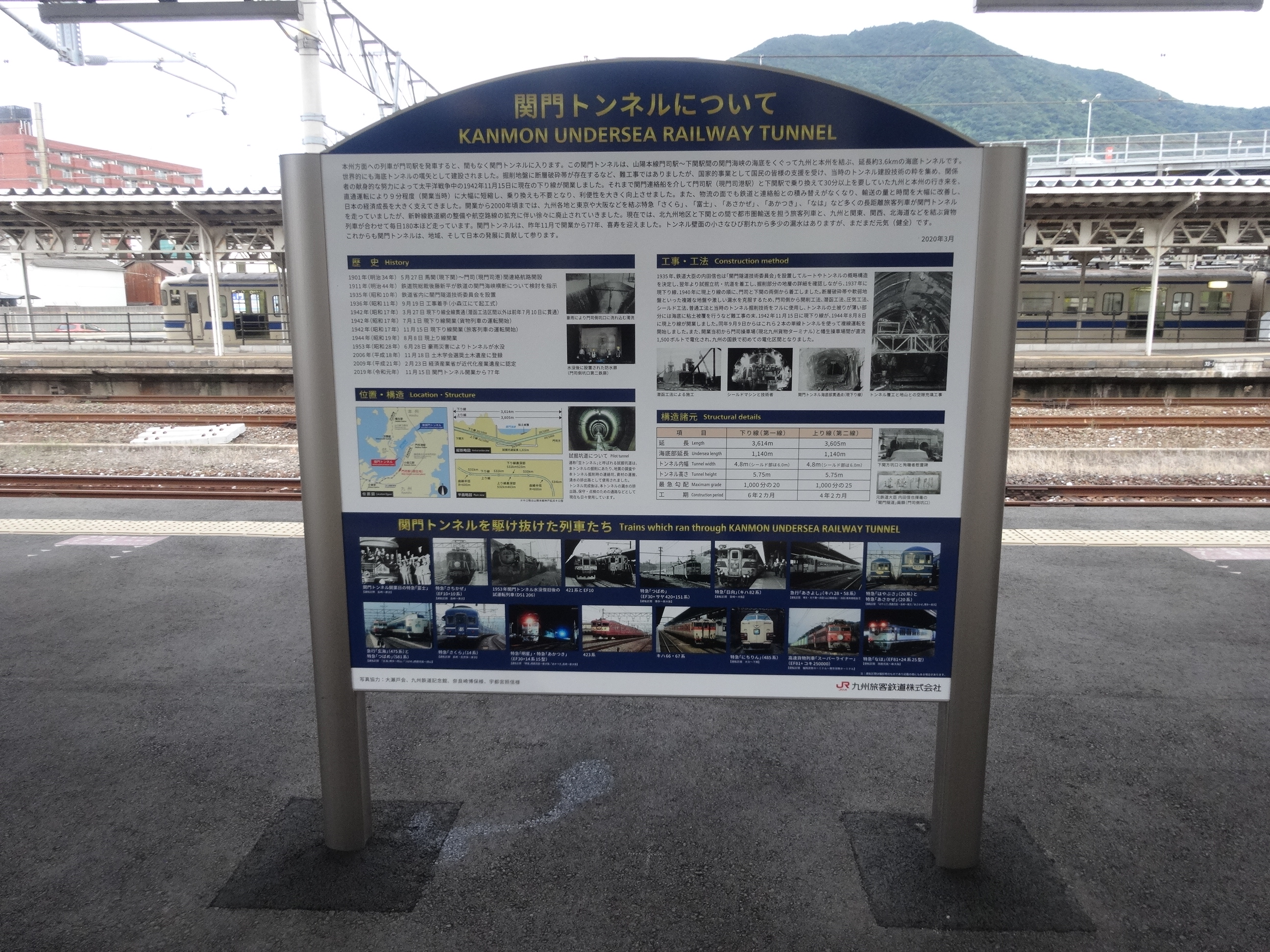
門司駅5・6番のりばの下関側に設置されている「関門トンネル案内板」（6番のりば側は、概要、歴史、工事、走行した列車等を紹介）

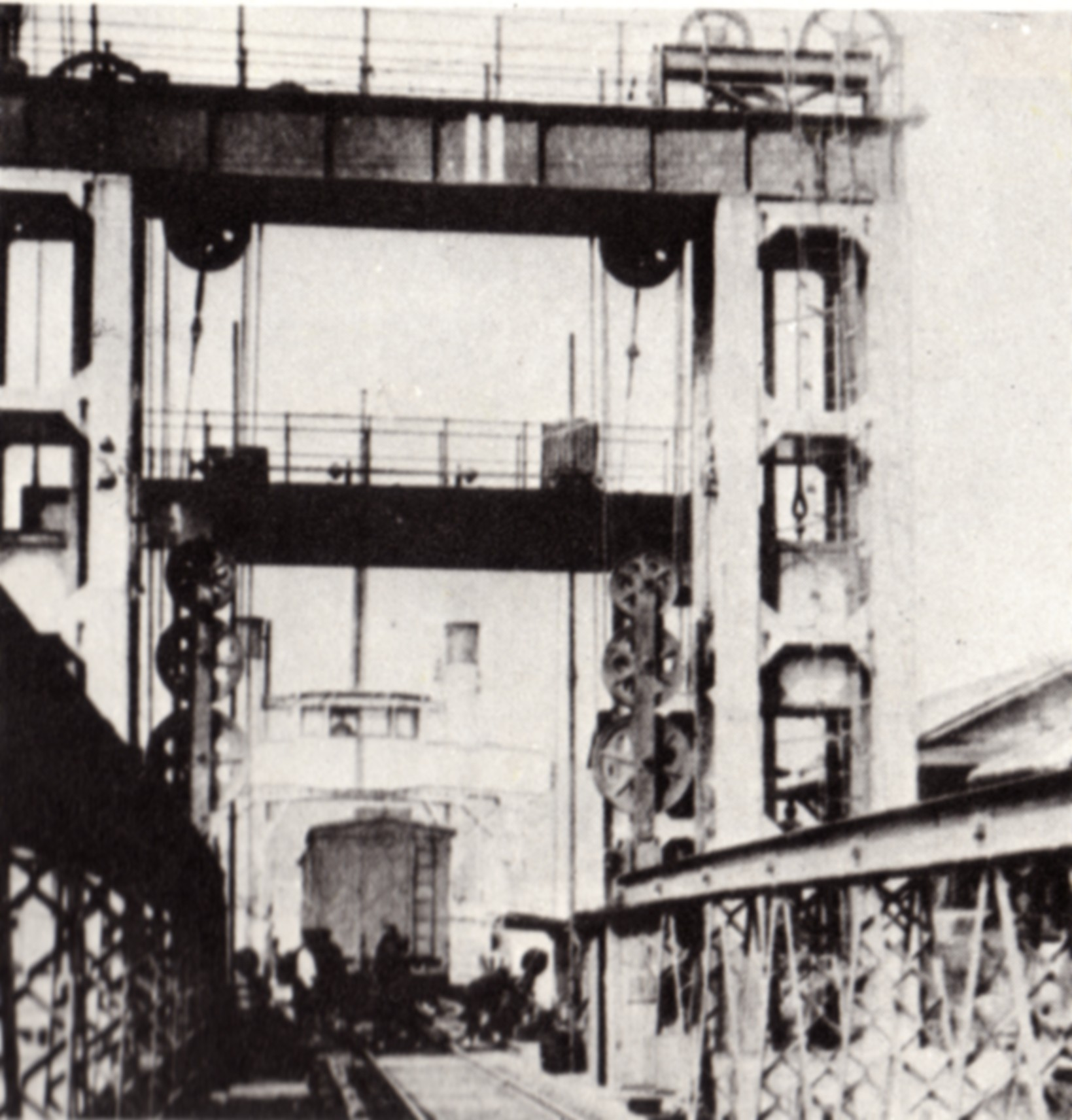
関門航路（関森航路）の小森江桟橋の可動橋。貨車を連絡船に積載している
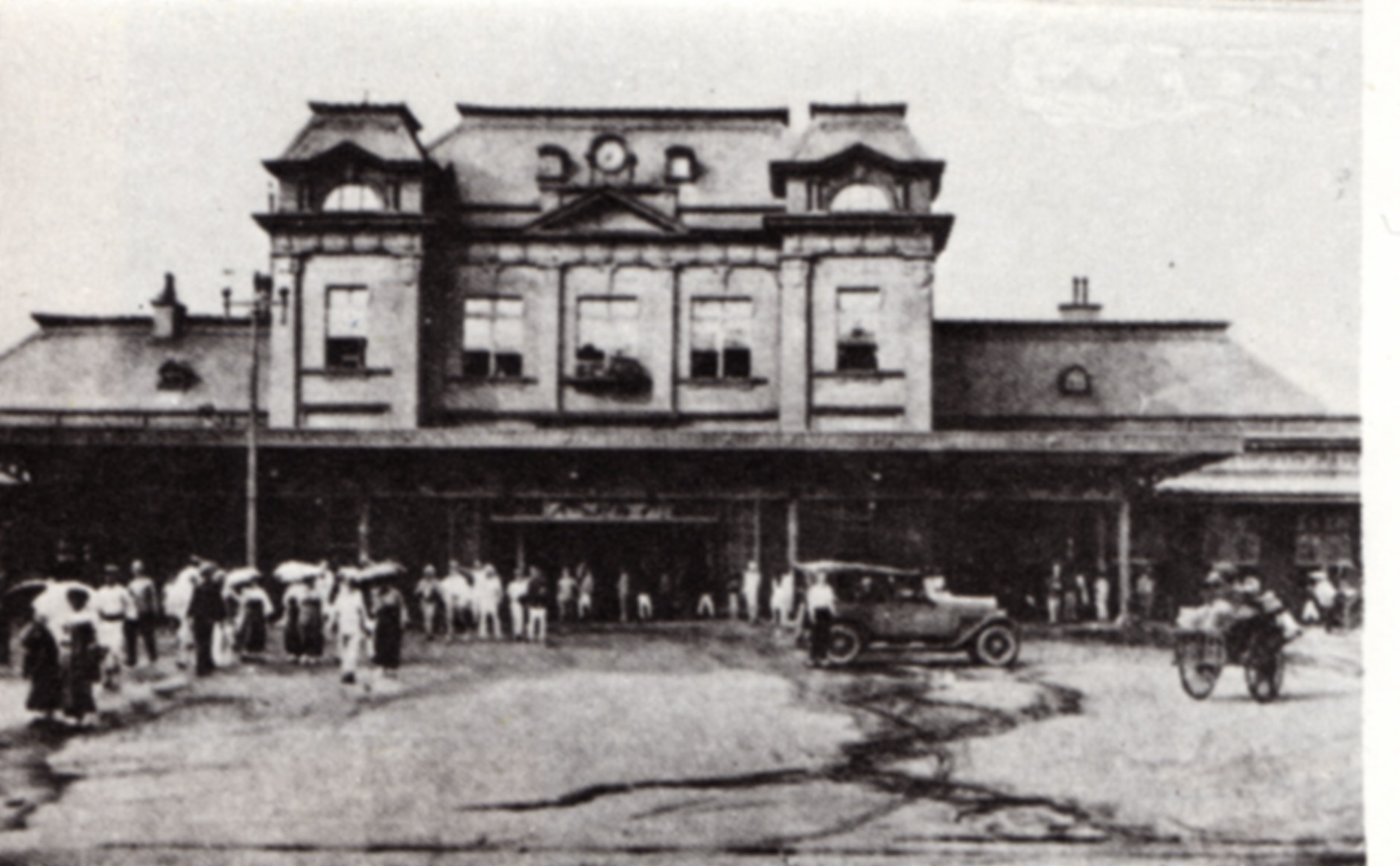
1929年の門司駅、後の門司港駅

### 直接連絡に向けた取り組み

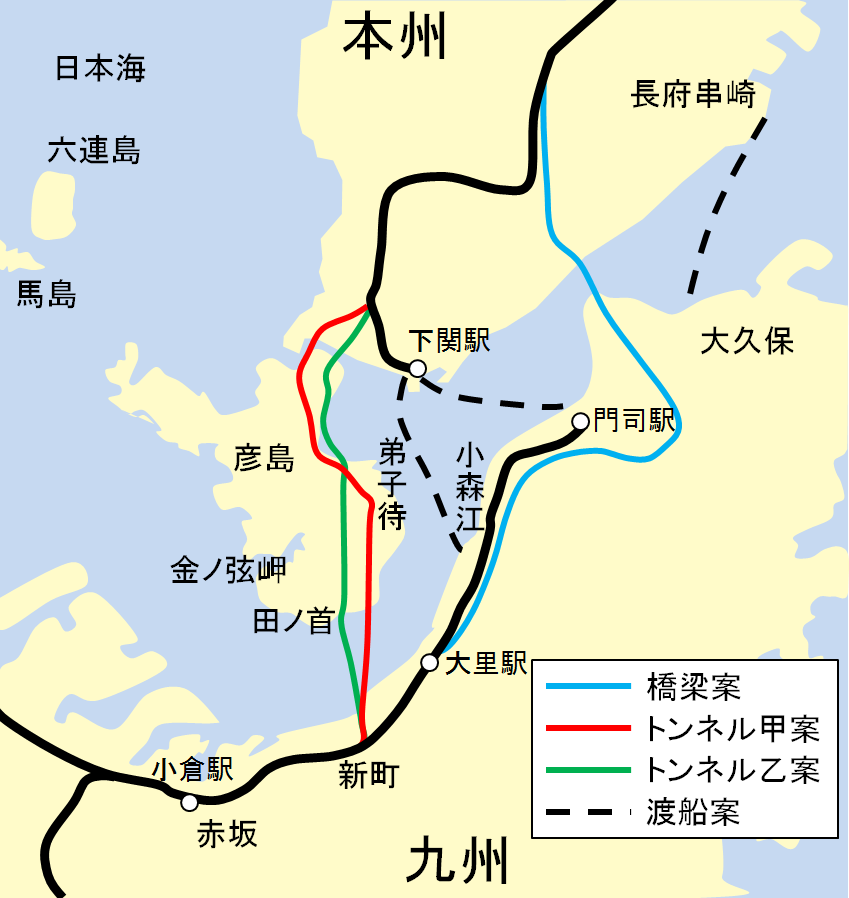
関門海峡連絡交通の構想図

このように船舶による関門間連絡が図られてはいたが、旅客にとってもいったん船に乗り換えなければならないことははなはだ不便に感じられており、また悪天候の際には連絡が途絶することも問題視されていた。
山陽鉄道が全通する以前の1896年（明治29年）秋に、博多で第5回全国商業会議所連合会が開催された際に、博多商業会議所から関門間の海底トンネルによる鉄道連絡の提案がすでになされていた。
鉄道院総裁の後藤新平は、1910年（明治43年）4月に鉄道近代化を目的として業務調査会議を設置し、その一環として第4分科で海陸連絡の検討を行った。1911年（明治44年）4月には、海峡のもっとも狭くなる早鞆の瀬戸で横断する橋梁案の検討を東京帝国大学工科大学教授の広井勇に依頼し、1916年（大正5年）3月に報告書が提出された。また比較としてトンネル案の検討を京都帝国大学工科大学教授の田辺朔郎に依頼した。田辺は実地調査の末1911年（明治44年）12月28日に関門トンネル鉄道線取調書を提出し、これに基づいてさらに鉄道院技師の岡野昇が線路選定を行って諸般の調査を行い、1913年（大正2年）1月に報告を提出した。また田辺がロンドンに出張した機会に、関門海峡の地質で水底トンネルの建設が可能かの調査を国外で行うことを委託され、帰国後1915年（大正4年）5月に工事は可能であると報告した。
広井が設計した橋梁はカンチレバー式のもので全長2,980フィート（約908.3メートル）、最大支間1,860フィート（約566.9メートル）、海面上の桁下高さは200フィート（約61.0メートル）で、橋の上には標準軌の鉄道複線、電車用の線路複線、さらに幅12フィート（約3.7メートル）の通路を2本設置する構造とされていた。活荷重についても、当時運行されていた機関車ではクーパーE30（軸重3万ポンド＝約13.6トン）で充分であったが、クーパーE60（軸重6万ポンド＝約27.2トン）を想定しさらに3割の余裕を見込んでいた。橋への取付は、本州側では一ノ宮駅（のちの新下関駅）の南700フィート（約213メートル）の地点で分岐して10パーミル勾配で全長2.5マイル（約4.0キロメートル）となり、九州側では大里駅（のちの門司駅）で分岐して10パーミル勾配で全長5マイル（約8.0キロメートル）と見込んでいた。総工費は2,142万6,118円と見積もられた。

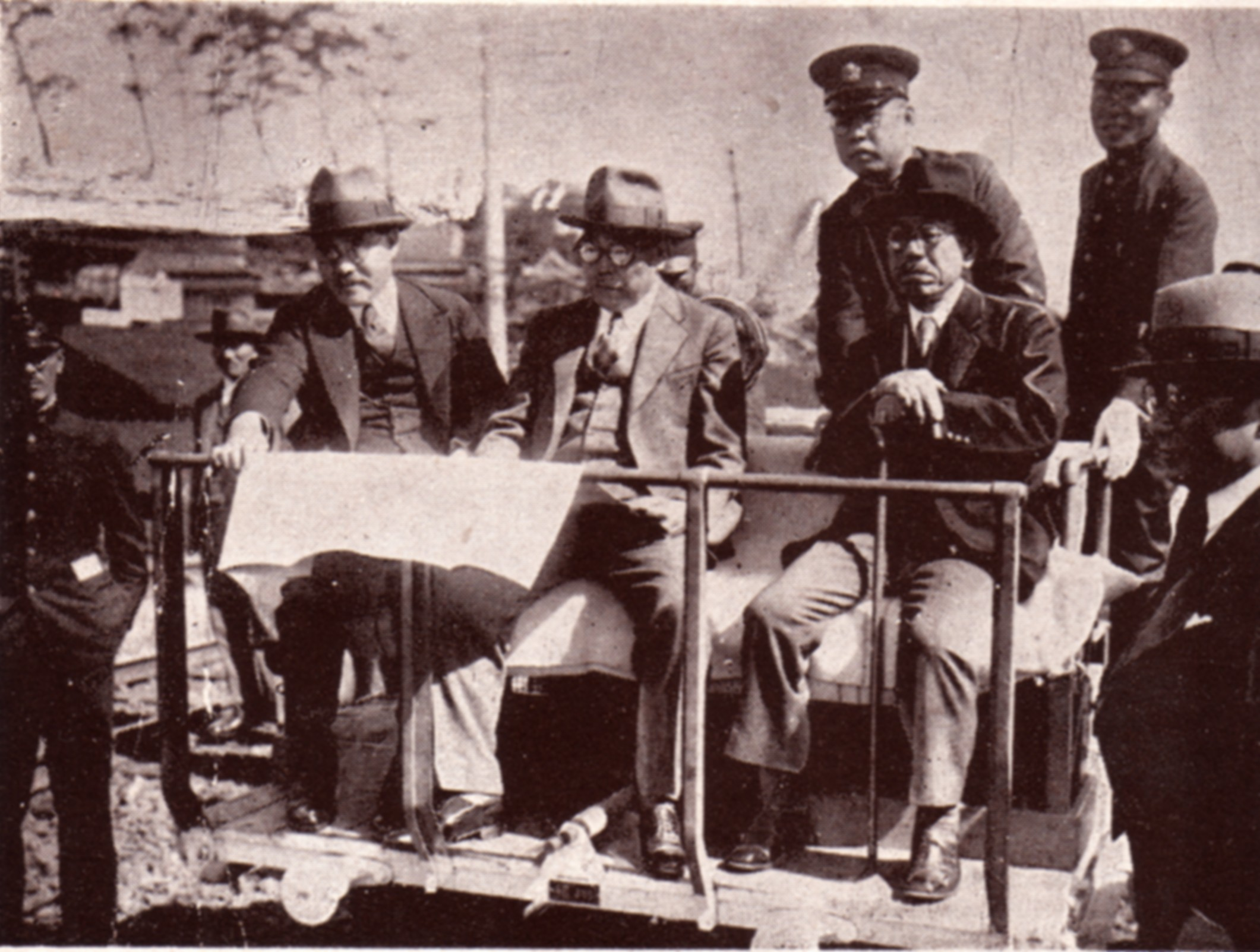
関門トンネル建設予定地を視察する内田信也鉄道大臣

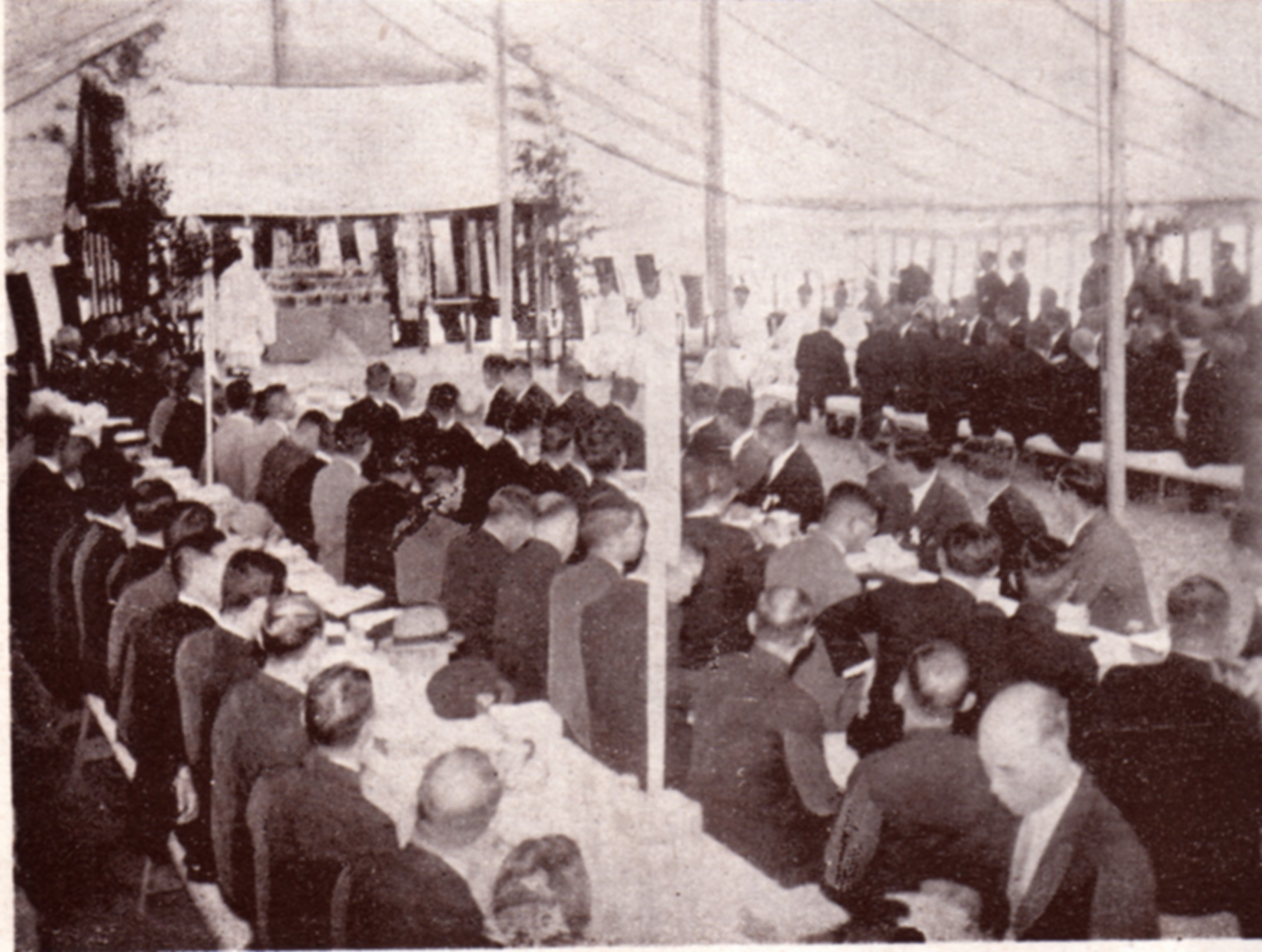
関門トンネルの起工式

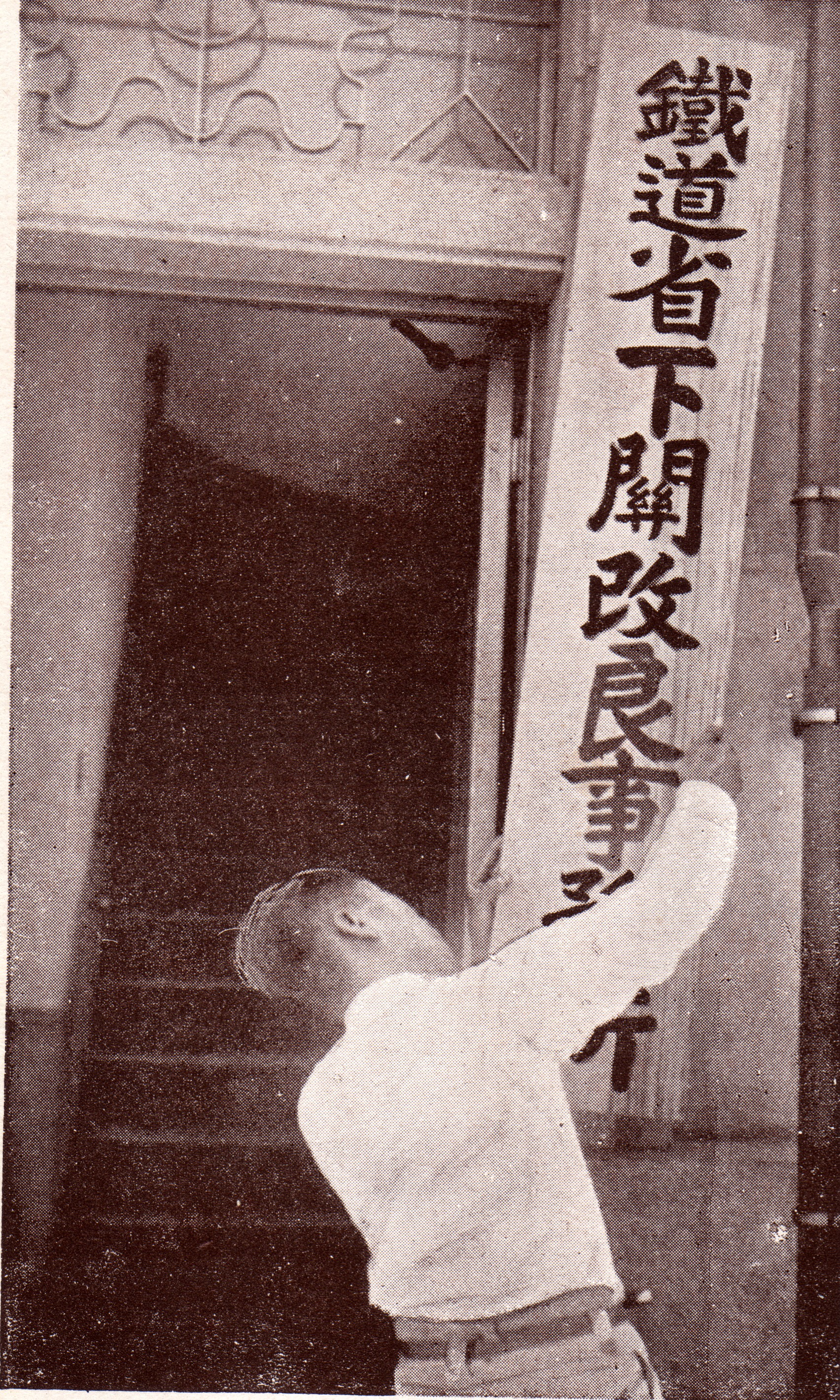
鉄道省下関改良事務所の開設

これに対して岡野がまとめたトンネル案は、大瀬戸を通過するものであった。これは早鞆の瀬戸では水深が15尋（約27.4メートル）あるのに対して大瀬戸では8尋（約14.6メートル）であり、大瀬戸の方が水底トンネル掘削が容易であるという理由であった。路線は甲案と乙案の2案が選定され、いずれも下関駅の手前の山陽本線328マイル7チェーン（約528キロメートル）地点で分岐して彦島に、また彦島南端の田ノ首から南に対岸の新町に渡り、鹿児島本線の5マイル76チェーン（約9.6キロメートル）地点で合流して小倉駅に至る。甲案は乙案より水深が1尋（約1.8メートル）増加する不利があったが、九州側の線路の取付が有利であり、どちらでも大きな優劣はないとした。このほかに金の弦岬から赤坂に向かう案も検討したが、水深が浅いという利点はあるもののトンネルの水底延長が長くなり、しかも九州側での線路の取付に不利であるとされた。複線トンネルにした場合、単線トンネルに比べて線路の位置がより低い場所になり、水面下より深い場所を通らなくてはならなくなり、掘削量も増大することから、単線トンネルを前提とした。総工費は田辺により、単線で約668万6,000円、複線にすると約1,300万円と見積もられた。
このほかに、到着した列車をまるごと船に積み込んで対岸に渡す渡船案を竹崎（下関駅西側）と門司駅の間、竹崎と大里駅の間、長府串崎と大久保の間の3航路で検討したが、もともと関門海峡は通航する船舶が多く、しかも潮流が激しいところを縫って頻繁にこうした船舶を往復させることは困難であるとした。また橋を架けてその下に客貨車を運搬する搬器を吊り下げて運行する運搬橋を建設する案も検討され、線路を高い位置に持っていかなくて済む利点はあるものの、両岸の山が高くなっている関門海峡では固定された橋の建設がしやすいこと、固定橋では連続的に運行できるのに対して運搬橋では断続的な運行しかできないこと、船舶の運航と支障することに変わりがないこと、そして固定橋と建設費に大差ないと見込まれたことなどから不適切であるとされた。
こうして比較した結果、トンネルの方が橋梁よりも建設費が安く、そのうえ爆撃を受けると重要な交通路が途絶するという国防上の問題点を抱えずに済むことから、国鉄ではトンネル案を採用する方針を決定した。1919年（大正8年）度から10か年継続で総額1,816万円の予算を計上し、第41回帝国議会での協賛を受けた。そして1919年（大正8年）6月から9月にかけて鉄道院技師の平井喜久松が連絡線路の実測調査を行い、また同年7月から10月まで、および1920年（大正9年）7月から10月までの2回にわたり関門海峡大瀬戸の海底地質調査を実施した。ところが、第一次世界大戦後の物価高騰により当初の予算ではトンネルの完成を見込めなくなり、加えて1923年（大正12年）の関東大震災に伴ってその復旧に資金を割かれることになったことから、1924年（大正13年）の第50回帝国議会において大正17年度以降に新規着手する事業は後年別途予算協賛を得る方針となり、関門トンネル予算はいったん削除されてこの時点では建設が見送られることになった。
しかし、関門海峡連絡の問題は放置することができず、1925年（大正14年）には鉄道省が再び関門海峡連絡問題の検討を開始し、技師大井上前雄に命じて調査を行わせた。この際には、シールド工法だけではなく沈埋工法も検討対象とした。この結果、再びトンネル案が最良であると結論づけられ、その工法について大井上は、トンネルの強度が大きいこと、圧気中での作業の必要がないこと、より浅い場所にトンネルを通すことができて列車の昇降に伴う損失が少ないこと、建設作業が海峡を通航する船舶に対して与える支障は十分軽微であるとして、沈埋工法が適切であると主張した。これを受けて1926年（大正15年）12月17日、省議により関門トンネルへの着工が決定された。1927年（昭和2年）1月に下関市に工務局関門派出所を設置し、さらに調査を行った。この調査では、約80万円の予算を用いて地質調査、潮流調査、船舶航行状況の調査、測量、そしてトンネル工法の比較検討が行われた。しかし今度もまた、1927年（昭和2年）より発生した昭和金融恐慌の影響もあって工事に着手することができず、1930年（昭和5年）に関門派出所は廃止された。
ところが1931年（昭和6年）になると一転して関門間の貨車航送は激増するようになり、そう遠くない時期に行き詰ることは明らかとなってきた。関門間の鉄道連絡船は、旅客輸送にはまだ余裕があったが貨車航送は限界に近付いており、下関駅構内が狭くて敷地にゆとりがないため設備の増強余地もなかった。1929年（昭和4年）時点で設備と船舶を最大限活用した場合、1日168回の運航となり年間に片道143万トンの輸送が可能であるが、1934年（昭和9年）には限界に達するものと見積もっていた。そこで再び関門トンネル建設の声が上がり、鉄道省工務局は再度研究を開始した。
1935年（昭和10年）5月27日に、当時の鉄道大臣内田信也は現地で設計を詳細に検討したあと帰京し、6月7日の閣議において予算1,800万円、4か年の継続工事で昭和11年度に着工するとの承認を得た。これに対して九州側の門司市は、かつて岡野がまとめた田ノ首 - 新町線では門司市を素通りすることになり門司市の繁栄に影響するとして、トンネルの経路を門司市寄りに変更するように求めて田ノ首 - 新町線案への反対運動を展開した。これを受けて鉄道省内で技術委員会を設けて新たに弟子待 - 小森江線の検討を行った。8月14日からボーリングにより弟子待 - 小森江線の地質調査を行い、9月28日に工務局長平井喜久松の現地調査を経て、11月25日に新しい案での建設は可能であると結論をくだした。いずれの経路でも一長一短があるものの、弟子待 - 小森江線は海底区間の延長が約400メートル短く、九州側に旅客駅を新設する必要がなく、また操車場への取付上も有利であるとした。こうして技術的な調査に政治的な配慮を加えて内田鉄道大臣は、弟子待 - 小森江線の採用を決定した。

こうして決定された経路について、「関門連絡線新設費」の名目で1,612万円の予算を計上し、第69回帝国議会において協賛を得た。翌1936年（昭和11年）7月15日に下関市に鉄道省下関改良事務所が設置され、技師の釘宮磐（元国会議員の釘宮磐と同姓同名であるが別人）が所長に任じられて、いよいよ関門トンネルに着工することになった。同年9月19日、門司側の現場において鉄道省の関係者に山口県・福岡県の県知事、下関市・門司市の市長、代議士や下関要塞司令官も参列して起工式が挙行された。

## 建設計画

### 建設担当
関門トンネルの建設は、基本的に鉄道省およびその後継省庁の直轄施工で行われ、下関側の取付トンネルおよび門司側の取付トンネルのうち開削工法を採用した区間についてのみ請負で実施した。工事実施のために1936年（昭和11年）7月15日に下関改良事務所が設置され、以降1939年（昭和14年）8月30日に下関工事事務所、1942年（昭和17年）11月1日に下関地方施設部と順次改称された。その傘下で、下関側からの工事を担当したのが弟子待出張所、門司側からの工事を担当したのが小森江出張所である。請負に付された下関側取付トンネルは間組、門司側取付トンネル開削工法区間は大林組がそれぞれ担当した。

### 地質
ボーリング調査、弾性波調査に加えて、試掘坑道を掘って確認された海底部の地質は以下の通りである。下関方試掘坑道から100メートル付近までは輝緑凝灰岩が分布し、そこから260メートル付近までは花崗岩となっている。花崗岩と輝緑凝灰岩の接触部は接触変質しており、接触面から10メートルほどは輝緑凝灰岩が黒雲母片岩に変化している。花崗岩のうち、200メートル付近は厚さ約20メートルほどの玢岩が貫入している。260メートル付近から厚さ約15メートルの断層破砕帯があり、そこから先は礫岩、砂岩、頁岩などの水成岩（堆積岩）などとなっている。この地層は420メートル付近まで続き、再び約20メートル幅の断層破砕帯を挟んで輝緑凝灰岩層に入る。この輝緑凝灰岩層は、門司側にある花崗岩層の影響を受けて変質している部分がところどころにあり、また玢岩の貫入も見られる。門司方に近づくにつれて次第に玢岩の方が主体となっていく。910メートル付近からは花崗岩層となり、この層もところどころ玢岩の貫入が見られる。

### 建設基準
鉄道省内に設けられた技術委員会では、トンネルの最急勾配を20パーミルとすることが適当であるとした。これより勾配を緩くすると前後の取付線路の接続に困難をきたす一方で、これより勾配をきつくすると運転に必要とする機関車の数が増大して不経済となるためで、工事費や運転速度、所要両数などを勘案して決定された。ただし、下り線トンネルの施工経験を踏まえてのちに建設された上り線トンネルでは、施工が困難な下関側の第三紀層地帯の突破のために被覆を増す必要があるとして、最大25パーミル勾配が設定された。
トンネルの工法は、海底下を通常通りに掘っていく普通工法を採用することになり、地質に応じて圧気工法またはシールド工法を併用することにした。これは、関門海峡は潮流が激しく船の通航も多いうえに、海底が掘削の困難な岩盤となっていることもあり、海上からの作業（沈埋工法）は困難であると判断されたためである。
単線トンネルと複線トンネルを比較すると、複線トンネルは断面積が大きくなり、断面の直径に対応して海底との距離を大きくしなければならなくなるため、海底下より深い場所を通ることになり、トンネル総延長が長くなるとともに前後の既存路線への取付に影響する。また施工自体も単線トンネルの方が複線トンネルに比べて容易であり、さらに完成後トンネル内で列車脱線などの事故が発生した場合に、単線トンネル2本であればもう1本のトンネルで単線運転をすることができるが、複線トンネルでは全面的に運転不能となるおそれがある。これに加えて当面は単線の輸送力で十分であったことから、単線トンネルを採用することにした。のちに必要となった時点で追加の単線トンネルを施工して複線とすることになった。また当初から電気運転をすることが想定された。

### 工法
地質調査の結果、区間ごとに以下の工法が採用された。
なお以下の記事・図・表においては、山陽本線神戸駅起点でのキロ程を用いて位置を表記し、たとえば508キロメートル881メートル20センチメートルを 508K881M20 と略記する。キロ程については、1934年（昭和9年）12月1日に麻里布（のちの岩国） - 櫛ケ浜間で岩徳線が開通してこちらが山陽本線となったため、関門トンネル着工時点では下関駅の神戸起点のキロ程は507.6キロメートル、1942年（昭和17年）4月1日付で実施された下関駅の改キロ後は507.0キロメートルであった。1944年（昭和19年）10月11日に再び山陽本線の経路は元の海側を周る柳井経由の線路に戻され、下関駅のキロ程は528.7キロメートルになった。この結果、たとえば1979年（昭和54年）作成の資料では下り線の入口キロ程は530K614Mとなっている。この記事では、工事誌に記載されている着工時点のキロ程で一貫して記載する。
まず下関方の取付区間は、地質的にもその他の点でも一般的な山岳トンネルと異なるところがないため、普通工法を採用した。
下関方の海底区間は、断層があって複雑な地質であったが、潜水艇による調査で海底が岩盤であることがわかり、弾性波調査によって各部の硬軟の程度もわかっていたことから、セメント注入で湧水を防止しながら普通工法で掘削することにした。これに対して門司側の海底区間は、地質および被覆の関係上、シールド工法を採用することにした。
最初に建設した下り線トンネルにおいては、当初海岸付近に立坑を設けてそこからシールドマシンを発進させる計画であったが、試掘坑道においてその付近の地質が予想以上に悪いことがわかり、陸上部での練習を兼ねて鹿児島本線の東側にあたる、511K870M地点から発進させることにした。門司側の坑口付近は、土被りが浅く鹿児島本線に近接していることもあり、開削工法を採用することにした。
土被りが6メートルとなる地点からは潜函工法（ニューマチックケーソン工法）を採用した。しかしシールドマシンを発進させた立坑までの最後の約146メートルの区間は、地下に玉石などがあって潜函工法の採用は困難であり、議論の結果圧気工法が採用されることになった。これに対してのちに建設した上り線トンネルにおいては、先に建設した下り線トンネルにおいて圧気工法の採用に自信を得たため、圧気工法の採用区間が長くなり、シールド工法は海底区間のみに限定された。
| 上下 | 起点側キロ程 | 終点側キロ程 | 延長 (m) | 区間         | 工法         | 備考              |
| ---- | ------------ | ------------ | -------- | ------------ | ------------ | ----------------- |
| 下り | 508K881M20   | 510K271M10   | 1405.14  | 下関側取付部 | 普通工法     | 重キロ15.24 mあり |
| 下り | 510K271M10   | 511K144M20   | 873.10   | 下関側海底部 | 普通工法     |                   |
| 下り | 511K144M20   | 511K870M00   | 725.80   | 門司側海底部 | シールド工法 |                   |
| 下り | 511K870M00   | 512K016M50   | 146.50   | 門司側取付部 | 圧気工法     |                   |
| 下り | 512K016M50   | 512K216M00   | 199.50   | 門司側取付部 | 潜函工法     |                   |
| 下り | 512K216M00   | 512K480M00   | 264.00   | 門司側取付部 | 開削工法     |                   |
| 上り | 508K856M10   | 510K275M50   | 1419.40  | 下関側取付部 | 普通工法     |                   |
| 上り | 510K275M50   | 511K145M00   | 869.50   | 下関側海底部 | 普通工法     |                   |
| 上り | 511K145M00   | 511K550M00   | 405.00   | 門司側海底部 | シールド工法 |                   |
| 上り | 511K550M00   | 512K017M23   | 467.23   | 門司側取付部 | 圧気工法     |                   |
| 上り | 512K017M23   | 512K196M73   | 179.50   | 門司側取付部 | 潜函工法     |                   |
| 上り | 512K196M73   | 512K460M73   | 264.00   | 門司側取付部 | 開削工法     |                   |

### 線形
先に建設した下り線（第1線）は、508K881M20地点を入口とし、512K480M00地点を出口として、総延長は3,614.04メートルである。トンネル内に重キロがあるため、両端のキロ程の差より全長が15.24メートル長い。縦断勾配は、510K772M地点を最低点として、両側とも20パーミル勾配になっている。下関側の入口は東京湾中等潮位を基準とする標高（以下同じ）で+1.80メートル、トンネル内最低地点は-36.39メートル、門司側の出口は-1.99メートルの位置にある。当初は、トンネル中央付近に2パーミル勾配の区間を設定する計画であったが、トンネル上部の被覆をできるだけ厚くするために途中で変更された。
のちに建設した上り線（第2線）は、508K856M10地点を入口とし、512K460M73を出口として、総延長は3,604.63メートルである。下り線建設の際に、下関側海底区間の第三紀層断層破砕帯の突破に困難を極めたことから、この区間についてシールド工法や圧気工法の採用も検討されるほどであった。しかし労務や資材の都合上普通工法で突破せざるを得ず、のちに上り線（第2線）を建設する際には、下り線工事の影響もあることから、海底との間隔が同程度では掘削の自信を持てなかった。このため勾配を犠牲にして海底との間隔を広げることにし、510K697M地点を最低点として、下関側は22パーミル勾配とした。これにより、断層破砕帯においては下り線より約4.5メートル低い地点を通過する。最低地点より門司側では、25パーミル勾配を511K100M地点まで採用し、以降は下り線と同じ20パーミル勾配で出口へ至る。下関側の入口の標高は+0.75メートル、トンネル内最低地点は-38.4メートル、門司側の出口は-1.99メートルの位置にある。
水平方向の線形は、下り列車進行方向に対して左に半径600メートルの曲線を描きながらトンネルに進入し、ほぼ直線となって海峡を横断して、門司側で下り列車進行方向に対して右に半径600メートルの曲線を描いて、再び直線となって出口へ至る。上下線のトンネルの線路中心線間隔は20メートルであるが、門司側で潜函工法や開削工法を採用した区間はこれより間隔が狭められている。
トンネルの断面については、普通工法区間と圧気工法区間は馬蹄形の断面で、第一号型断面を水圧に対抗するためにやや幅方向に広げ、起拱線より上で半径2.6メートルの半円として、軌条面での幅は3.5メートルである。シールド工法区間では、シールドの蛇行を最大で15センチメートルとして、内部の半径を3.0メートル、環片（セグメント）の厚さを0.5メートルとして外径は7メートルとなった。潜函工法および開削工法の区間ではいずれも、トンネル内側で幅4.8メートル、高さ5.75メートルの断面とした。

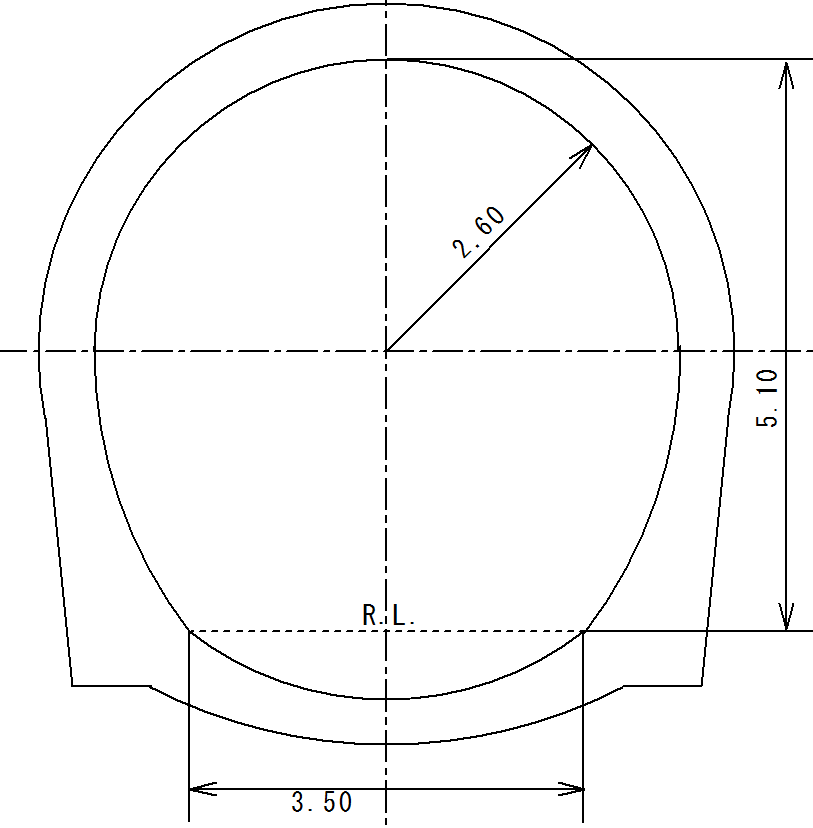
普通工法区間の断面図
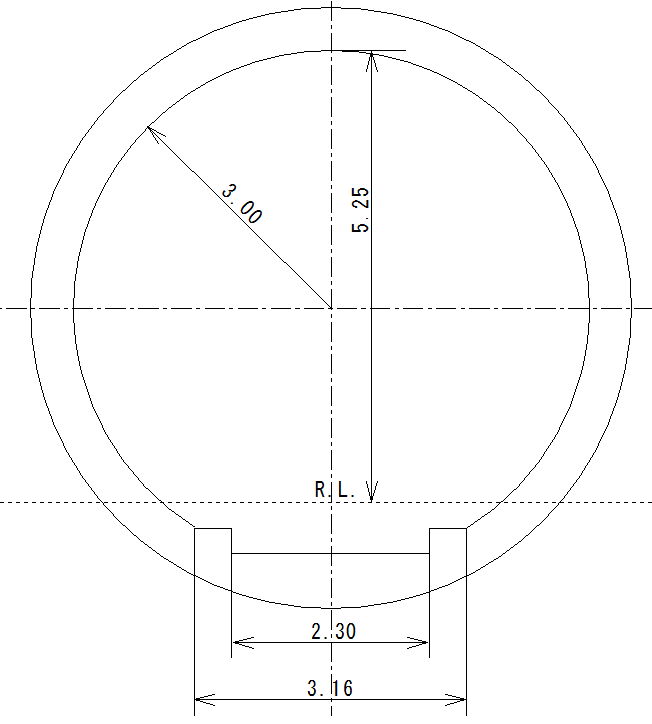
シールド工法区間の断面図
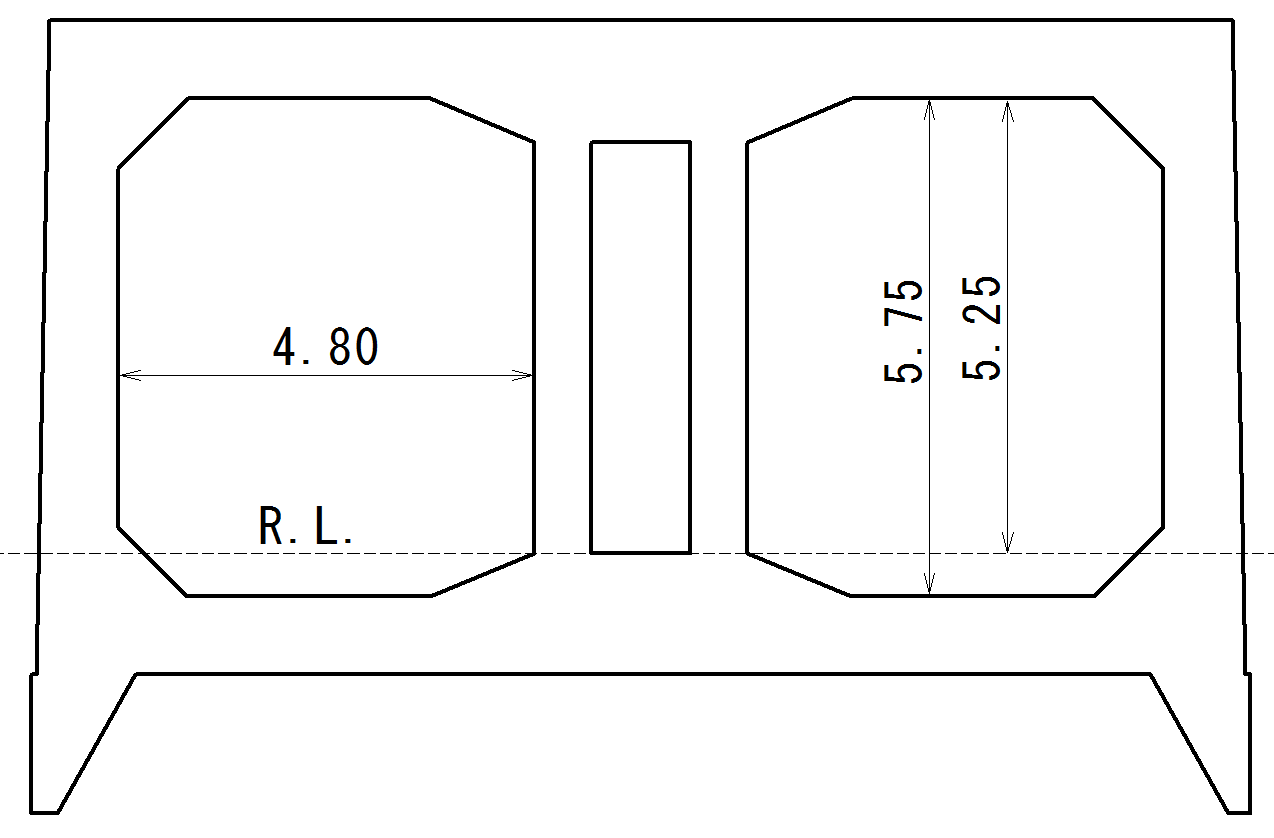
潜函工法区間の断面図
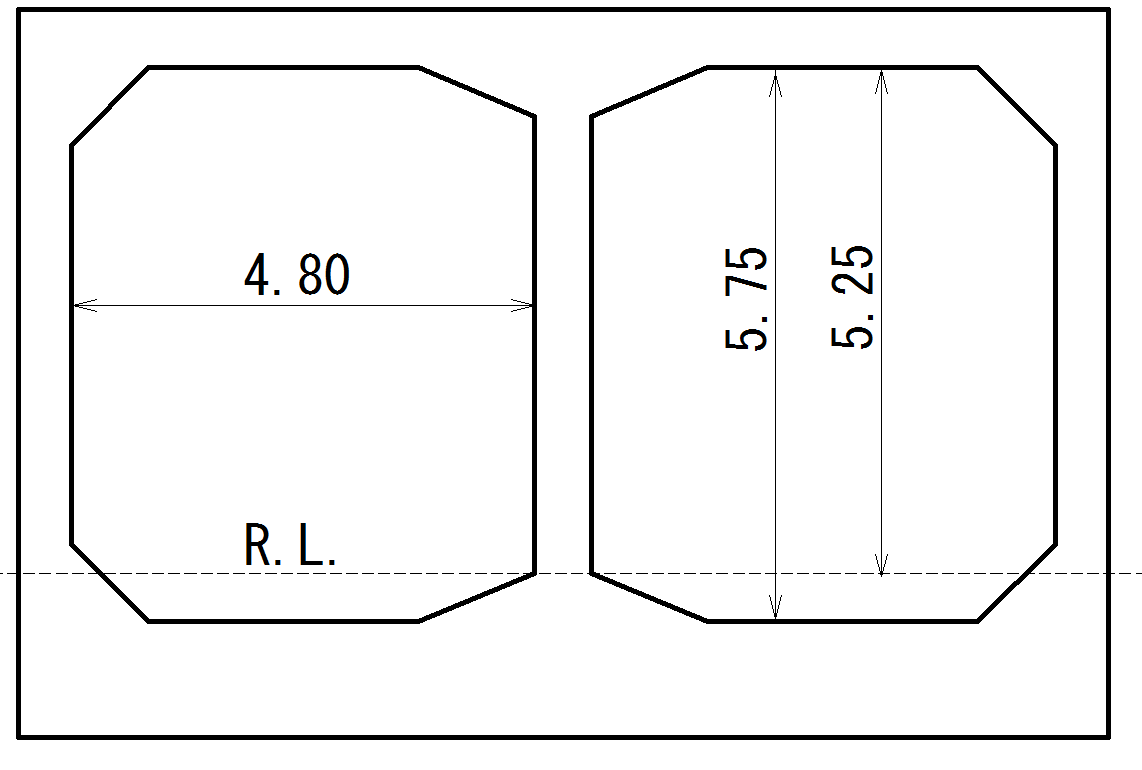
開削工法区間の断面図

## 建設

### 地質調査

#### ボーリング調査

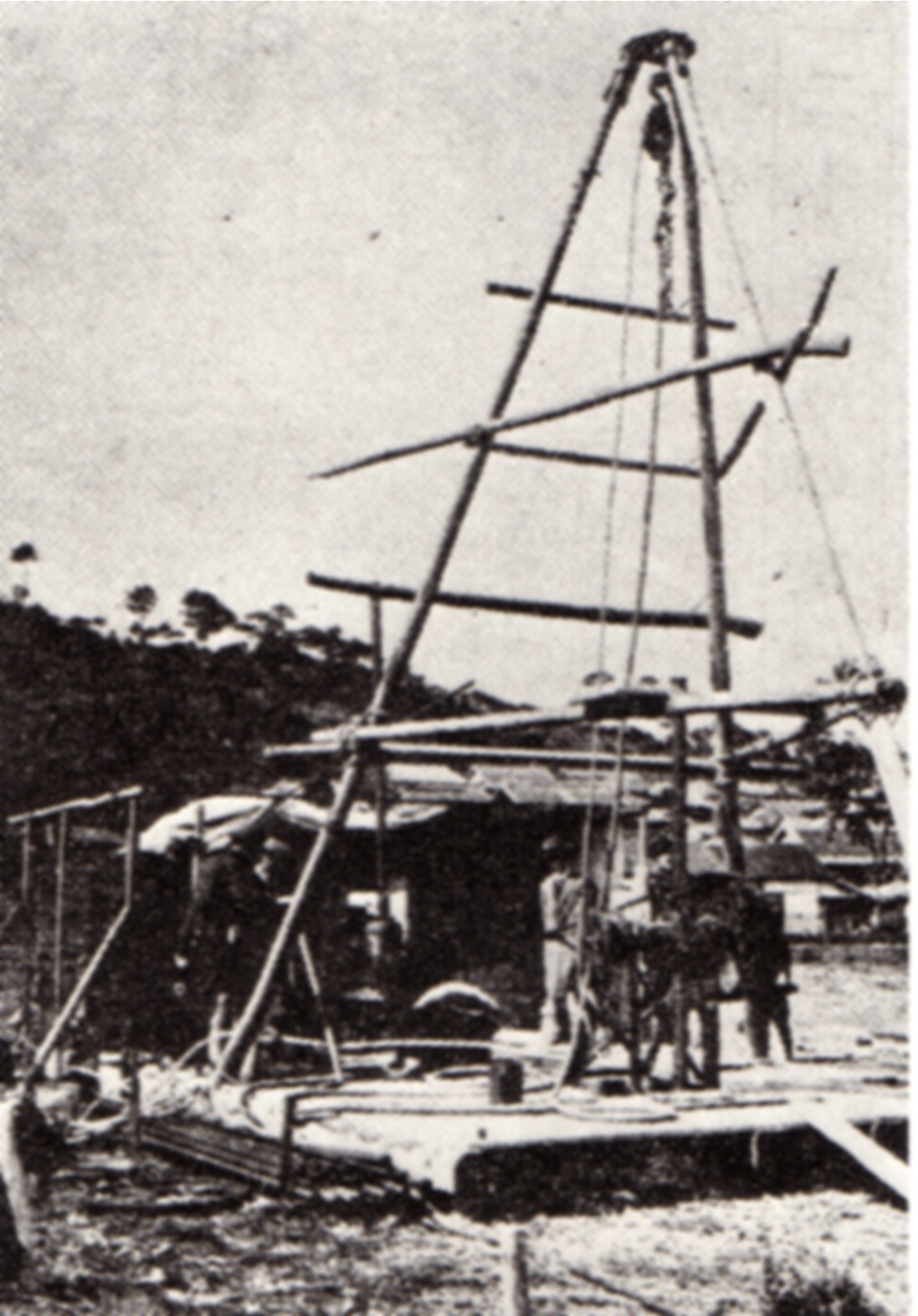
関門トンネル建設のための彦島における地質調査ボーリング作業

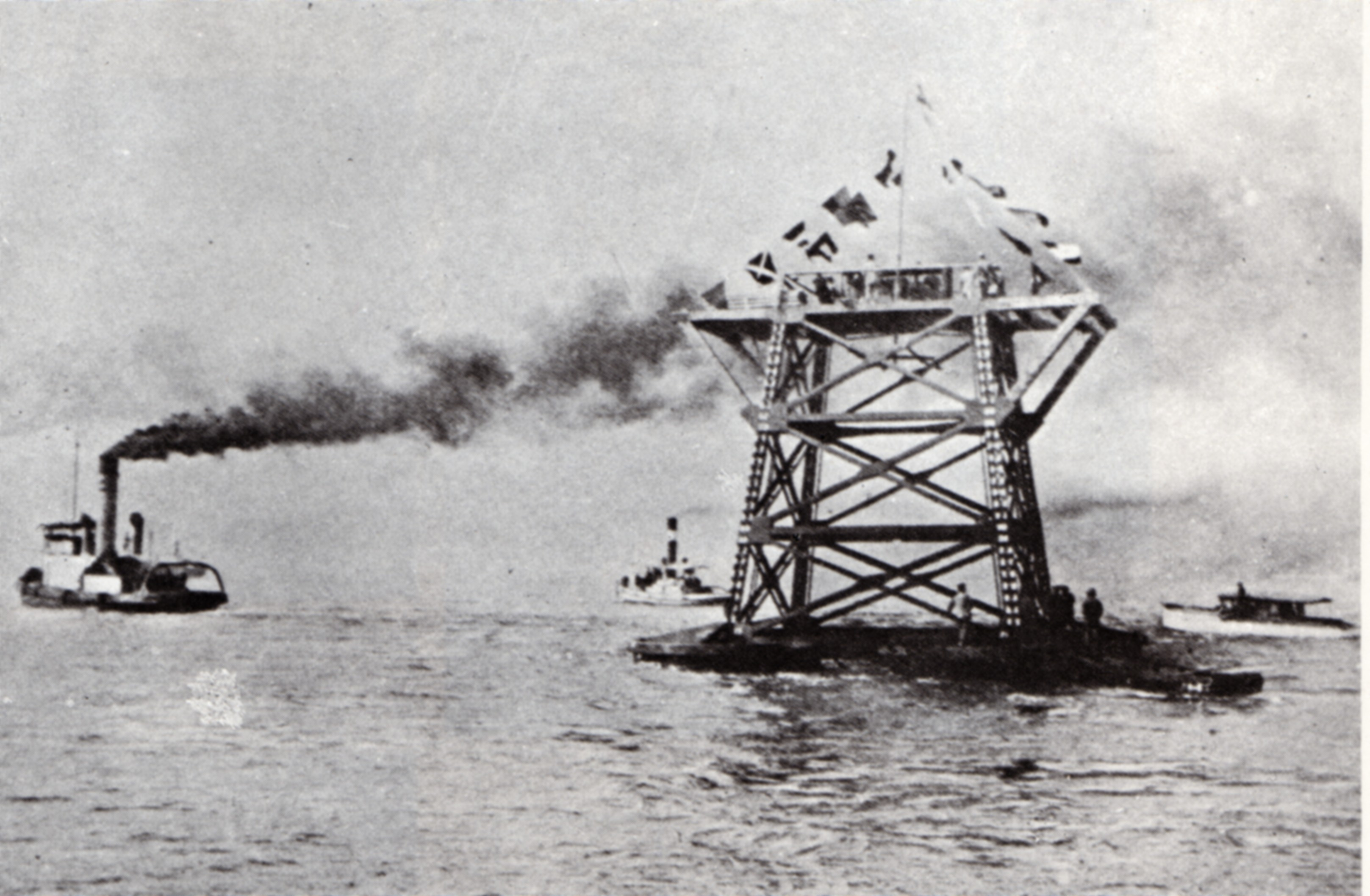
関門トンネル建設に際しての関門海峡の海底地質調査のための浮櫓

トンネルの建設前に、関門海峡の海底に対してボーリングにより地質調査を行った。ボーリング作業は、水深が浅い場所では海底に杭を打ち込んで海面上に足場を仮設し、その上にボーリングマシンを据えて実施した。水深が深い場所では、従来は船やポンツーン上にボーリングマシンを据え付け、作業位置に錨を入れて固定して実施していたが、関門海峡の潮流は激しく到底1か所に浮足場を固定することはできなかった。そこで空気タンクを備えた鉄筋コンクリート製の櫓を建造し、タンクに圧縮空気を入れたときは海上に浮きあがって目的地まで船で曳航することができ、タンクから空気を抜くと海底に着底して櫓の上部が作業用の足場となるようにした。高さは約20メートル、重量約480トンある櫓で、1か所でのボーリング作業完了後は海峡の海流が向きを変える（転流する）時間帯を見計らって空気タンクに空気を送り込んで浮上させ、新たな作業地点へ曳航した。櫓は三菱造船彦島工場で製作された。作業に使ったボーリングマシンは、スウェディッシュ・ロック・ドリリング製のクレリウス式A-B型で、当初は日本国外から雇い入れた技術者の指導を仰いでボーリングを行った。

1919年（大正8年）から1920年（大正9年）にかけての調査では、田ノ首 - 新町線の計画経路に沿って4か所のボーリング調査を行った。続いて1927年（昭和2年）3月23日から1929年（昭和4年）7月20日までかけて、大正時代の調査とはやや異なる経路で19か所におよぶボーリング調査を行った。さらに1935年（昭和10年）8月13日から11月28日にかけて、弟子待 - 小森江線の経路を調査するため、下関側陸上2か所、海底7か所、門司側陸上6か所の合計15か所でボーリング調査を行った。この際海底ボーリングには、前回の調査後宇部沖ノ山炭鉱に譲渡されていた櫓を借り受けてきて使用した。この際は、田ノ首 - 新町線との比較であったため、実際の弟子待 - 小森江線経路上での海底ボーリング調査は4か所であった。

#### 弾性波調査

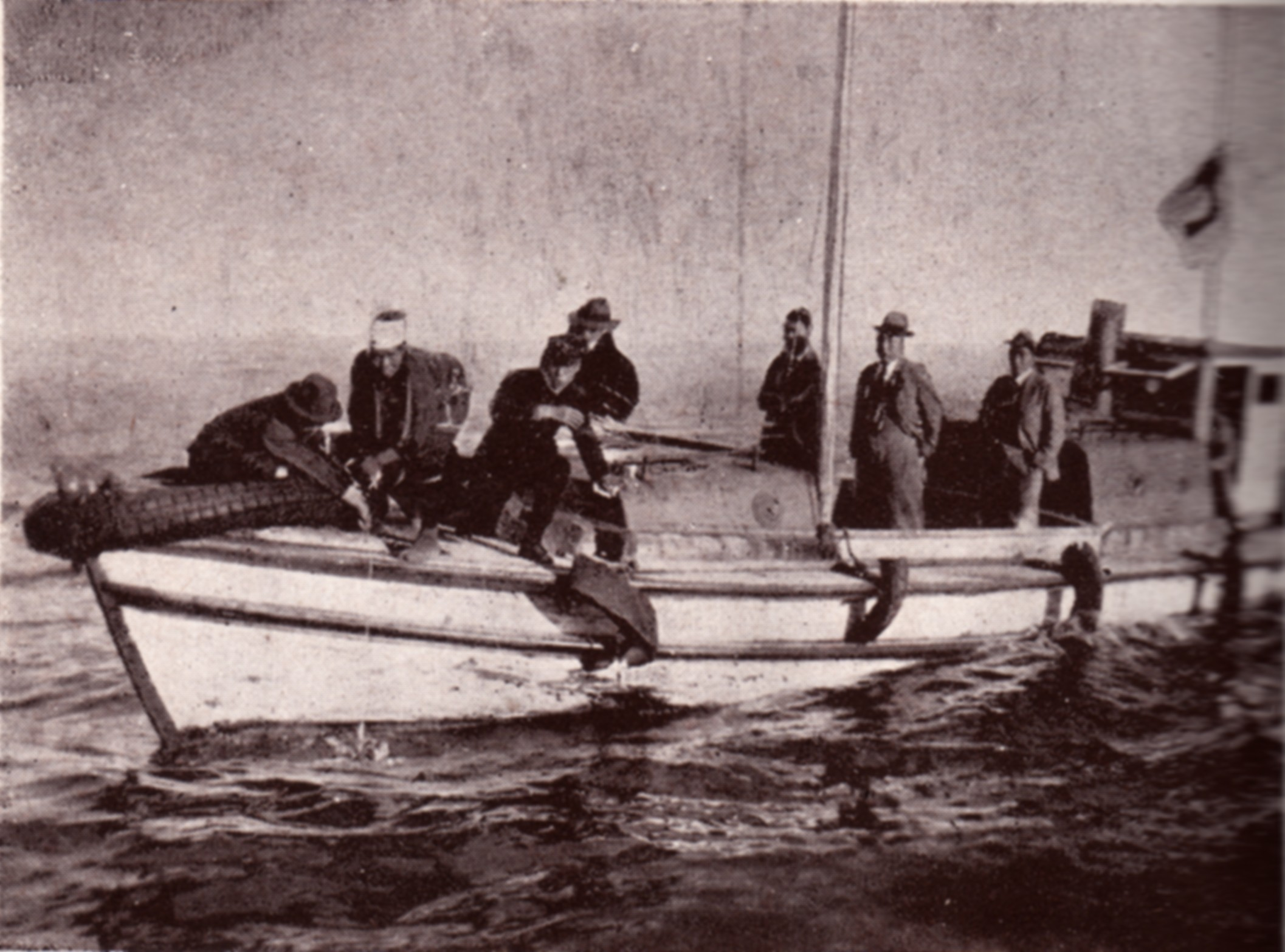
弾性波調査のための海上爆破作業

ダイナマイトによって人工地震を起こし、その振動を地震計で記録し分析することによって地質を推測する弾性波調査も実施された。1936年（昭和11年）10月から12月にかけて、東京帝国大学（東京大学）地震研究所および鉄道省大臣官房研究所、本省建設局の3者によって海底部の弾性波調査が実施された。船からダイナマイトを海底に沈め、爆破と同時に無線でそれを通報し、弟子待と小森江に備えつけられた地震計でその揺れを計測した。また巌流島と門司の防波堤上のトランシットを用いて船の位置を測量して爆破位置を確定した。地質が堅いほど弾性波は速く、花崗岩や玢岩、変成岩などでは秒速5キロメートルを超えるが、軟らかい岩石では秒速3キロメートル程度、風化帯や土砂では秒速1.5キロメートル程度であり、測定された弾性波速度から各地点の地質を特定した。また、下関方の取付トンネルにおいても、1938年（昭和13年）3月6日から月末にかけて弾性波調査が行われ、トンネル坑口から約500メートルの地点に大きな断層があることが発見された。

一方、水中微動計を用いた調査も実施した。海底に微動計（振動を測定する機械）を沈め、門司方試掘坑道内のダイナマイトを爆破してその振動を計測するもので、1939年（昭和14年）2月6日から3月5日にかけて実施した。しかし、試掘坑道においてズリ（トンネル掘削によって掘り出される岩石や土砂）を運搬するトロッコの振動が伝わるため、坑内の作業を打ち切るタイミングと海上の潮流が収まって測定に好都合なタイミングを一致させなければならず、船と坑内の連絡がうまくいかないために測定は困難で、途中で打ち切られた。そのため、下関方で微動計を用いた調査を6月9日から36日間にわたって行った際には、試掘坑道ではなく海底にダイナマイトを据えつけて観測を実施した。これにより、510K540M付近に幅約15メートルの断層破砕帯が、510K700M付近から先に軟弱地帯があることが判明した。

#### 潜水艇による調査

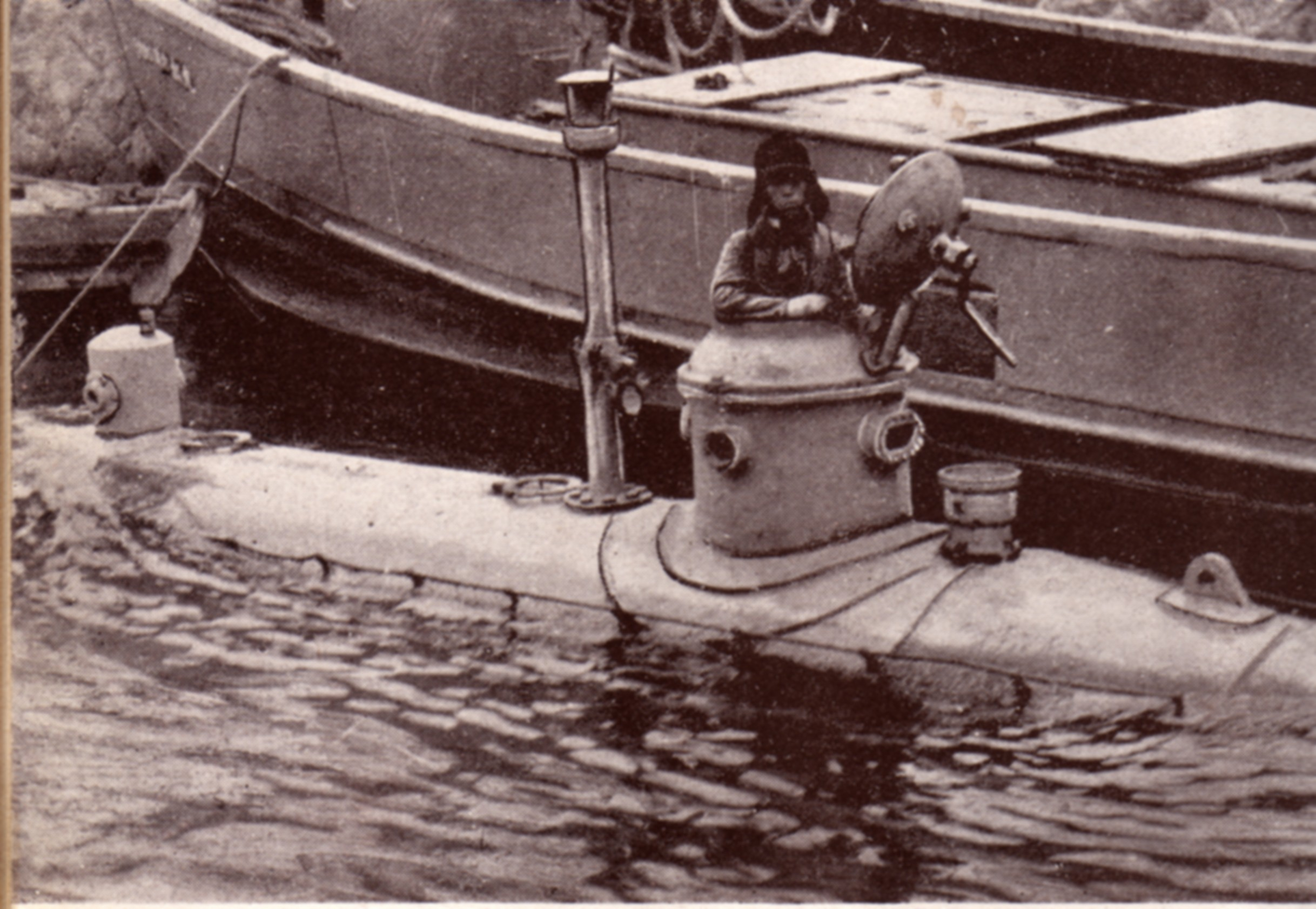
関門海峡の海底調査に用いられた西村式潜水艇

関門海峡の潮流は速く、海底に漂砂があるとは考えられなかったが、念のために西村深海研究所所有の西村式潜水艇を用いて海底の調査を実施した。西村式潜水艇は、下関市出身で当時は東京で水産業を営んでいた西村一松が開発したもので、全長10メートル弱、幅2メートル、21トンあり、魚類や水棲植物の観察を目的としたものであった。この潜水艇を借り受けて海底の調査を行うことにし、真鶴半島から17日かけて母船の第六松丸に曳航されて関門海峡へ到着した。潜水艇は、操縦士のほかには2人が乗れるだけの大きさで、3,000ワットの電灯で照らされる海中を小さなガラス窓から観察した。海流があるときは潜航できないため、調査は転流時の30分ほどに限られた。1937年（昭和12年）1月15日から2月2日までかけて潜水艇による海底調査を実施し、事前の予想通り漂砂はないことが判明した。

### 工事の準備

#### 下関方地上設備

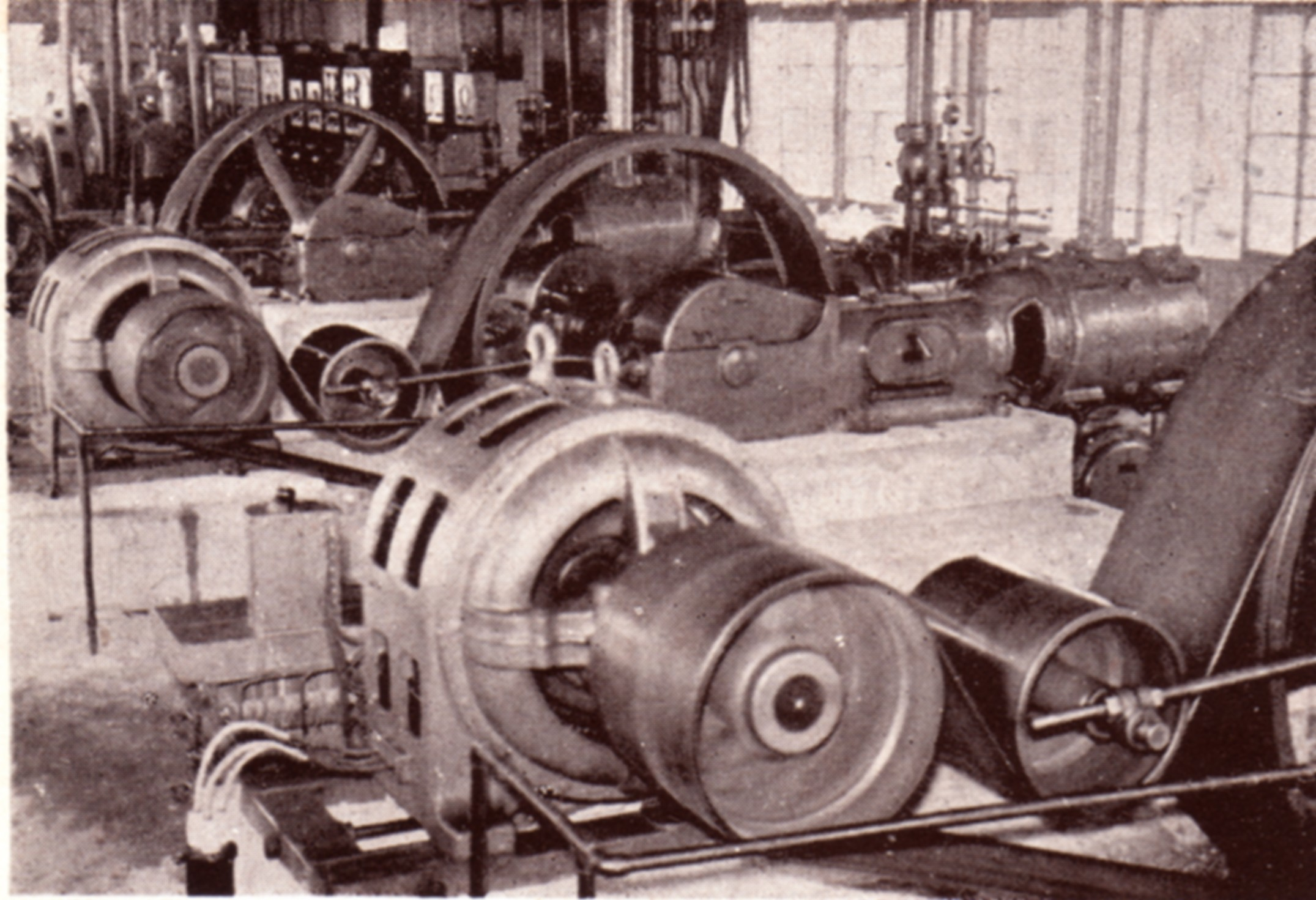
関門トンネルの建設工事用に用意された空気圧縮機（下関方か門司方かは不明）

下関方の作業場所は、彦島の弟子待に建設された。1937年（昭和12年）1月6日に、現地の民家を借り受けて弟子待見張所（のちに弟子待出張所）が設置され、諸建物類の建設を行って8月下旬に竣功した。各種の倉庫、労務者の宿舎、機械類の修理工場、削岩機修理工場、木工所、コンクリート混和設備などが建設された。セメントやズリの運搬には川崎車輛製の蓄電池式機関車を4両使用し、軌間は坑内・坑外ともに610ミリメートルとした。現地付近の海底が浅く浚渫も困難であったことから、ズリを船舶で運び出すことは困難とされ、現地付近でズリを処分することになった。当初は出張所敷地内の建物用地の埋立造成にズリを利用し、それが完了すると出張所から約600メートル離れた水田を埋め立てる契約をして捨て場とした。
坑内で消費する圧縮空気を供給するために、空気圧縮機を設置した。日立製作所製150馬力のものを3台設置したが、次第に空気消費量が増大したため、インガーソル・ランド製の150馬力のものと75馬力のものを順次増設した。また立坑にはエレベーターを設置した。試掘坑道用の立坑エレベーターは三菱電機製で、昇降距離55メートル、最大荷重3トン、電動機30馬力であった。下り線用の立坑エレベーターは、6トンの能力のものが必要と計算されたが、当時日本ではこの規模のものの製作が難しかった。しかし為替の都合などから輸入も難しいとされたため、三菱電機が新たに開発を行って当時の日本で最大規模のエレベーターを完成させた。昇降距離39.44メートル、最大荷重6トン、電動機60馬力のものを2組設備した。上り線用には下り線用のものを移設して使用した。

弟子待出張所は離島の彦島にあり、当時は民間の小船舶が本土との間を運航していたが、少しの時化でも欠航して不便な状態であった。機材の運搬は船に拠らなければならなかったので、弟子待出張所の海岸に桟橋を建設し運用した。

#### 門司方地上設備
門司方の作業場所については、試掘坑道への立坑を鹿児島本線より海岸側に設置した。当初は試掘坑道立坑付近に本線用の立坑も設置する予定であったが、試掘坑道用立坑の地質が予想外に悪かったこともあり、立坑の位置を鹿児島本線より内陸側に変更することになった。そこで、当初は試掘坑道立坑付近に仮設備を配置し、のちに一部を本坑の立坑位置付近に移設した。試掘坑道用立坑以外の門司出張所の建物類はほとんどが鹿児島本線と国道に挟まれた土地に建設されることになった。こちらにも下関方と同様に各種の倉庫、修理工場、コンクリート混和設備などが建設された。シールドトンネル内では、おもに川崎車輛製および日立製作所製の蓄電池式機関車を用い、軌間は610ミリメートルであった。大里駅から門司出張所内へ専用線を敷設し、工事用臨時列車を門司鉄道局に委託して運行してズリの搬出作業を行った。専用線内の入換作業は現場の担当であったため、入換用小型機関車を15トン機と10トン機の2両準備して使用した。ズリは門司操車場に運搬して盛土に使用した。
門司側でも下関側同様に坑内で消費する圧縮空気を供給するための空気圧縮機を設置した。試掘坑道用にはインガーソル・ランド製75馬力のものを2台設置し、本線用にはおもにシールドマシンの動作のために日立製作所製150馬力3台、インガーソル・ランド製400馬力6台、日立製作所製400馬力2台と多数の空気圧縮機を設置した。また試掘坑道用および下り線用にそれぞれ立坑エレベーターを設置し、上り線工事時には下り線用のものを転用した。小森江の海岸付近にも桟橋を造成して使用した。

#### シールドマシン

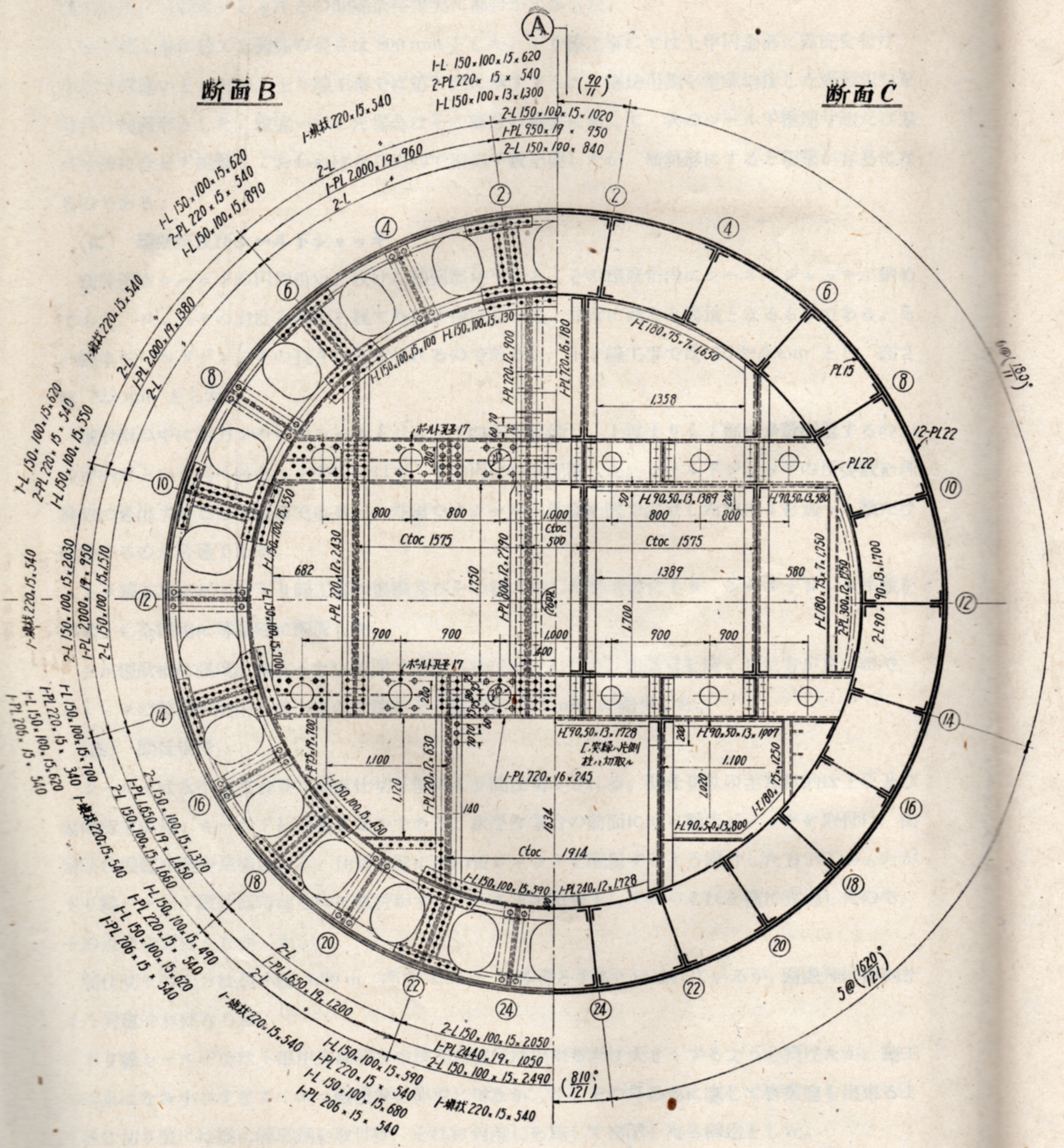
関門トンネル下り線用のシールドマシンの断面図

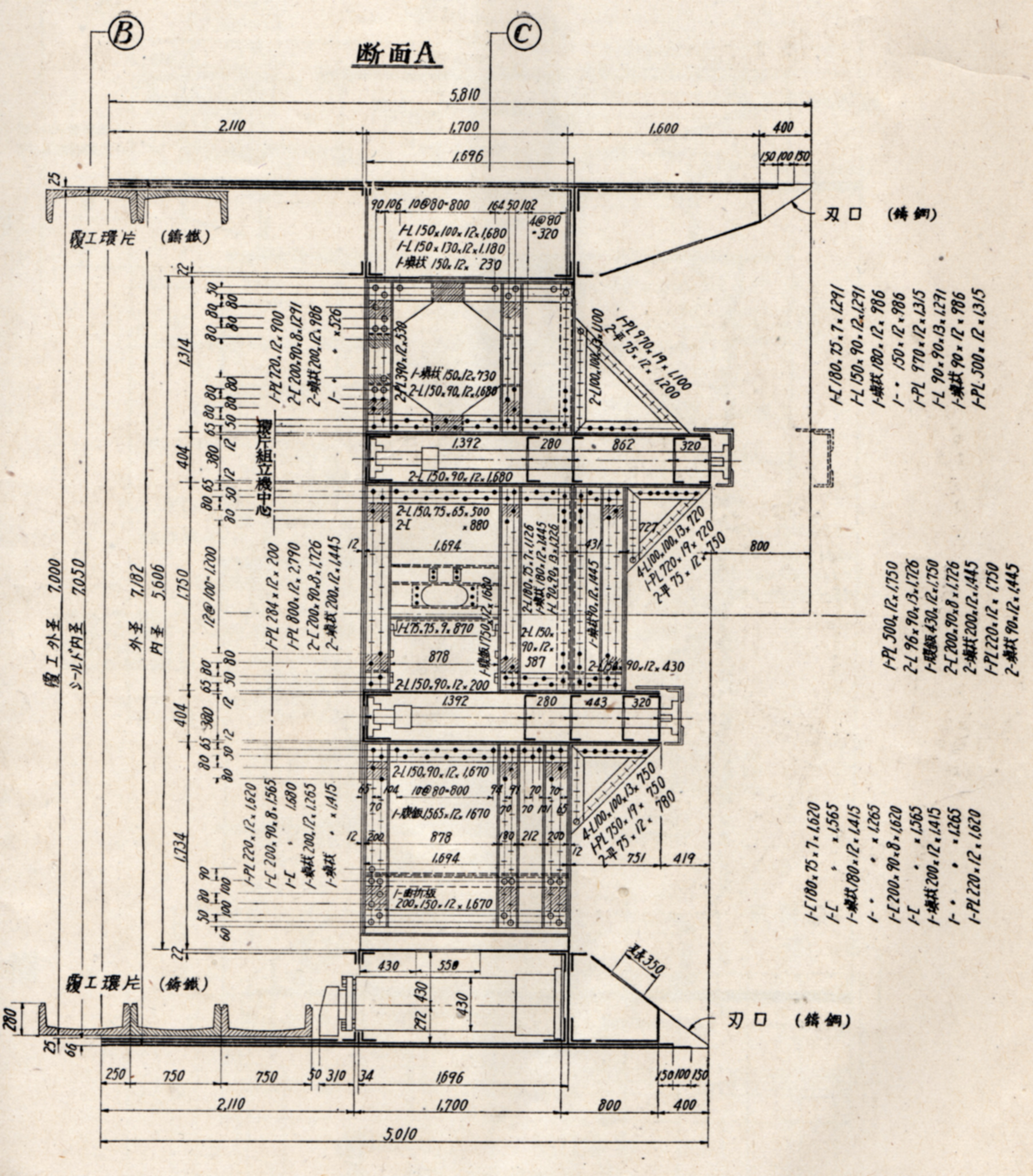
関門トンネル下り線用のシールドマシンの側面図

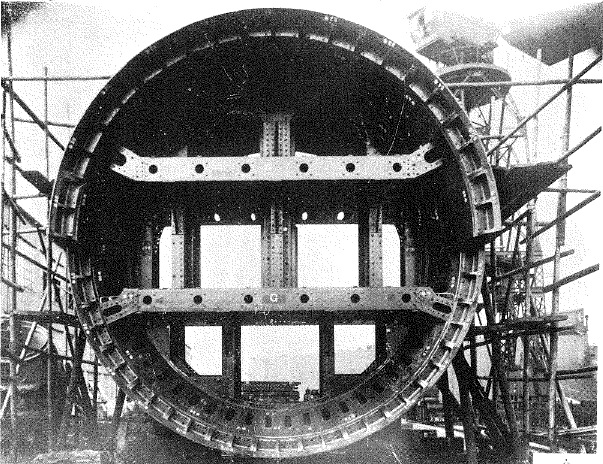
関門トンネル用のシールドマシン

前述したように、門司方海底区間ではシールド工法が採用された。シールド工法は、1825年からのテムズトンネルの建設工事に初めて用いられ、欧米諸国で次第に発展して普及したトンネル工法であった。日本では1919年（大正8年）に羽越本線折渡トンネルで初めて横河橋梁製のシールドマシンを使った掘削が行われたが、予定の300メートルを掘削できずに推進不能となり、その場で埋め殺しとなった。また丹那トンネルの建設工事の際には、水抜き坑の建設のためにシールド工法を採用した実績があった。このように、シールドトンネルの技術は日本では未熟であり、関門トンネルの工事においても当初は日本国外の業者に請け負わせるか、機械を輸入して専門の技術者を招聘するという意見も根強かった。しかし、丹那トンネルの工事を経験してトンネル工事の技術に日本の土木技術者が自信を持つようになってきていたことや、軍事上重要な要塞地帯であった関門地区の鉄道建設に対して日本国外を関与させることが望ましくなかったことから、日本の技術でシールドマシンを製作して工事を行うことに決定した。
シールドマシンの設計は、村山朔郎が担当した。村山は、1935年（昭和10年）に京都帝国大学土木工学科を卒業して鉄道省に入省した若手土木技術者で、おもにアメリカ合衆国で発行された技術文献を参考にシールドマシンの設計に取り組んだ。設計されたシールドマシンの本体は三菱重工業、シールドジャッキは神戸製鋼所、環片（セグメント）は久保田鉄工所が担当して製作した。
シールドマシンは、初期には様々な形状のものがあったが、関門トンネル工事の時点では諸国とも円形断面のものがほとんどであり、関門トンネル用のシールドマシンも同様に円形断面を採用した。セグメントリングの外径は7メートルであり、各国の例を参考に22ミリメートル厚の鉄板3枚を重ねた尾部を採用し、またセグメントリングに対する余裕を50ミリメートル見込んだため、合計してシールドの外径は7,182ミリメートルとなった。尾部の長さは、下り線用について環片2個分の1,500ミリメートルに余裕250ミリメートル、シールドジャッキの沓の長さ310ミリメートル、環片とシールドジャッキの間の余裕50ミリメートルとして合計2110ミリメートルとし、上り線用については環片2個分を1,600ミリメートルに余裕を200ミリメートル、環片とシールドジャッキの間の余裕を100ミリメートルとしたため合計2,210ミリメートルとなった（シールドマシンの側面図を参照）。ジャッキ本体部の長さは上下線とも1,700ミリメートル、この先に地山に食い込む刄口が設けられ、また作業員が安全に作業できるように上部はひさしのように伸ばしたことから、この部分の長さは上部で1,600ミリメートル、下部で800ミリメートルとされた。この結果、シールドマシンの全長は下り線用で下部5,010ミリメートル、上部5,810ミリメートル、上り線用で下部5,110ミリメートル、上部5,910ミリメートルとなった。総重量は約200トンである。
シールドマシンを推進するシールドジャッキは、200トンの能力のものを下り線用で24本、上り線で22本装備した。イギリス・アメリカ・フランスなどシールドトンネルの施工実績のある国の例を参考に研究して、推進能力を設定した。常用水圧は400 kg/cm2、シリンダー有効直径は250ミリメートル、最大衝程1,110ミリメートルであった。また、シールドマシン内部の作業床の出し入れをする可動床ジャッキと、山留に使用する山留ジャッキを装備した。また水圧動作で環片を組み立てる環片組立機（セグメントエレクター）を装備した。小規模のシールドマシンでは人力でセグメントを組み立てる例もあるが、関門トンネルの規模では機械力によるのは必須であった。シールドとは別に移動式の組立機を用意する例もあるが、関門トンネルではシールドに固定された組立機を採用した。また、電力によって動作する組立機の実例もあったが、ほかのジャッキ類がすべて水圧動作であるため水圧式の組立機を採用した。組立機は、伸び縮みするアームを回転させられるようになっており、環片をアームの先でつかんで固定して所定の位置へアームを回転させ、アームを伸ばしてトンネル壁面の所定の位置へ環片を据えつける動作をした。
シールドトンネルにおいて壁面を形成する覆工は、環片（セグメント）と呼ばれるブロックを組み立てて構成し、さらにその内側に第二次覆工としてコンクリートを巻きたてることが普通である。環片の組み立ては、シールドマシンの尾部内側で行われ、輪環（リング）を構成したあと、シールドジャッキをリングに押し当ててシールドマシンの推進を行う。第一次覆工として組み立てる環片の材料は木材、コンクリート、鋼鉄、鋳鉄などの種類があるが、関門トンネルにおいては結果的に鋳鉄を採用し、のちに鉄材節約の目的で一部に鉄筋コンクリート製の環片を採用した。
輪環は外径7メートルで、1つの輪環を構成するためにA型9個、B型2個、K型1個の合計12個の環片を使用した。A型は通常の環片で、トンネル断面方向から見ると扇形になっており、これに対してB型は隣にK型を嵌め込むために一方の端の傾きが逆になっている。K型は、A型とB型を嵌め込む作業が終わったあとに最後に挿入して輪環を完成させる部位に使うものである。トンネルの進行方向を調整するために、環片の長さを変えた異形環片も用意された。環片の外周部における円周方向長さはA型で1,969.2ミリメートル、B型で1989.2ミリメートル、K型で288.2ミリメートルであった。また環片のトンネル長方向の長さは、シールドジャッキの繰り出し長さに影響するため、下り線トンネルにおいては慎重を期して750ミリメートルとし、自信を得たため上り線トンネルにおいては800ミリメートルとした。環片の厚さは280ミリメートルあり、1個の重量は約1トンであった。環片の総製作数は約1万3,000個に上った。ただし、上り線トンネルの陸上部においては、鉄材節約の目的で1輪環の重量を約4割減らした薄型の環片を10組分試作して使用した。同様に鉄筋コンクリート環片も製作され、1個の重量を1トン以内に収める目的でこの区間については1輪環を13環片で構成した。鉄筋コンクリート環片は破損しやすく、組み立てた後の輪環形状の修正が困難で形が狂いやすいといった欠点があり、上り線トンネルにおいて17輪環のみ施工された。

関門トンネルではシールド工法に圧気工法を併用したため、シールド工法区間の端に隔壁を設けた。想定圧力は40ポンド重毎平方インチ（約27万6,000パスカル＝約2.72気圧）とした。隔壁の直径は6.44メートルで、想定圧力の時約920トンの力を受け、厚さ3メートルのコンクリートで隔壁を構築した。この隔壁を通過するために気閘（エアロック）を3組装備した。材料気閘は大型材料や資材運搬のトロッコを通過させるための気閘で、運搬車の幅0.98メートル、高さ1メートルに対して開口部を1.3メートル×1.55メートルとし、気閘内径は2.48メートル、長さは11.8メートルであった。トロッコの線路は扉の開閉のたびにはめ外しを行う必要があり、空気ピストンを利用した仕組みを準備した。作業員気閘は作業員を通過させるための気閘で、40人を収容できるものとして長さ7,800ミリメートル、内径1,780ミリメートルのものを設置した。非常気閘は、坑内の噴発や火災の事故に備えて作業員の避難用としたもので、長さ8,800ミリメートル、内径1,780ミリメートルあり、事故に備えて常時坑内側に扉を開けた状態にしてあった。また非常気閘の坑外側は2,070ミリメートルの位置で区切って扉を設けてあり、少人数の出入り用の職員気閘としても使えるようにしてあった。

#### 電力供給
関門トンネルの工事では、シールド工法および圧気工法を採用した区間があるため、常時多量の電力を必要とし、空気圧縮機や排水ポンプが停止する事故は避けなければならなかった。このため周辺の変電所や余剰電力の状況を調査して電力供給の計画を立てた。
第二次世界大戦後の日本では、地域別に商用電源周波数の統一作業が進められ、九州地方では60ヘルツ電源へと統一された。しかし統一作業が実施される以前は、北九州地区は50ヘルツで電力供給されており、下関側の60ヘルツと周波数の相違が存在していた。そのままでは機械の運用上不便で、試掘坑道貫通後に双方の工事現場を単一配電にして電力の融通を図ることができなくなるため、下関側の変電所に周波数変換機を設置して、工事現場はすべて50ヘルツの電源に統一することにした。
下関側は山口県電気局（のちに中国配電）、門司側は九州電気軌道（のちに九州配電）が電力供給を行った。山口県電気局側では、電力は前田火力発電所から彦島変電所を経由して3,300ボルトで受電し、工事最盛期には1,000キロワットの消費を見込んだ。九州電気軌道側では、当初は大里変電所と門司第二変電所からの受電を想定したが、最終的に小倉火力発電所および大門火力発電所から特別高圧送電線を経て鉄道省の小森江変電所で受電する方式を選択し、大里変電所および門司第二変電所からの受電は予備電源とすることにした。3,300ボルトで現場へ供給し、工事最盛期には2,000キロワットの消費を見込んだ。
下関側は彦島変電所からの1回線のみであるため、停電に備えるためにディーゼルエンジンによる非常用の発電所を受電設備に併設することになり、鉄道省営の弟子待発電所とされた。非常用発電所は、どうしても停電を避けなければならない設備である、排水ポンプ、エレベーター、坑内電灯に限って電力を供給できる容量で設計することになり、余力がある時に空気圧縮機やセメント注入などの設備に回すこととされた。試算の結果、最小限維持する必要がある設備の電力消費は191キロワットとされたため、200キロワットの発電機を予備を含めて2機設置した。ディーゼルエンジンは池貝鉄工所製、発電機および配電盤は富士電機製、付属ポンプ類は荏原製作所製であった。

### 試掘坑道の掘削

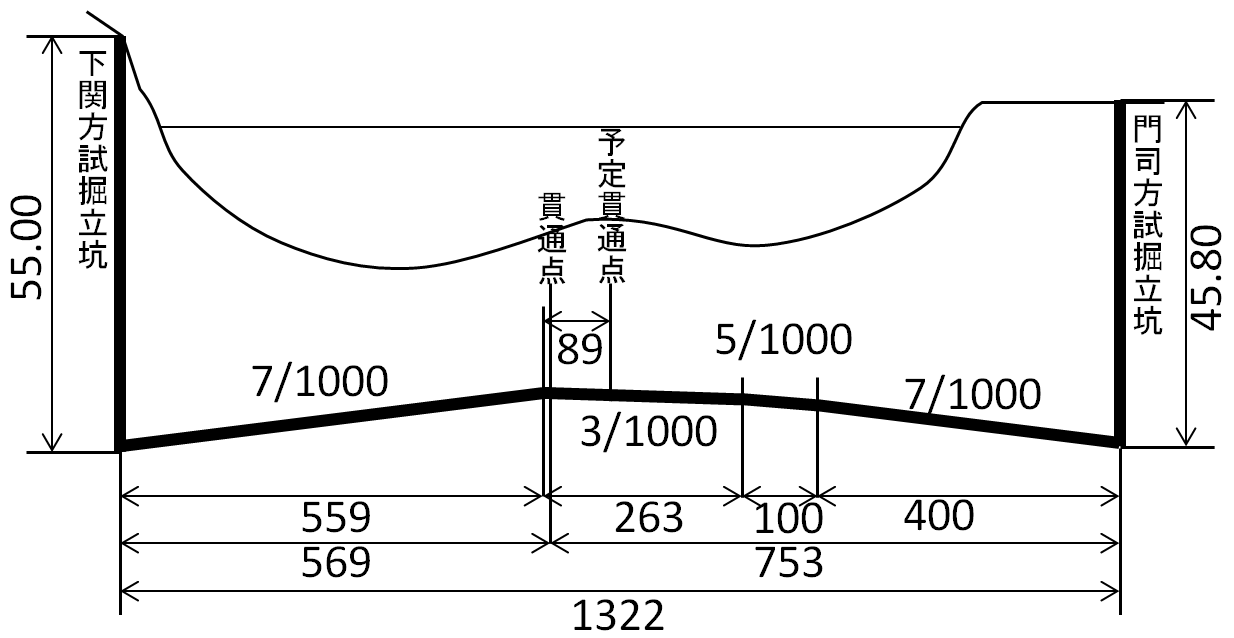
関門トンネル試掘坑道の断面図

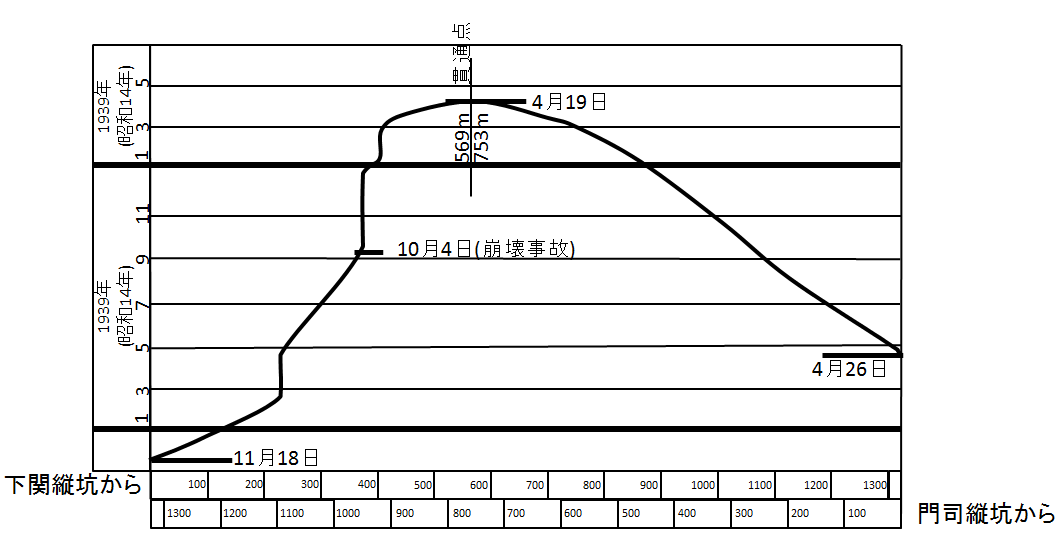
関門トンネル試掘坑道の掘削進捗図

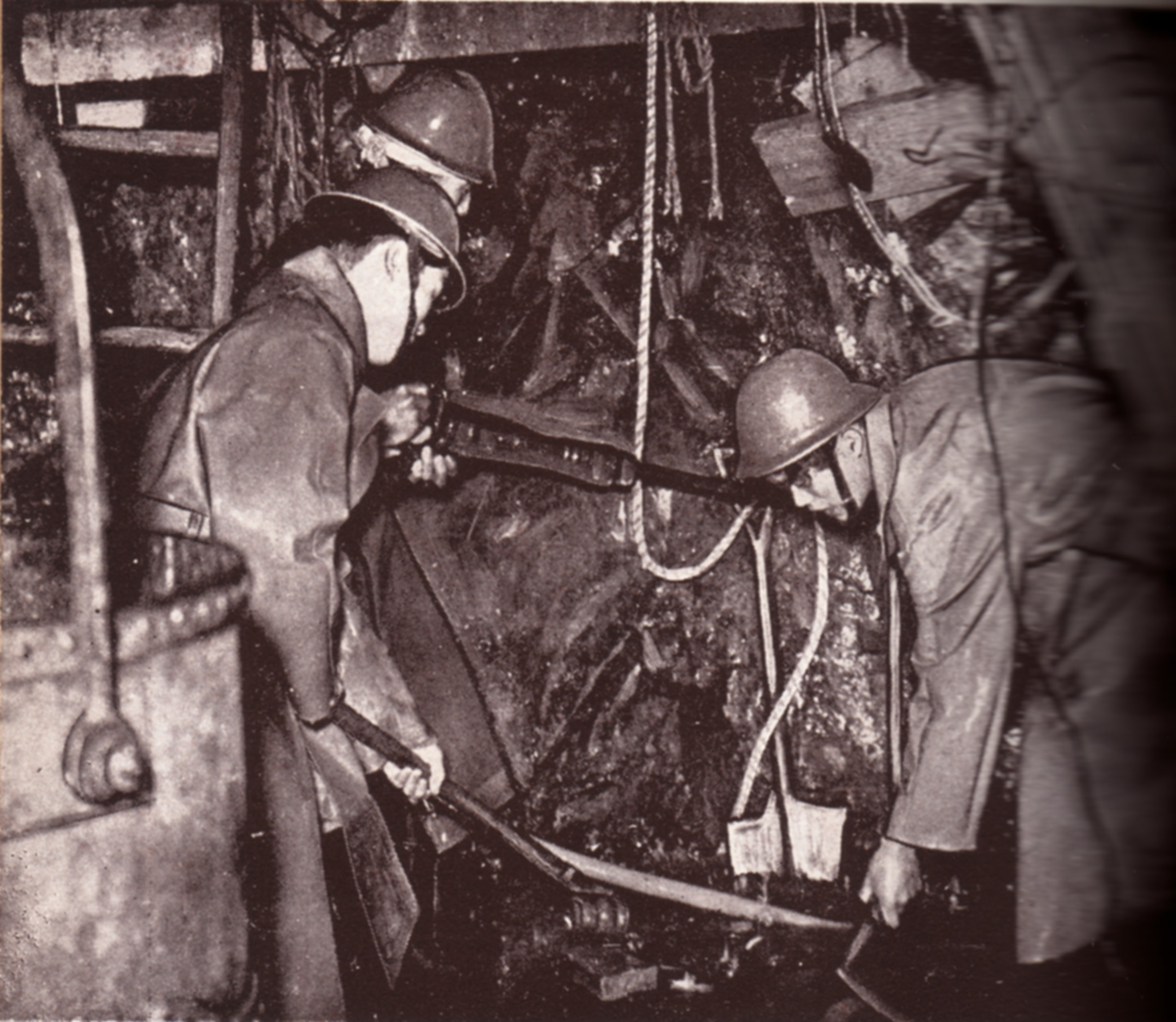
関門トンネル試掘坑道の掘削作業

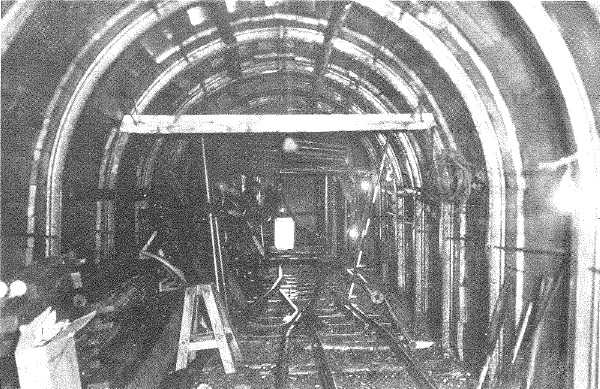
関門トンネルの試掘坑道

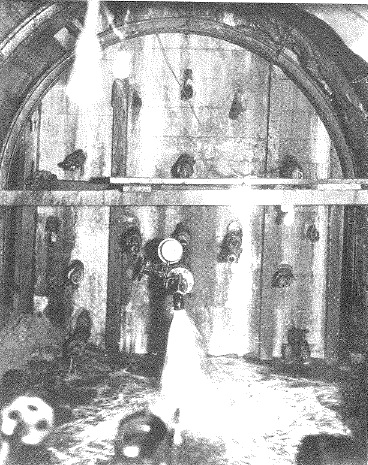
関門トンネル試掘坑道におけるセメント注入用バルクヘッド

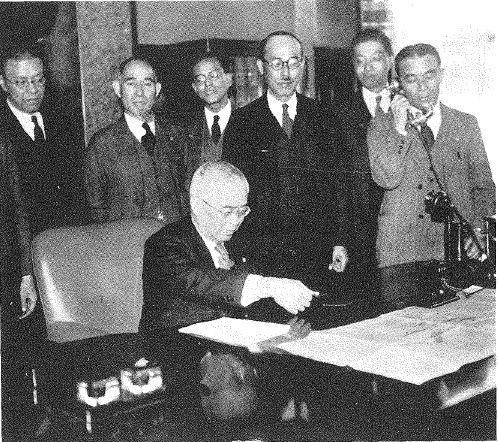
東京の鉄道省大臣室から関門トンネル試掘坑道の貫通発破の信号を送る前田米蔵鉄道大臣

諸般の地質調査により、ある程度海峡の地質は把握できており、小規模の坑道であれば掘ることができるという自信を得たため、本線坑道より深い場所に試掘坑道を先に掘削することにした。試掘坑道は、本坑掘削の前にあらかじめ地質を確認して本坑の施工計画を立て、必要に応じてセメントの注入作業を行い、また本坑工事の際の排水路となることを目的としていた。さらに可能であれば、試掘坑道から本坑に取りついて、掘削箇所を増やすことで工期を短縮することも狙い、本坑完成後は電力・通信ケーブルを収容し排水路とすることも目的としていた。この試掘坑道は、取材の新聞記者により「豆トンネル」という愛称がつけられた。試掘坑道は、下関方・門司方それぞれで立坑を掘削し、そこから海峡を横断する形で建設されている。本坑が、両側から海峡中央付近へ下って行く線形をしているのに対して、試掘坑道は立坑の位置がもっとも低くなっており、両側から海峡中央へ向かって上っていく線形となっている。これは、本坑工事中の湧水を試掘坑道に落とすことで、水が試掘坑道両端に自然に流れて、そこからポンプで排水ができるようにするためである。
下関方の立坑は、1937年（昭和12年）1月に弟子待出張所を開設するとすぐの1月7日に掘削工事を開始し、7月に掘削工事完了、11月5日に竣功した。立坑の内径は4.2メートル、深さは55.14メートルであった。工事は素掘りであり、ダイナマイトで発破をかけてズリを運び出して次第に下って行った。覆工は、途中3か所に足をつけてそこから上部へ施工していく方法で実施した。掘削量は2,250立方メートルで延べ人員6,030人を使用し、覆工量は650立方メートルで延べ人員3,040人を使用した。
門司方の立坑は、1936年（昭和11年）10月7日に着工したが、予想以上に地質が悪くて難航し、1937年（昭和12年）6月には近隣火災のために出張所の建物が類焼するという被害もあり、立坑すべての竣功は1938年（昭和13年）6月5日となった。施工の都合上、立坑の内径は上部で5.2メートル、下部で4.2メートルとし、当初は深さは43.5メートルの予定であったが、坑道縦断勾配の変更に伴い45.8メートルになった。当初、地表から8メートル付近まで素掘りを行い、以降井筒工法（オープンケーソン工法）に切り替える予定であったが、地質の悪化により地表から6.2メートルで素掘りを打ち切って井筒工法に切り替えた。井筒は内径5.2メートル、外径6.4メートルの鉄筋コンクリートで、1回に3メートルずつ沈下させた。しかし約300トンの荷重をかけて実施した8回目の沈降途中に井筒に亀裂が入り、深さ24.5メートルの位置で井筒工法は打ち切られた。以降は再び素掘りに切り替えて掘削し、1937年（昭和12年）9月30日に予定の45.8メートルまでの掘削を完了した。
試掘坑道は全長1,322メートルで、勾配は当初両側から2.5パーミルを予定していた。しかし相当の湧水が想定されたことから、勾配をきつくして7パーミルに変更した。工事中に下関方の坑道で崩壊事故が発生して進行が遅れた結果貫通点が変更され、門司方の勾配は途中で5パーミル、さらに3パーミルへと変更した。試掘坑道内は、軌間610ミリメートルの資材運搬線路を複線で敷設しさらに内径57センチメートルの換気管を設置するものとして、幅2.5メートル、高さ2.5メートル、上部を半円形とした断面で施工した。
下関方からは、立坑が完成するとすぐに1937年（昭和12年）11月18日から坑道の水平掘削を開始した。当初は湧水は少なく、全断面掘削で順調に進行した。途中、ボーリングにより前方の地質を探りながら進行した。やがて断層破砕帯に差し掛かり湧水量も増加したため、セメント注入を繰り返しながら前進するようになった。次第に湧水が増加し、地質が軟弱となってきて覆工作業を急いでいた1938年（昭和13年）10月4日4時ごろ、416メートル地点において突発的に濁水が噴出し、土砂が流出し始めた。作業員を非常呼集して流出防止の土留を設置し、次第に湧水が減少したこともあり崩壊量は約60立方メートルで済み、10月8日までに391メートル地点に厚さ3メートルのコンクリート隔壁を建設して残りの埋め戻し作業を行った。以降、ほぼ2か月かけてコンクリート隔壁内にセメントの注入作業を行った。セメント注入量のあまりの多さに海底を調査したところ、セメントの噴出物が固まった形跡が海底に見つかるほどであった。1939年（昭和14年）1月から掘削作業を再開して、セメントの周りもよく無事に元の掘削地点を通過し、土圧が大きくなるたびにセメント注入を実施して掘削を推進した。
門司方からは、1938年（昭和13年）4月26日から坑道の水平掘削を開始した。立坑から230 - 400メートルの間は湧水量も多く二段掘りにしたが、それ以外の区間は地質は良好で、全断面掘削で順調に進捗した。
1939年（昭和14年）4月に入ると双方とも順調な掘削状況となっていた。ちょうどこのころ、内務省により国道関門トンネルの試掘坑道も早鞆の瀬戸で掘削が進んでいた。4月6日の時点で、内務省の国道トンネルは残り79メートル、鉄道省の鉄道トンネルは残り189メートルとなっており、世間では国道トンネルの方が先に貫通するものと見ていた。しかし国道側は地質の悪い場所に差しかかって進捗が鈍っており、鉄道側では下関側・門司側で進行量の大きかった現場に日当の1割増しを行うとして、猛烈な巻き返しを図った。双方の現場を合わせて1日の掘削距離が19.3メートルに達する日も出た。4月17日夜半、残り約10メートルの段階で門司側からボーリングにより穴が通り、その後、下関側から掘削を進めて残りを1メートルとした。4月19日10時、東京の鉄道省大臣室から前田米蔵鉄道大臣の電鈴を合図に最後の発破を行い、試掘坑道は貫通した。下関立坑中心から569メートル、門司立坑中心から753メートル地点で、双方の坑道のずれは水平に405ミリメートル、垂直に182ミリメートルであった。国道の試掘坑道が貫通したのは、鉄道に遅れること1週間であった。門司方の試掘坑道は7月31日、下関方の試掘坑道は8月5日に竣功となった。

本線トンネルの工事に利用したあとも、排水に利用するために試掘坑道は修築のうえ存置された。すべての排水ポンプが機能を停止したとしても、本坑より低い位置にある試掘坑道に水を流すことで本線トンネルの浸水まで時間を稼ぐことができる。この当時計測されたトンネル内の湧水量に加えて、トンネル外の雨量が1時間に30ミリメートルのときに、ポンプ所に到達する水の量は下関側2.46個（1秒間に2.46立方尺＝約68.5リットル）、門司側0.17個（1秒間に0.17立方尺＝約4.7リットル）となり、試掘坑道が満水になって上り本線の軌条面まで水が達し、より高い位置にある下関側の最後のポンプが浸水して運転不能になるまで17時間かかる計算とされた。こうしたこともあり、第二次世界大戦後も引き続き試掘坑道の修築工事が行われ、二次覆工の施工、不要な待避所の埋戻し、覆工裏側への豆砂利・セメント・火山灰などの注入作業が実施された。

### 下り線トンネル工事
試掘坑道が全体の5分の1程度までしか掘削が進んでいない時点で、本トンネルの掘削にも着手することになった。海底トンネルという特殊な環境下での工事で、慎重な推進を求める意見も国鉄内部にはあったが、戦時下でもあり軍部から工事促進への圧力もかかっているという事情があった。

#### 下り線下関方立坑

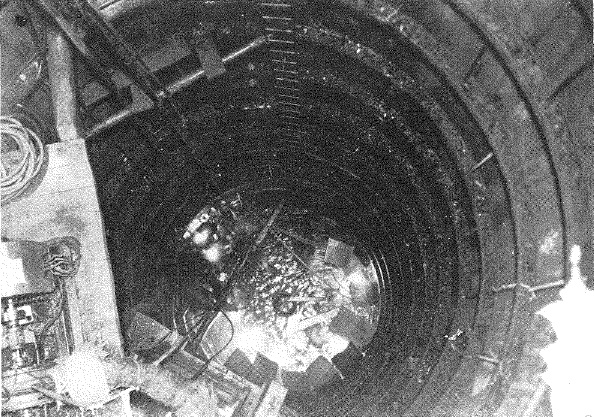
関門トンネル下り線用に弟子待に設けられた立坑

下関方立坑は510K271M地点に設置し、海底部の地質が予想以上に悪く将来シールド工法を採用しなければならなくなった場合に備えて、シールドマシンの部品を通せる寸法を考えて、内径を7メートルとした。地表面から約15メートルまでは花崗岩の風化帯、それ以下は硬質な花崗岩であった。湧水により作業を妨げられないように、あらかじめ100ミリメートル径の水抜き坑をボーリングしておき、これを試掘坑道立坑から建設した横穴に連絡させて水を抜くようにした。1937年（昭和12年）11月に地上部のエレベーター設備から準備を開始し、12月1日から掘削を開始し、翌1938年（昭和13年）2月28日に縦坑底部まで到達した。竣工は5月31日である。

#### 下り線下関方取付部
下り線の下関方陸上取付部は、入口から下関方立坑までの1405.14メートルで、普通の山岳トンネルと同様の施工を行った。地質は入口から約900メートルが玢岩および風化した輝緑凝灰岩、残りの約500メートルが硬質な輝緑凝灰岩であった。湧水はそれほど多くないと予想されたが、入口から下り勾配で建設するのは困難であると予想され、入口付近にはズリの捨て場として妥当な場所もなかった。一方で立坑から掘削すると海底部の工事と競合することになることから、結局509K580M付近に斜坑を建設してここから工事に着手することになった。海底部分はその性質から鉄道省の直轄施工であったが、できるだけ直轄施工は少なくする方針であったため、取付部は間組の請負工事とされた。ただし、立坑から509K880Mまでの約400メートルについては、海底区間の施工方法の試験などに用いるために直轄施工とすることになり、またそこから斜坑までは排水のために底設導坑のみ直轄施工とすることになった。
下関方取付部は、1938年（昭和13年）5月3日に着工した。まず、杉田斜坑を509K580M地点に、下り列車進行方向に対して右側から、本線に直角に建設した。勾配は2分の1で、幅4メートル×高さ3メートルの断面とし、松丸太の支保工を用いて掘削して1938年（昭和13年）10月に完成した。なお杉田斜坑は本線トンネル完成後に土砂で埋め戻した。1938年（昭和13年）10月1日から、斜坑から下関方入口へ向けて導坑掘削を開始し、10月28日には下関方入口からの導坑掘削も開始した。1939年（昭和14年）5月20日に入口から263メートル、斜坑から708メートルの地点で貫通した。また斜坑から立坑へ向かっては、斜坑から約90メートル掘削した時点で縦坑側から直轄で掘削してきた底設導坑と1938年（昭和13年）12月23日に貫通した。以降、底設導坑を本断面へ切り広げ、覆工を実施した。
覆工作業中、1940年（昭和15年）2月15日12時45分ごろに509K126M付近において、延長約36メートルにわたって約1,000立方メートルの土砂が崩壊する事故が発生した。崩壊の数日前から降雨が続いて付近一帯の地盤に緩みが生じ、切り広げ工事により平衡を失って崩壊したものと推定された。作業員は坑道を出ていたため人的被害はなかった。この区間の突破作業には65日間を要した。
下関方取付部の工事に伴い、地下水位が低下して井戸が枯渇する被害が発生した。このため下関市に委託して水道の工事を行うとともに見舞金を支払った。また地下水位低下に伴って土地が乾燥し陥没を来たして家屋が傾くなどの被害も生じ、見舞金と復旧工事費を支払った。
下関方取付部は、1940年（昭和15年）6月28日に竣功となった。掘削土砂量約3万2,000立方メートル、覆工コンクリート量約9,400立方メートルで、請負金額は57万7,000円であった。

#### 下り線下関方海底部

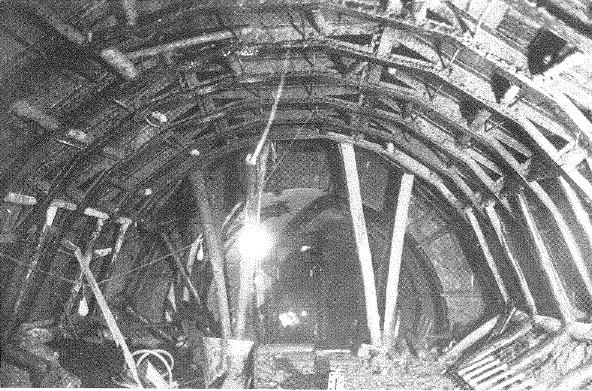
関門トンネル下り線トンネル下関方の掘削現場

下関方海底部は、下関方立坑から873メートルの区間を施工した。試掘坑道による地質の確認で、海峡中央付近は地質が良好であるが、両側付近は地質が悪いことがわかっていたため、工期の短縮のために試掘坑道から複数の斜坑を建設して本坑へ取り付き、地質が悪いところも良いところも並行して何か所もの現場で同時に施工できるようにした。下関方海底部において試掘坑道との間で連絡斜坑は4か所に掘削され、起点側から順に第一から第四と番号を振られた。
試掘坑道掘削結果から510K500M - 700Mは第三紀層地帯で工事が相当困難であると予想されたことから、第一斜坑はその手前の地質が良好な510K460M付近に建設された。この第三紀層は全長が200メートル以上あり、片側だけからは地質の確認が困難であったため、510K800M付近に第三斜坑を設けた。その後、実際の第三紀層地帯の掘削に際してさらに時間を要することが判明したため、第三紀層地帯の中でもっとも地質が良好と考えられた510K580M付近に第二斜坑を設けた。また第三斜坑からシールド工法終点までの長い距離の施工には相当な日数を要することから、さらに511K付近にも第四斜坑を設けた。なおこれらの斜坑は、本線トンネル完成後に埋め戻された。
立坑と第一斜坑の間は、立坑側から1938年（昭和13年）7月に底設導坑に着工し、12月に第一斜坑側からの底設導坑と貫通した。第三斜坑の先は1939年（昭和14年）7月12日に門司方へ向けて底設導坑を着工し、途中断層破砕帯でのセメント注入を行いながら、10月23日に第四斜坑側へ貫通した。また第四斜坑から門司方への底設導坑は1939年（昭和14年）9月25日に着工し、途中労働者不足のため半年ほど休止期間があったが、1940年（昭和15年）8月17日に門司側からのシールド工法終点と予定していた511K100M地点に到達した。その後も普通工法区間をできるだけ延長することを目的として工事を進めたが、11月18日に511K114M80まで到達して中断した。いずれも導坑貫通後に全断面への切り広げを行い、覆工を行った。
最難関となる、第一斜坑から第三斜坑までの第三紀層区間については、掘削前にコンクリートで隔壁を造り、ボーリングで穴を開けて中にセメント注入を行って地質を改良してから前進することを繰り返した。セメント注入におおむね1か月、その後の10メートル掘削におおむね1か月と、2か月かけて10メートル前進する作業を繰り返していった。第三紀層となる約260メートルの区間に対して、注入されたセメントは50キログラム入りセメント袋にして15万1,531袋に達し、1938年（昭和13年）10月から1940年（昭和15年）4月までの1,131日を費やして突破した。

下り線トンネル下関方海底部は、1938年（昭和13年）6月25日着工、1942年（昭和17年）3月31日竣功となった。

#### 下り線門司方立坑

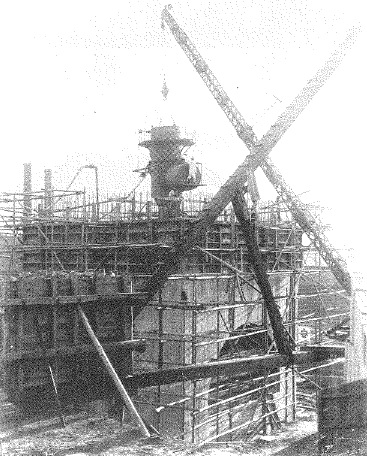
関門トンネル門司方立坑の建設用の潜函

下り線トンネルの門司方の立坑は、511K870M付近に建設した。この付近は軟弱な地盤であったことに加え、使用する設備がのちにシールド工法区間に利用できることから、潜函工法（ニューマチックケーソン工法）を採用した。潜函工法は、箱状の構造物（ケーソン）の下部に気密性を持った作業室を設け、ここに空気圧をかけて湧水を防ぎながら掘削し、ケーソンを所定の深さまで沈めていく工法である。深さは約24メートルあり、内部でシールドの発進をできるように考えて内部寸法を10メートル×9メートルの矩形とした。1938年（昭和13年）1月7日に着工し、同年12月6日に竣功した。

#### 門司方開削工法部
下り線トンネルの512K216Mから出口の512K480Mまでの延長264メートルの直線区間は開削工法で施工した。大林組による請負工事で施工され、掘削2万9,732立方メートル、埋戻8,360立方メートル、鉄筋コンクリートの施工6,834立方メートルで、金額は32万2,000円であった。下関方取付部や海底部は単線トンネル2本を別に施工したが、門司方開削部は当初から複線分のトンネルを建設した。断面は、幅4.8メートル、高さ5.75メートルの箱型の単線トンネルを横に2本並べており、両方のトンネル間にある壁は0.6メートルの厚さがある。工事は、まずトンネルの両側に13.3メートルの間隔で鉄矢板を打ち込み、矢板間の土砂を掘削して、内部に鉄筋コンクリートでトンネルを施工したあと、上部を埋め戻した。開削工法区間を県道や市道が横断していたため、工事中の交通を遮断しないために仮設の橋を造って付け替えたほか、幅2.7メートルの川もあったため近くの別の川まで付け替えを行った。1939年（昭和14年）12月12日に着工し、当初は20か月の工期を見込んでいたが、労働力の不足や資材の入手難により遅れて、1942年（昭和17年）5月24日に竣工となった。

#### 門司方潜函工法部

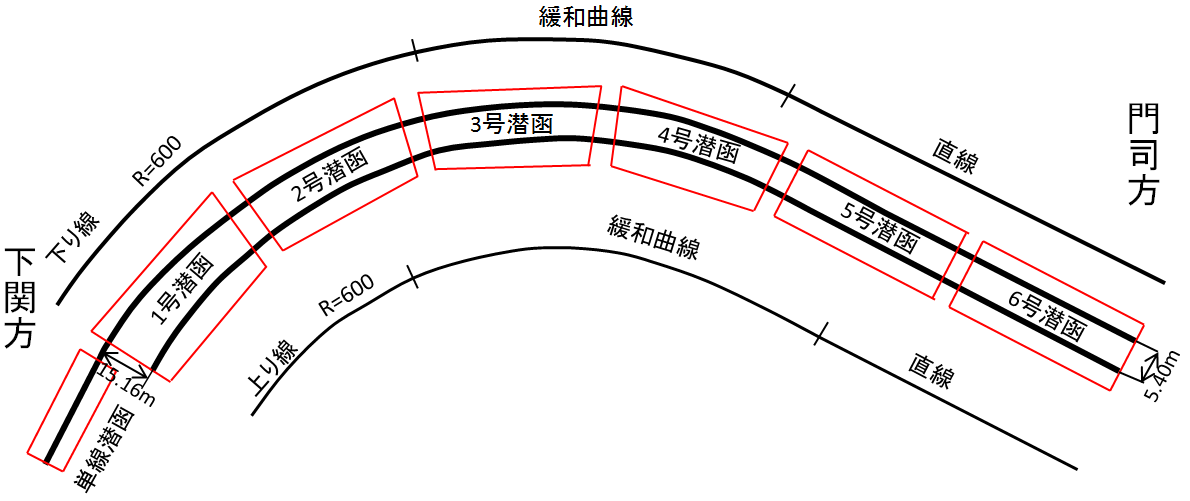
関門トンネル門司方潜函工法区間の潜函の配置図

下り線トンネルの512K016M50から512K216Mまでの延長199.5メートルの区間は潜函工法（ニューマチックケーソン工法）で施工した。起点側は下り列車進行方向に対して右に半径600メートルの曲線を描いている区間で、終点側で直線となる。合計7基の潜函を沈降させて構成しており、もっとも起点側の1基のみが単線用の潜函、残りの6基は上り線用の空間を含む複線用の潜函である。複線用の潜函には下関側から第1号 - 第6号と番号が振られている。起点側では上下線の中心間隔は8.5メートルあるが、終点側に行くにつれて次第に逓減していき、中心間隔が5.4メートルになったところから上下線が平行となる。潜函の沈降は6号・2号・4号を先に行い、その後、1号・3号・5号の順で沈降させた。潜函同士の間隔は1メートルあり、当初はこの間に地表から矢板を打ち込んで素掘りをする予定であったが、圧気工法に自信を得ていたため、圧気工法を併用してこの間を掘り抜く工事を行った。潜函工法区間は、1939年（昭和14年）2月13日に着工し、1942年（昭和17年）5月15日に竣功となった。

#### 下り線門司方圧気工法部
下り線トンネルの511K875M50から512K016M50までの延長141メートルは圧気工法で施工した。この区間では、当初は潜函工法の採用を予定していたが、玉石が埋まっていたことや深部の風化が進んでいないことなどから潜函工法採用の最終決定ができず、水抜坑を掘削して地下水位を低下させれば普通工法で掘れるのではないかとの意見が出て水抜坑を掘削する方針に変更となった。
水抜坑を普通工法で単純に掘り抜くことはできないと考えられたため、圧気工法を採用することにした。この区間に着手した時点で、門司方立坑の井筒は沈降済みで蓋を外してエレベーターを設置する工事が始まっていたため、立坑側から圧力をかけた状態で掘削を開始することはできなかった。一方、終点方にある潜函工法で沈降させた単線潜函には、圧気をかけて作業をするための設備が整っていたため、これをそのまま利用して潜函側から立坑へ向けて水抜坑を掘削することにした。水抜坑は本線トンネルの施工基面の下3メートルの位置に掘削された。この水抜坑は順調に掘削されたものの、透水性に乏しい粘土質の地質であったためか、坑内の減圧を行ってもあまり地下水の排水ができず、地下水位は思うように低下せずに水抜きの試みは失敗に終わった。
しかし水抜坑の掘削により圧気工法の採用に自信を得たため、本トンネルの掘削も圧気工法で行う方針に切り替えた。作業は頂設導坑先進で進められ、当初は鋼製アーチの支保工を建てていたのが、予想以上に地質がしまり土圧もほとんどなかったため、木製アーチの支保工に切り替えた。42メートルまで掘削した段階で、それまで中断していたシールド工法区間でシールドが再発進することになり、そちらに労働力を回すために1か月ほど掘削を中断した。シールドが順調に再発進したため余力を得て、圧気工法の区間も再着手することになり、それまでの経験から十分な自信を得たため、全断面掘削に切り替えた。水抜坑は、本坑の工事を終えたあとに埋め戻した。圧気工法区間は、1940年（昭和15年）11月1日に着手し、1942年（昭和17年）3月31日に竣功となった。

#### 下り線門司方シールド工法部

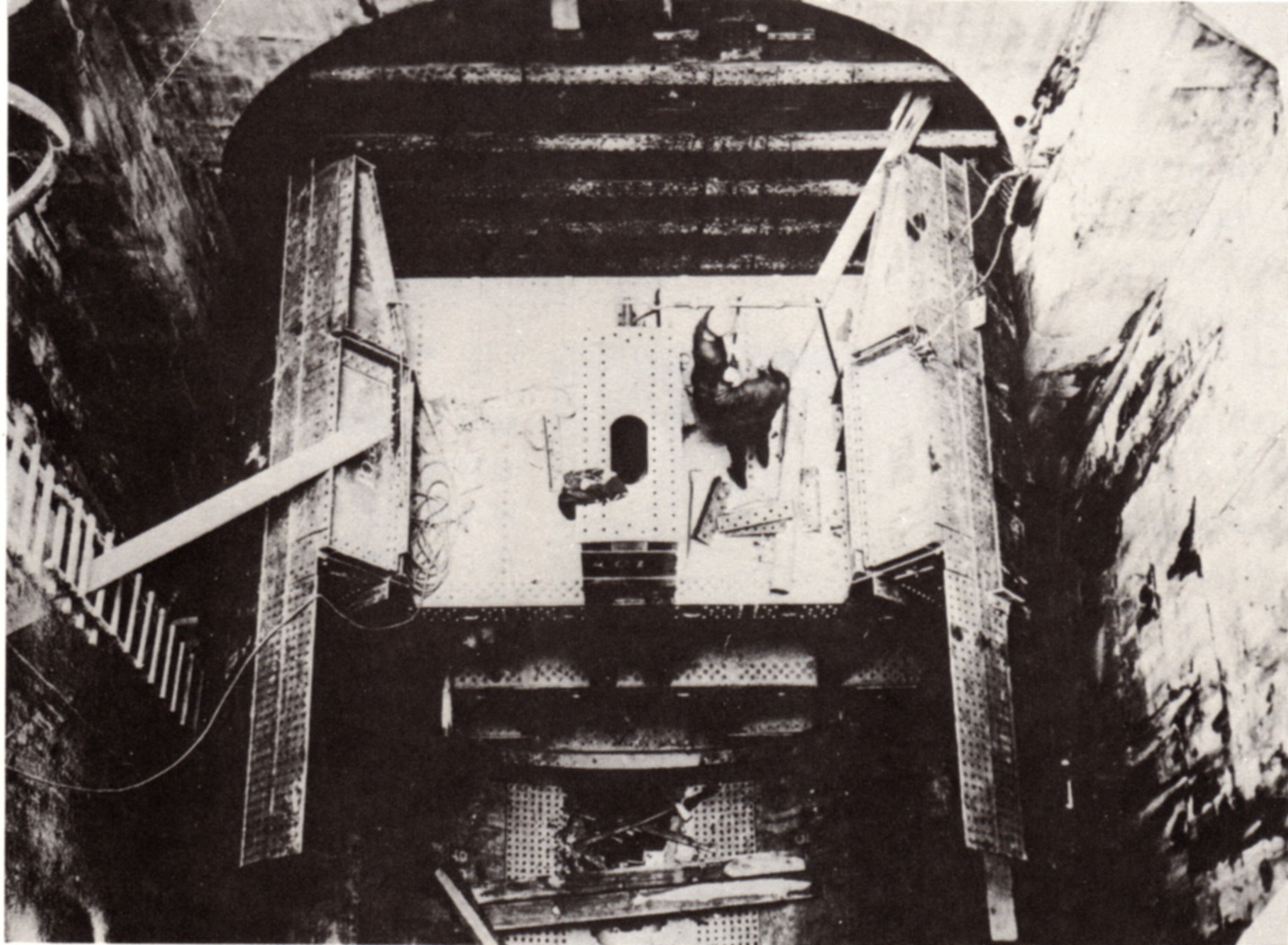
関門トンネルにおけるシールドマシンの組み立て作業

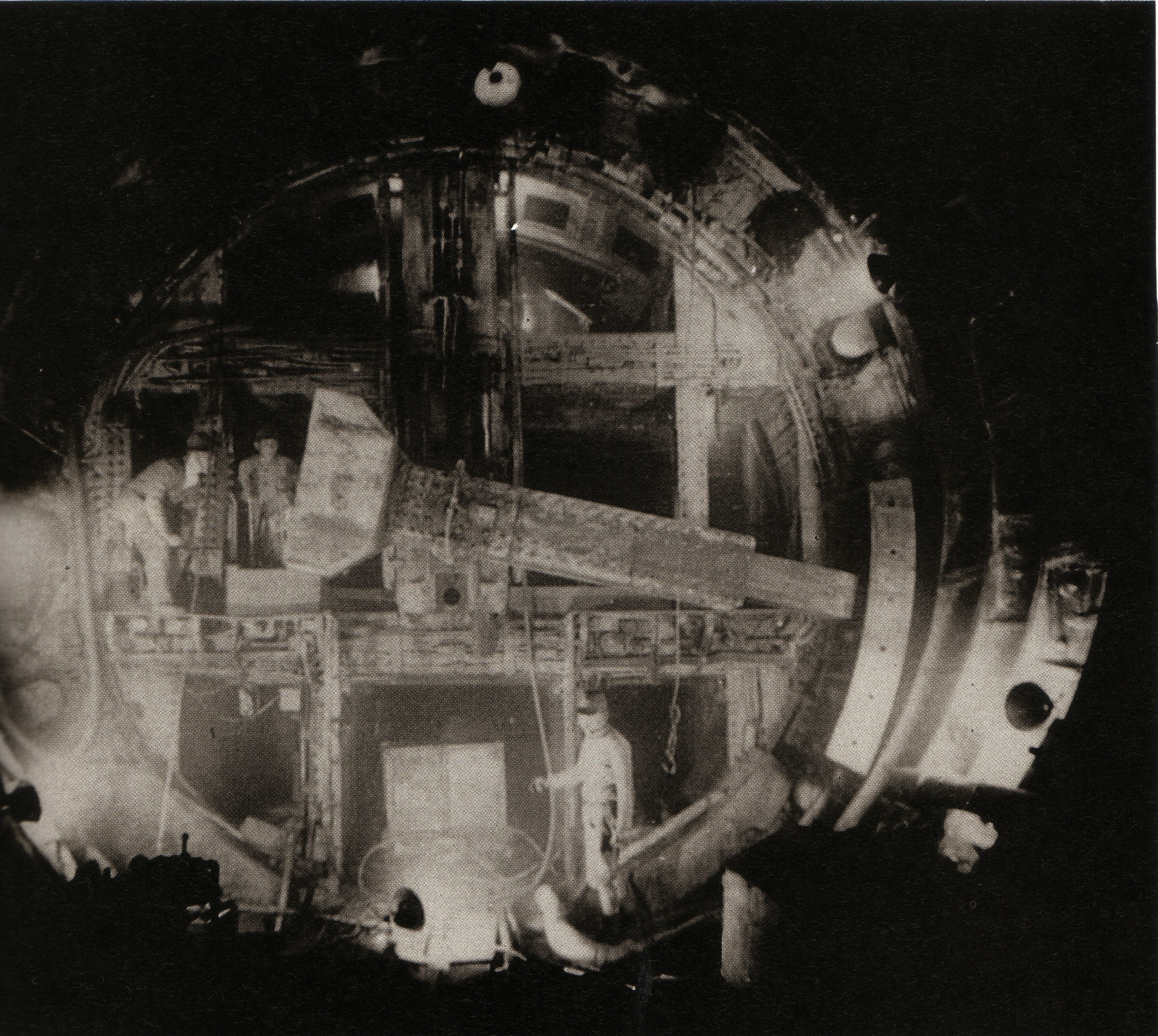
稼働中のシールドマシン。右側の扇形のものが環片（セグメント）で、それを動かしているアームが環片組立機（セグメントエレクター）

シールド工法部は、門司方の立坑である511K870M地点から海底部へ向けて発進し、当初は511K100M付近までの770メートルを掘削する予定であったが、実際には725.8メートルを掘削した。
シールド工法に圧気工法を組み合わせる場合、トンネル直径と同じ程度の土被りを確保することが最低限必要であるとされ、実際にトンネルルートはこの条件を満たしていた。しかし土圧がアンバランスにかかるのを防ぎ、土被りの余裕を確保するために、土被りがもっとも少ない海底部には粘土と捨石を投入する粘土被覆（クレインブランケット、海底を粘土で覆うこと）を施工する方針とした。1938年（昭和13年）10月から1940年（昭和15年）1月までかけて、土被りが薄い全長約240メートル区間にわたり、試掘坑道中心から左右それぞれ35メートルの幅に、粘土を約7万立方メートル、捨石を約4万5,000立方メートル投入し、最大4.7メートルの厚さの被覆を行って、土被りとして最低10メートルを確保した。
シールドマシンは、立坑内に組立台を設置してその上で組み立て、その後ろには5輪環（5リング）分の環片をあらかじめ組み立てて、これを利用してシールドジャッキの推進力を立坑に伝えるようにした。組立に2か月、装備品の設置に3か月、推進ジャッキ類の設置に半月、推進準備に半月と、実際に推進できるようになるまで約6か月を要した。装備に3か月かかったのは、山留ジャッキや環片組立機の納入遅れに加えて、こうした作業に不慣れであったことによる。シールドを発進させる立坑は半径600メートルの曲線区間にあるが、シールド工法区間の断面が普通工法区間に比べてかなりの余裕があることを利用して、当初は練習のために約14メートルを直線で進行して、その後、本来の曲線に沿って掘削を進めることにした。シールド発進時は、立坑自体を圧気することにしたため、仮の蓋を設置した。
1939年（昭和14年）5月29日14時に初めてシールドマシンの推進を行い、47センチメートル前進した。翌30日に約11時間かけて環片の組み立てを実施した。6月7日から坑内への圧気が開始された。こうしてシールドが稼働し始めてまもなくの6月25日に、シールド工事の主任技師を務めていた斉藤眞平技師が立坑の梯子を登っているときに足を踏み外して立坑の底に転落し、病院に運ばれたものの当日中に亡くなった。シールド工事は、当初は環片組立に手間取り、1輪環分の掘削30.5立方メートルを1日3交代制のうち1交代半程度を要し、1日1輪環程度の進行に留まっていた。1939年（昭和14年）8月21日には、第58輪環を進行中に切羽の右側が崩落する事故を起こした。これは調査により、切羽を抑えるジャッキが緩んでいたことが判明した。
坑内の資材運搬・ズリ搬出用線路は当初単線であったため作業が円滑でなかったが、7月29日に複線化し、1日1.3輪環程度進行するようになった。8月下旬になると、シールド側に可搬ポイントを接続してシールドとともに前進するようにし、空いた隙間に1回の前進距離の75センチメートル単位で接続できる短尺レールを取りつけるようにしたことで、さらに作業が円滑になり、1日1.7輪環程度の進行が得られるようになった。立坑のデリッククレーンによるズリ搬出・資材搬入によって進行速度が制約されるようになったことから、9月に入り坑内に圧気作業を区切る第1隔壁を構築する作業を開始し、立坑はエレベーターに改築することになった。
第1隔壁の構築完了後、一時的にシールド作業を中止して、第1隔壁より立坑側を排気し、立坑仮蓋を撤去してエレベーターの設置工事を行った。1940年（昭和15年）1月15日に整備作業が完了してシールド工事が再開された。エレベーターの整備が完了したことにより、搬出入作業にはほとんど制約を受けることがなくなり、これ以降の作業の進行はほぼ掘削作業に左右されることになった。以降は1日平均2.87輪環の進捗を記録するようになった。これは、1日3交代制で各交代ごとに1輪環進行する作業を1週間継続し、そのうち1交代分だけ作業を停止するのに相当する進行度である。湧水量は少なく、気圧を12ポンド重毎平方インチ（約8万2,000パスカル＝約0.82気圧）まで下げても問題がなかった。海岸が近づいてきて次第に湧水が増えてきたため、次第に気圧を増加させたが23ポンド重毎平方インチ（約15万8,600パスカル＝約1.57気圧）程度で順調に進行することができた。1940年（昭和15年）7月19日、シールドが立坑から460メートルに達して海底下30メートル程度まで進行した時点で、おおむね海岸線の位置に第2隔壁の構築を始め、8月31日から掘削を再開した。
9月に入ると、それまで真砂土であったのが地質が変化し始め、軟岩や粘土層などが出現するようになった。10月に入ると貝殻交じりの粘土になり、湧水量が増加したため坑内の気圧を増加させなければならなくなった。湧水量はますます増加していき、ついに坑内気圧を30ポンド重毎平方インチ（約20万6,800パスカル＝約2.04気圧）まで増大させることになり、このために作業員の作業時間は1交代で5時間に制限されて4交代制となった。シールドはスカスカの粘土層に浮いている状態となり、下部を掘削すると湧水量が増大するため下部の掘削が不十分な状態でシールドを前進させることになり、このためにシールドが下へ傾いて、傾きを修正するのに大変な苦労をすることになった。10月23日にはさらに大出水があり、34ポンド重毎平方インチ（約23万4,400パスカル＝約2.31気圧）まで坑内気圧を上げたため、作業時間は4時間に制限された。人員不足で4交代制以上に増やせなかったため、1日8時間は何も作業ができない時間が生じることになった。粘土層に入ったことによりシールドは下降し始め、上向きに戻すために苦闘したが、最大で188ミリメートルまで下降してしまい、蛇行限界を超過してトンネルの勾配に影響を与えかねないところまで計画勾配からの逸脱が進んだ。10月30日に下部がかなり緻密で堅い層に入ったことからシールドは上昇に転じ、沈下についてはようやく危機を脱することになった。11月2日になり、さらに湧水量が増大したため、ついに37ポンド重毎平方インチ（約25万5,100パスカル＝約2.52気圧）まで坑内気圧を上昇させた。このような高気圧を採用したことでついに湧水量も減少するようになり、作業が順調に進行するようになった。11月18日から5交代制を、12月2日から6交代制を採用できるようになり、1日2輪環程度の進行となった。しかし、貝殻交じりの層がさらに増えてきて空気の漏洩が増え、坑内気圧を維持するために空気圧縮機の運転台数が増大していった。シールド内の高圧空気が貝殻層を通じて漏れ、気泡が海面に溢れている状況であり、仮に坑内の気圧を下げると、この空気が漏れていく経路は一転して水の流入経路となってしまうのは明らかであった。
12月9日になり、立坑から671メートル付近で第883輪環を掘削しているときに、下部から腐食した変成岩が現れ、その後次第に上に上ってきた。この層は掘削が容易でかつ湧水がなく、下関側の岩盤に達するまで残り約50メートルであったことから、これで下関側まで容易に到達できるめどが立ったと楽観するようになった。しかし12月10日の深夜、海上において4,000トン級の貨物船の衝突事故があり、船の舳を海底に引きずって流されるという事件があった。早速潜水夫を送って調査したところ、シールドの先端から約25メートルの海底に幅3メートル、深さ2、3メートル程度の大きな溝ができていることが判明した。シールドとはまだ距離があり、漏気量も変化しないため、そのまま掘削を続けながら、並行してこの部分に捨て粘土を行うことになった。ところが掘削を進めていると、予想に反して変成岩層は下方へ消えて貝殻交じりの粘土層となり、さらに純貝殻層に入ってしまった。湧水量が増大し、漏気も増大して400馬力空気圧縮機を4台運転し続けなければ坑内の気圧を維持できなくなった。
こうして苦闘していた12月22日の7時23分ごろ、停電事故が発生した。門司側の給電を行っていた九州電気軌道の砂津 - 大谷間の送電ケーブル焼損によるものであった。当時、10分間停電すると坑内圧の低下により致命的な大事故の発生する危険がある状況であったが、幸い7分で送電が復旧し、トンネルが大事故に見舞われることを辛うじて回避することができた。送電ケーブルは2回線あるうちの1回線が焼損事故で失われ、九州電気軌道では残り1回線で送電を継続し、一般電力を制限してまでも工事現場への供給維持に努めたが、送電線の容量を超過しており、いつ再度の事故を引き起こすかわからない状況であった。送電ケーブル修理の特殊技術者を飛行機で招いて復旧工事に努めたが、復旧完了には日数を要する状況であり、停電の危険のある状況で空気圧縮機を多数稼動させ続けなければならないほどの漏気状態を放置して掘削工事を続けるわけにはいかなかった。このためシールドの推進は一時的に中止し、漏気対策工事を実施することになった。
まずシールドの前面に粘土を貼りつける作業を行い、切羽からの漏気を防止した。これにより漏気量は毎分約1万7,000立方フィート（約481立方メートル）から毎分約6,000立方フィート（約170立方メートル）まで減少した。またシールドの前面、下関方の底設導坑、および試掘坑道からボーリングを行ってセメント注入作業を行った。船舶事故による海底の損傷個所からの空気漏洩は激しく、海面が白く泡立ち、一時は関門トンネルが崩壊に瀕しているとの流言が飛ぶほどであった。この場所に新たな被覆を行うことにしたが、当初は漏洩する空気に妨害されて投入した土俵が踊って流されてしまい、効果を発揮しなかった。シールド前面の粘土貼り作業により漏気量が減ったため、ようやく投入作業が順調にいくようになり、所定の被覆作業を完了した。

1941年（昭和16年）2月24日から、第901輪環の作業が再開された。引き続き湧水と漏気は見られたが、セメントや薬液が回っていたため湧水が多くなっても崩壊することがなく、このため湧水の増加を許容する代わりに坑内気圧を下げて漏気量を減らすことができた。3月に入り再び岩盤の層が下部から現れ、3月18日には第935輪環において全断面が変成岩の中に入って、ようやく難関を突破することができた。シールド側は圧気をかけていたため、下関側との貫通に備えて下関側の底設導坑にも気閘を設置した。シールド切羽から底設導坑を先進させ、3月30日にボーリングにより下関側と貫通した。測量したところ、高さに差はなく、左右方向に約15センチメートルの差が生じていた。4月5日に第951輪環の推進を行い、下り線トンネルにおけるシールド工法が終了した。シールド推進完了後、シールドマシンの外側の部分は埋め殺しにしたが、内部の環片組立機やジャッキ類などは撤去を行った。

#### 下り線トンネル工事完了

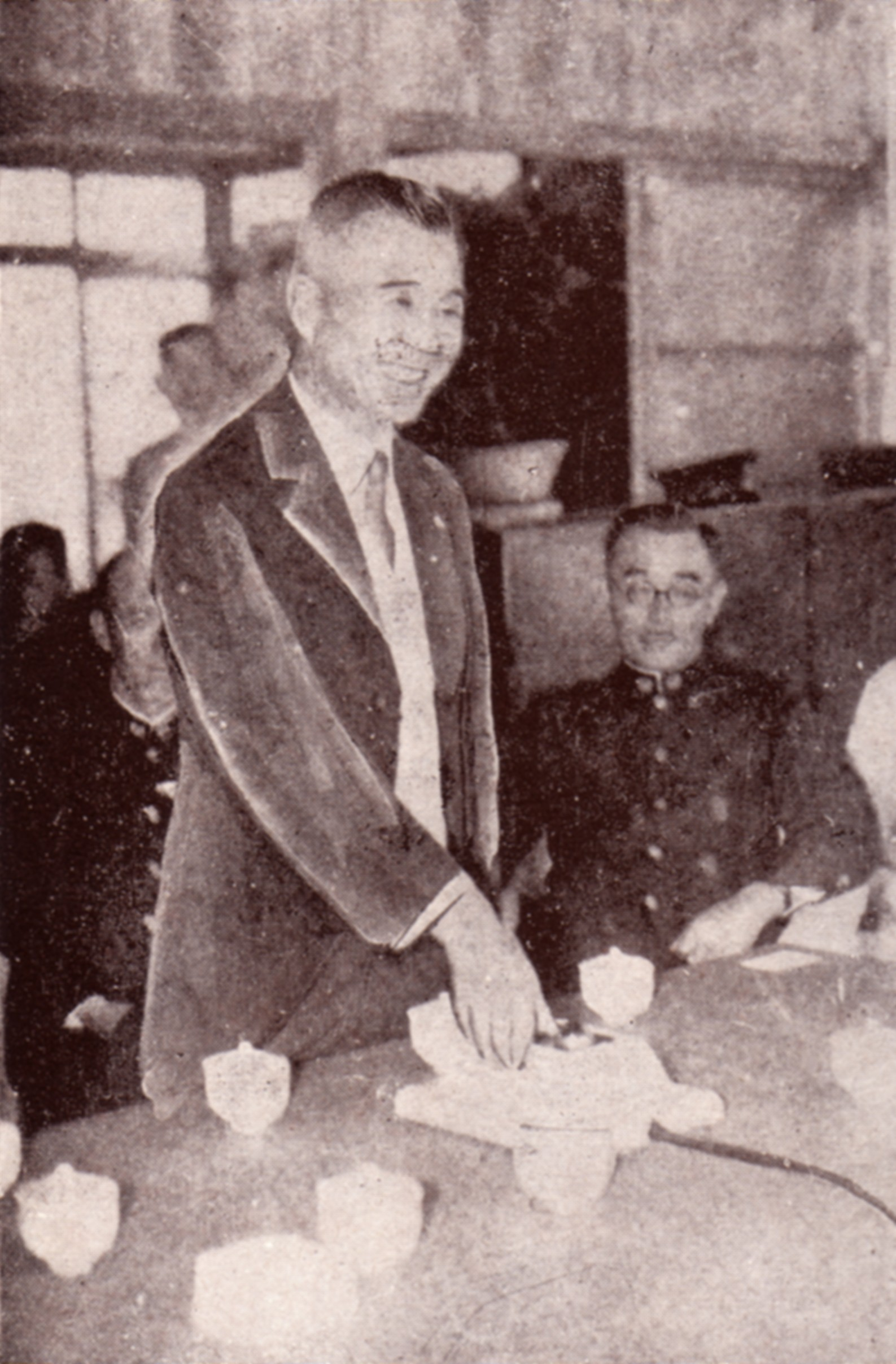
関門トンネルの貫通発破を行う下関工事事務所長の釘宮磐

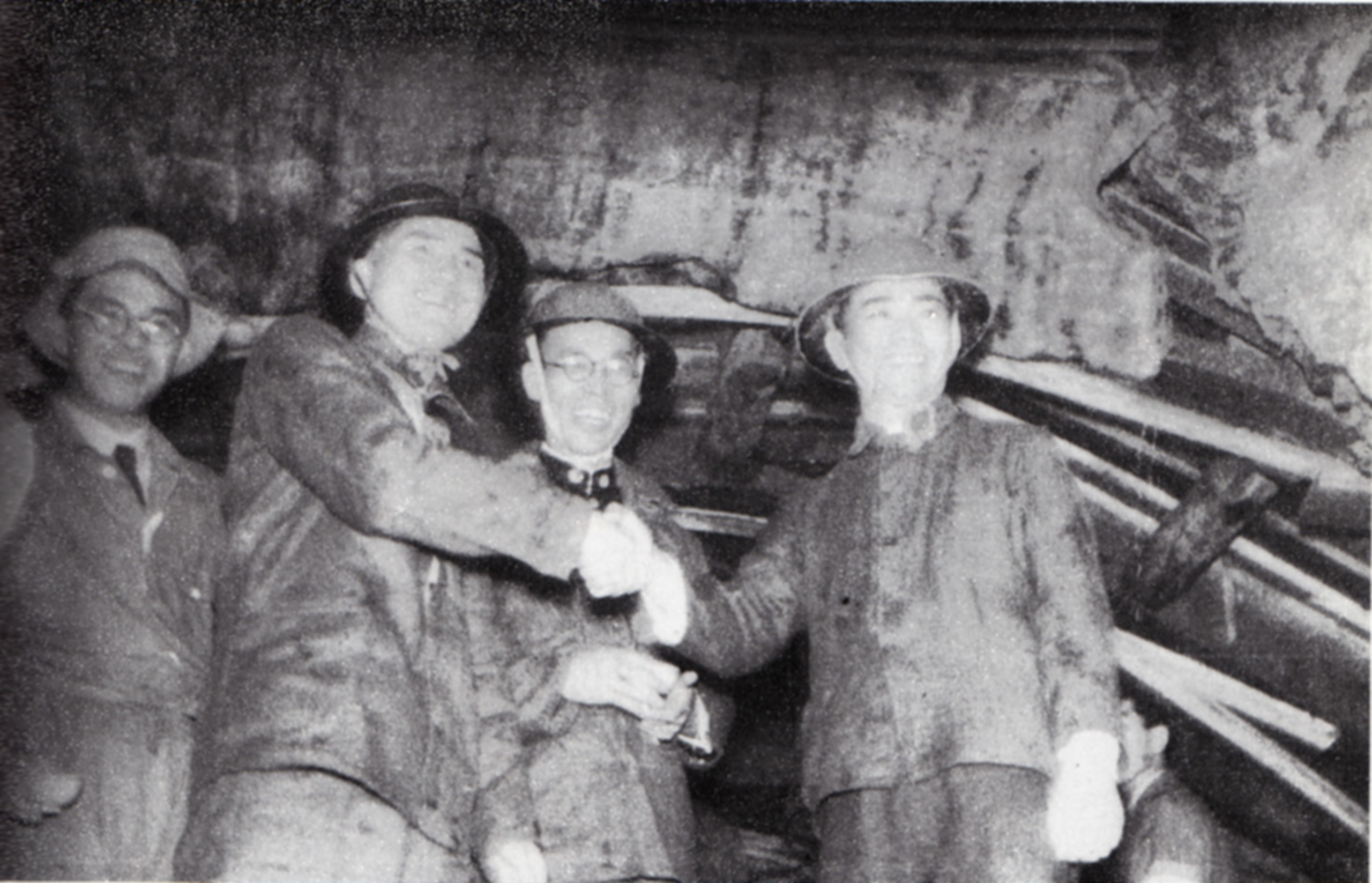
関門トンネル下り線トンネル貫通で握手する関係者。左から坂本貞雄、荻野璋太郎、加納倹二、高坂紫朗

下関方からの底設導坑は、511K139Mまで掘削して打ち切ってあった。残りの区間はシールドを使用しなくても圧気工法で掘削できる見込みが立ったため、門司方からのシールドは511K140M付近で打ち切った。シールドの停止後、門司方から今度は頂設導坑を掘削し、下関方から掘削した底設導坑の上を掘り進んでいった。下関方の気閘は511K110Mに建設されており、その上を通り越して511K104M20まで門司方からの頂設導坑を掘削した。これは厚さ2.6メートルほどの地山で圧力差を支えている状態となる。6月2日に圧気工法完了により坑内の減圧が行われた。
排気後にさらに掘削を行い、下関方との残り距離を1メートルまで短縮した。ちょうどこのころ、下関方の第三紀層地帯の掘削も隔壁を残すばかりとなっていたため、同じ日に貫通発破を行うことになった。1941年（昭和16年）7月10日9時、まず第三紀層地帯の貫通発破が行われ、続いて10時に下関方と門司方の間の貫通発破が行われた。貫通点は511K102M50であった。貫通後、切り広げや覆工などを実施するのに約3か月かかった。下り線トンネルの貫通を見届けるように、初代下関工事事務所長だった釘宮磐は8月1日付で退任して東京帝国大学工学部で指導を行うことになり、後任に星野茂樹が着任した。
この時点ではまだ門司方の潜函工法の区間が完成しておらず、潜函工法区間の最後の隔壁が貫通して関門トンネル下り線の全区間がつながるのは1942年（昭和17年）3月27日であった。シールド工法部の竣功は3月29日となった。
トンネルそのものの土木工事に引き続いて、軌道や電力、信号といった工事が実施された。坑内は温度の変化が少ないことから、レールはテルミット溶接により連続敷設された。両側のトンネル口から約246メートルは砂利道床で、中間の約3,122メートルはコンクリート道床である。
トンネル内では電気運転をすることになっていたため、下関方の幡生操車場から門司方の門司操車場までの間を、直流1,500ボルトで電化した。下関変電区と門司変電区にそれぞれ2,000キロワットの水銀整流器を2台ずつ設置し、中国配電および九州配電から受電した電力を変換して供給する構成とした。架線はシンプルカテナリ式であった。またトンネル内の照明と排水ポンプへの電源供給も行い、下関側の60ヘルツと門司側の50ヘルツの双方を切り替え可能な構成となっていた。

信号は、単線自動閉塞式で設置され、運転時隔3分を前提として信号機の平均距離を650メートルとし、トンネル内に上下それぞれ5基ずつの信号機を設置した。上り線開通後は複線となる区間であるが、その後も修理などを考慮して単線用の信号設備とした。信号機の電源は、平常時は門司方から50ヘルツ電源を受電しており、予備として下関方から60ヘルツ電源を受電して、自動的に切り替わる仕組みになっていた。軌道回路は8区分されており、最長781メートル、最短125メートルとされた。

#### 単線での開通

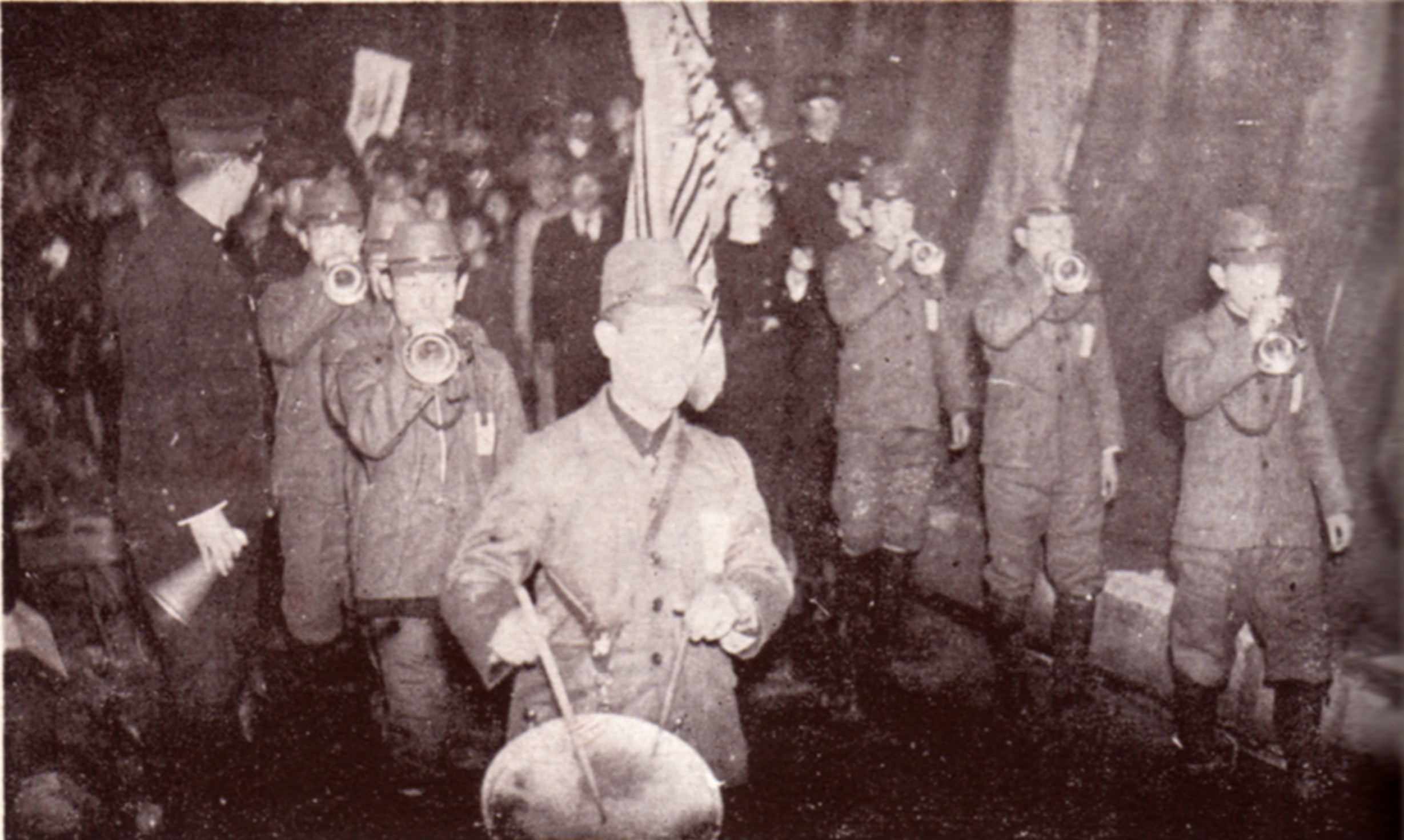
関門トンネル竣功記念の行進

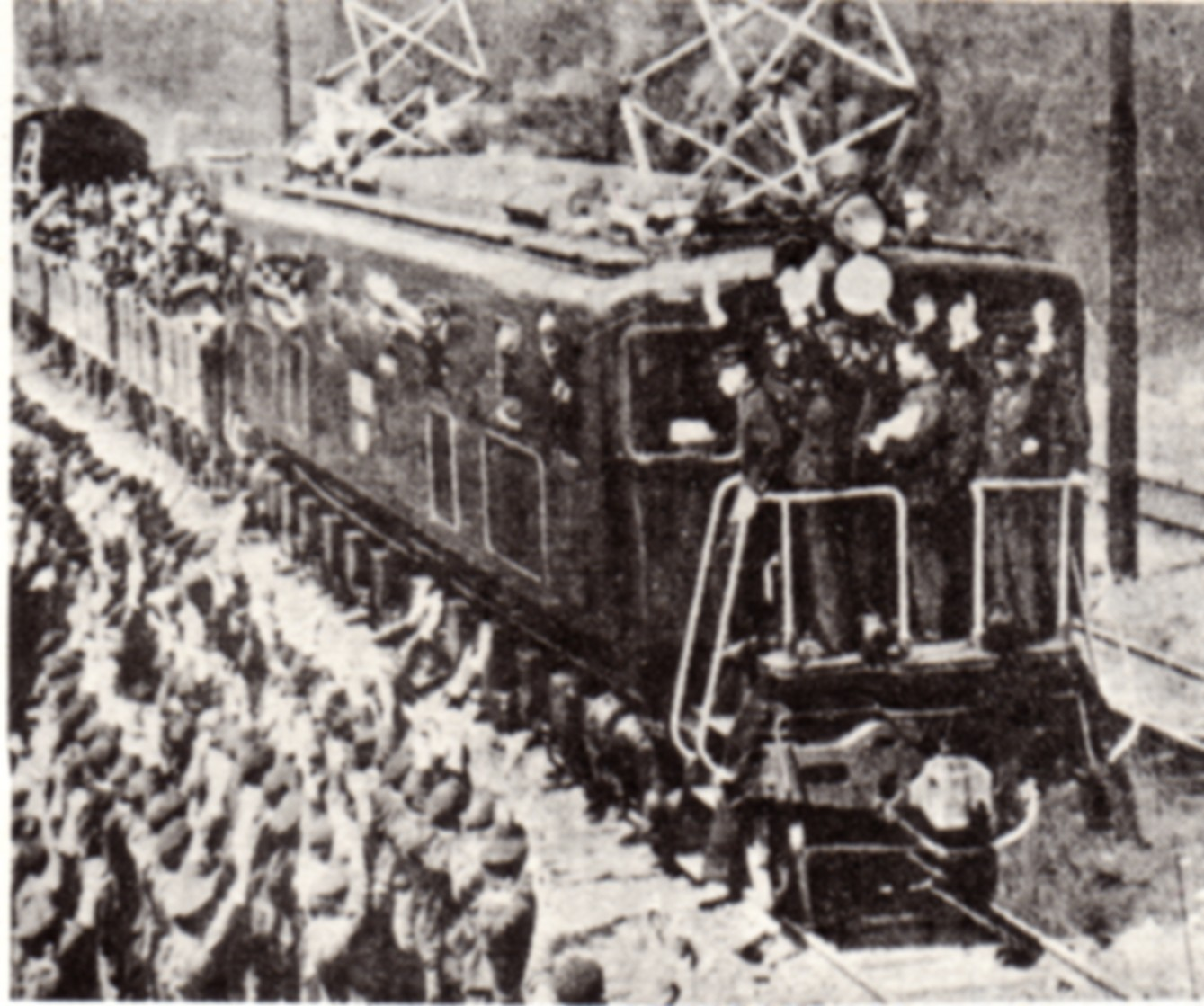
関門トンネルの最初の試運転列車

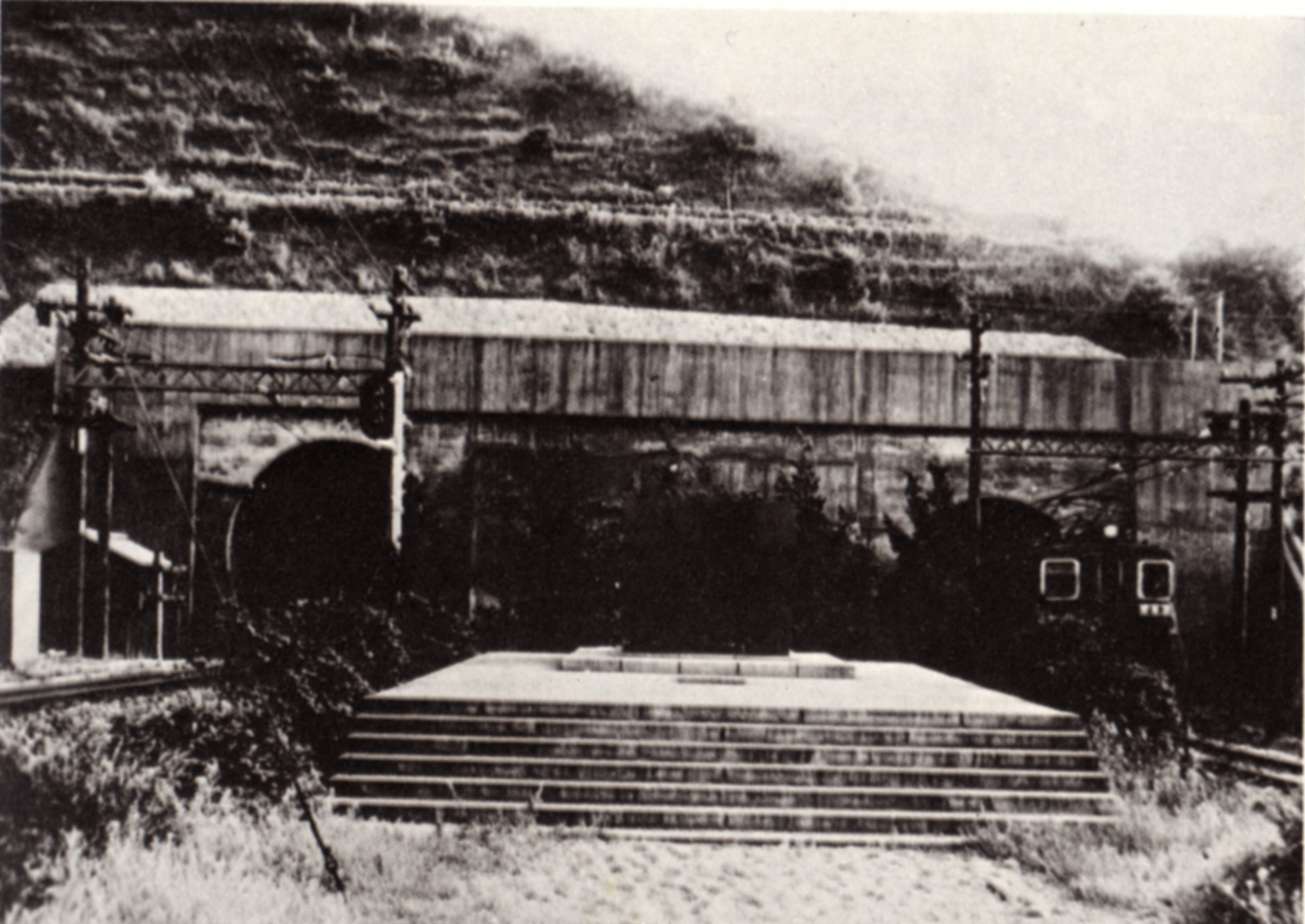
関門トンネル下関側坑口。左側が九州方面の下り線、右側が本州方面の上り線。間に慰霊碑がある

関門トンネルの建設に合わせて、関門地区の輸送体系の抜本的な改良が構想された。従来の行き止まりの下関駅と門司駅の周辺は、多数の乗換旅客によって繁栄しており、そうした地域事情を考慮して、貨物列車と一部の直通旅客列車のみ関門トンネルに直通させ、ほかの大多数の旅客列車は従来のままとする構想も当初はあった。しかしそうした部分的な改良では将来に輸送上の欠点を残すことになるとして、大規模な改良を加えて関門トンネル直通列車を主体とする構想が打ち出された。
新たな構想によれば、下関駅は従来の駅に貨物扱い設備のみを残して、竹崎町に新たに建設された高架駅に移転させる。九州側では従来の大里駅を門司駅として、関門トンネルを通る山陽本線の列車は大部分を門司駅へ直通させ、従来の門司駅は門司港駅に改称して一部の列車のみを門司港駅発着で残す。また本州側の幡生に上り貨物列車を取り扱う幡生操車場を、九州側の門司に下り貨物列車を取り扱う門司操車場を開設し、下関駅と門司駅のそばには客車の操車場と電気機関車庫を設けるという構想となった。トンネル開通を前にした1942年（昭和17年）4月1日に、門司駅を門司港駅へ、大里駅を門司駅への改称が実施された。
下り線トンネルは、1942年（昭和17年）7月の貨物営業開始、10月の旅客営業開始を目指して最終的な工事が進められつつあった。しかし1941年（昭和16年）12月には太平洋戦争が開戦している状況であり、軍部からは工事促進の厳しい圧力がかかっていた。結局、八田嘉明鉄道大臣の求めにより、予定より1か月開通を繰り上げることになった。1942年（昭和17年）に入ると、星野所長は土日も休みなく連日現場を監督して激励し、突貫工事が続けられた。4月17日に幡生操車場において竣功式が挙行され、ブラスバンドを先頭に職員がトンネル内の記念行進を行った。
1942年（昭和17年）6月11日、EF10形31号機の牽引する4両の無蓋車と1両の有蓋車で構成された編成が、13時38分に門司駅を出発し、初めての試運転列車として関門トンネルを通過した。つないでいたのは貨車であったが、工事関係者や報道陣を乗せていた。鉄道大臣との約束に応えて、ほぼ1か月予定を繰り上げての運転開始であった。正式開通前であるが、6月20日からは臨時扱いで貨物輸送も開始した。7月1日に正式に貨物専用で開通となり、山陽本線の終点がそれまでの下関駅から、関門トンネルを通った先の門司駅に延長となった。関門トンネルの開通により、それまで1日平均185運航で貨物約1万1,000トンを運んでいた関森航路の車両航送は、7月9日限りで廃止となり、使われていた第一・第二・第三・第四・第五関門丸は宇高航路の輸送力増強のために転属していった。
続いて旅客営業の開始の準備も進められ、10月11日に旅客開業を予定していた。しかし8月27日に台風が関門地方を襲い、乏しい資材をやりくりして建設した新しい下関駅のホーム上屋を吹き飛ばされてしまい、開業は延期となった。最終的に11月15日に全国的なダイヤ改正を実施して、関門トンネルでの旅客列車の運行が開始されることになった。10月11日、靖国神社参拝のために上京する九州地方の軍人遺族を乗せた旅客列車が特別に関門トンネルを通過した。開業前には、関門トンネル開通記念の歌が賞金1,000円をかけて一般公募され、選ばれた「海の底さへ汽車は行く」を東海林太郎が歌った。また門司において関門トンネル開通記念大相撲が開催され、当時の横綱双葉山定次と羽黒山政司が下関方坑口において浄めの土俵入りを行った。開通前日の11月14日には下関方坑口にて工事の殉職者を祀る殉職碑の除幕式が行われた。
下関駅では、11月14日23時50分に旧駅出発の最終列車となる京都行きを送り出し、23時52分に最終到着列車を迎えると、徹夜で新駅への引っ越し作業が行われた。新駅では、前日14時15分に京都を出発して走ってきた鹿児島行き第221列車が初列車となり、蒸気機関車を電気機関車に付け替えて、鉄道員たちが万歳をする中、初の旅客列車が関門トンネルへ送り出された。下関駅の関釜桟橋大待合室ではこの日開通式が行われ、山口県・福岡県の両県知事、下関市・門司市の両市長、両県選出の議員、鉄道大臣および鉄道省関係者などが出席した。戦時陸運非常体制が敷かれている中、関門トンネルの開通は国を挙げての祝賀となり、新聞では「興亜鉄路の輝く発足」「科学日本の勝利」などと書きたてた。
11月15日のダイヤ改正を前に10月11日から24時間制が採用され、それまでの午前・午後の区別をやめ午後を13時から24時と呼ぶようになった。11月15日ダイヤ改正で、特急「富士」が九州に乗り入れて東京 - 長崎間で運転されるようになり、このほか東京と九州各地を結ぶ急行列車の設定が行われた。関門トンネルを通過した直通旅客列車の運行は開始されたが、それまでの本州内の列車と九州内の列車をつなぎ合わせたような設定に留まり、本格的な増発はなされず、むしろ戦時輸送力強化のために全般にスピードダウンする改正であった。しかしこのダイヤ改正は過去最高の列車設定キロを達成したものであり、このわずか3か月後の1943年（昭和18年）2月15日ダイヤ改正では戦局の悪化を反映して優等列車の大削減が実施され、以降は輸送力の削減が進むことになった。なお、関門トンネルは従来の門司市街地からは西側に寄った位置にあり、市街地へ行く旅客にとっては遠回りとなって不便であったこともあり、貨車の車両航送を行っていた関森航路がトンネル開通後廃止されたのに対して、旅客輸送を行っていた関門航路の方は減便されつつも運航を継続することになった。
トンネル開通とほぼ同じ時期に、大陸連絡の強化を目的として、下関 - 釜山間の関釜航路の補完航路となる、博多 - 釜山間の博釜航路が開設され、博多港への臨港貨物線も整備された。富野操車場（のちの東小倉駅）、折尾操車場の新設、鳥栖操車場の拡張、黒崎-折尾間の線増、筑豊本線や鹿児島本線の一部区間の複線化など、関連する設備増強が実施され、順次輸送体制が一新されていくことになった。
下り線のトンネル建設費は、当初1,382万円を稟申していたが、その後の物価や人件費の高騰に伴い、決算額としては1,967万円となった。

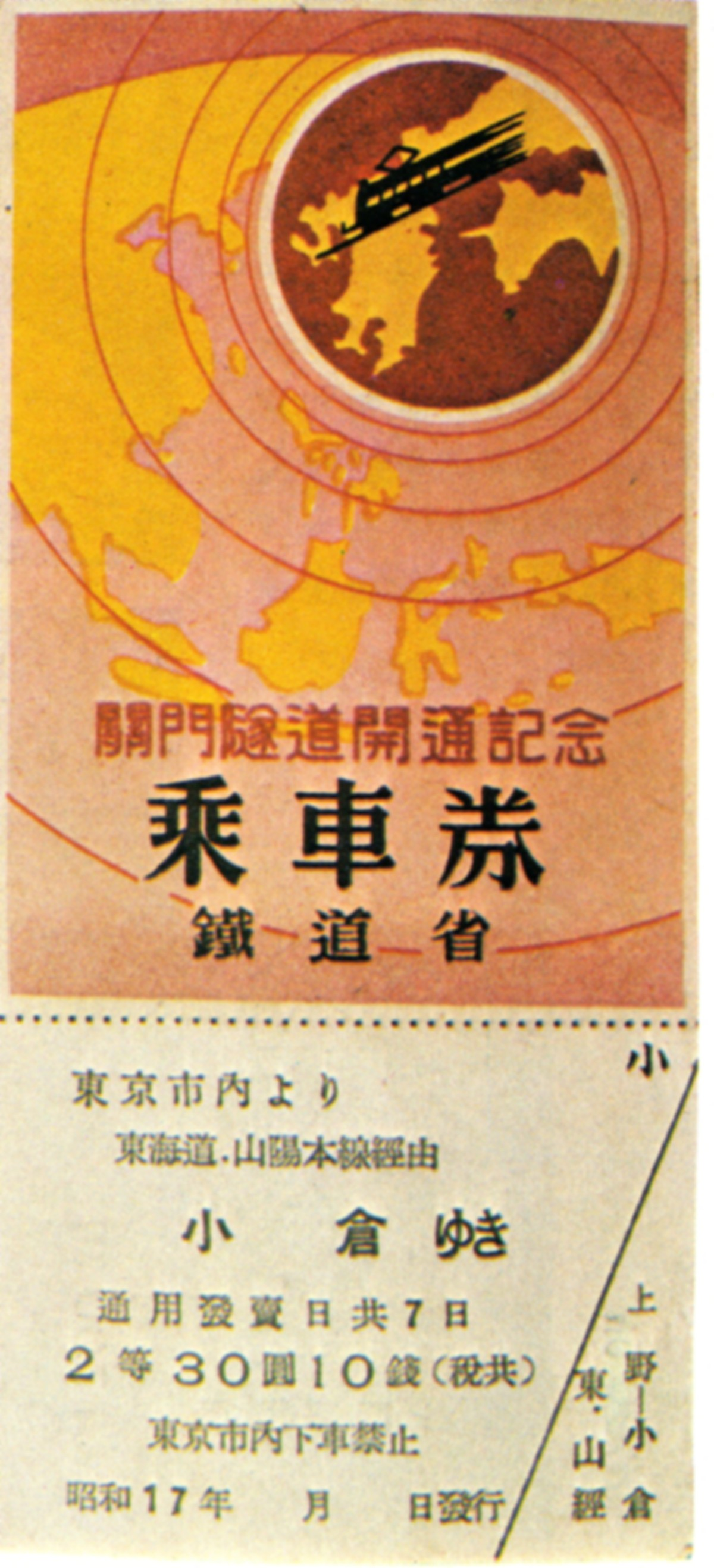
関門トンネル開通記念乗車券
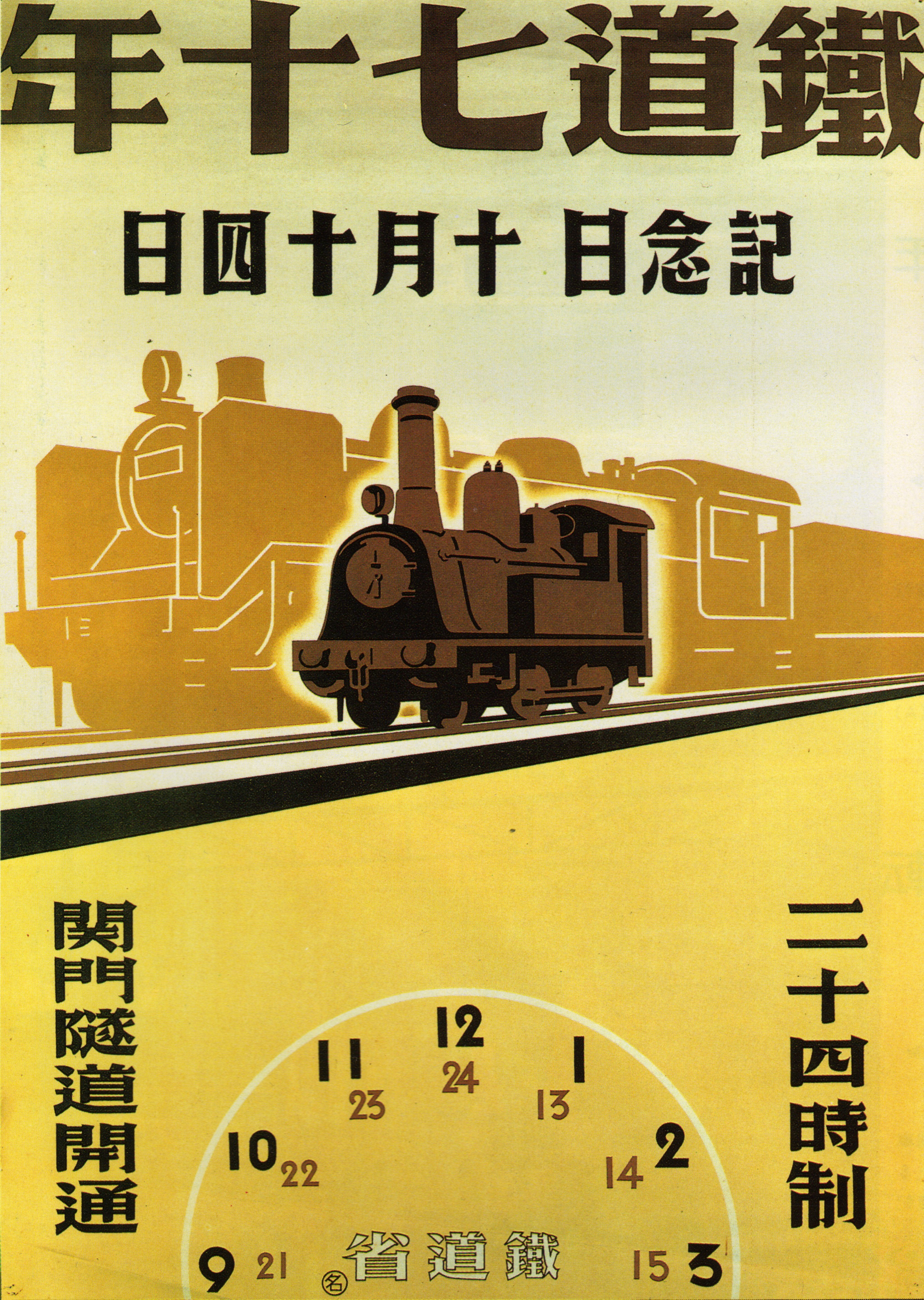
日本の鉄道70年記念ポスター。関門トンネル開通と24時間制の開始が記載されている

### 上り線トンネル工事
当初は、関門トンネルはまず単線で完成させ、将来的に交通量が増加したときに追加の単線トンネルを施工して複線とする計画であった。しかし関門間の交通量が急増したため、まだ下り線トンネルを建設中であった1940年（昭和15年）の第75回帝国議会において上り線トンネルの予算の協賛を受けて着工が決定した。
下り線トンネルの建設に労力を割かれていたため、本格的に着工するのは余力ができてくる1942年（昭和17年）になってからであり、この時点では1945年（昭和20年）3月末に上り線完成、4月1日をめどに開通させる計画であった。しかし1942年（昭和17年）10月6日に戦時陸運非常体制の一環として、九州産の石炭を本州に送るために、上り線トンネルを昭和18年度中に繰り上げ完成させるとの方針が閣議決定され、鉄道省本省からも工期の極力繰り上げの指示がなされたことから、急速に工事が進められることになった。なお、門司方から443.5メートルの開削工法区間・潜函工法区間は、下り線建設時に同時に施工済みであり、上り線トンネルの工事はこれより下関方の区間である。

#### 上り線下関方立坑
下り線トンネルを建設した際には、下り線下関方立坑から掘削した切羽以外は、試掘坑道から斜坑で取りついて掘削を行った。このため、多くの掘削箇所に対しては試掘坑道の立坑から取りつかねばならず、試掘坑道立坑のエレベーターの能力によって作業の進捗が制約された一方、本坑の立坑ではエレベーターの能力を十分生かすことができなかった。このため、上り線トンネルにおいては本坑立坑のエレベーター2台のうち、1台分については上り線トンネルより深くまで掘り下げて試掘坑道まで連絡できるようにして、試掘坑道への運搬能力を強化することにした。
下り線工事の際に設置した坑外設備をできるだけ流用するために、下り線立坑になるべく近い、510K275M50の位置に上り線立坑を建設した。深さは上り線トンネルまで43.66メートル、試掘坑道までは55.06メートルあり、内径は本トンネルまで7メートル、その先試掘坑道までは2.7メートル×5.25メートルの矩形とした。上部から掘削と覆工を繰り返しながら掘り下げていったが、10メートルほどまで掘り下げた時点で下関方取付部の底設導坑が立坑下部に到達し、10センチメートル径の穴を穿って湧水を底設導坑に流し込むようにした。その後、下関方取付部の崩壊事故により作業員が閉じ込められる事件があったが、この穴を利用して食品を送り込むことができた。また救助作業のために試掘坑道から切り上がる形で本トンネル底設導坑に取りついた穴を利用して、上り線立坑の試掘坑道までの延長を完成させた。上り線立坑は1940年（昭和15年）8月15日に着工したものの、下り線工事に全力を投入した結果労働力が不足し、計3回に渡りのべ13か月半作業中断期間があり、竣功は1942年（昭和17年）6月30日となった。

#### 上り線下関方取付部
上り線下関方取付部は全長1,419.40メートルあり、地質は下り線の取付部と同様で、また同じく間組の請負により施工された。坑口から650メートルの509K505M地点の下り列車進行方向に向かって本線右側から、勾配3分の1で総延長51.2メートルの杉田斜坑を建設して取り付いた。ここから2.10メートル×2.40メートルの底設導坑を下関方立坑に向かって掘削し、1941年（昭和16年）10月7日に立坑下部へ到達した。この途中、6月26日に豪雨により、コンクリート搬入用の立坑から浸水して14日間掘削作業が中断する事故があった。1941年（昭和16年）1月には斜坑から坑口へ向かって、11月には坑口から斜坑へ向かっての底設導坑も着工し、1942年（昭和17年）4月20日に坑口から188メートル、斜坑から460メートルの地点で貫通した。
1941年（昭和16年）12月16日に、斜坑から立坑へ向かって約300メートルの地点で、覆工作業中に約10メートルにわたって600立方メートルの岩石が崩落し、奥で作業していた5名が閉じ込められる事故が発生した。当時、試掘坑道側に水抜き坑が掘ってあったため奥に水が溜まるおそれはなく、また下関方立坑から垂直の水抜き坑も掘ってあったため、ここから食料を送り込むことができた。崩落事故発生現場と試掘坑道側の両方から救出坑の掘削が進められ、事故発生から約60時間後に崩落事故現場側からの坑道が開通して5名を救出することができた。上り線下関方取付部は、1940年（昭和15年）6月13日に着工し、1943年（昭和18年）9月14日竣功となった。

#### 上り線下関方海底部
上り線下関方海底部は延長869.5メートルで、下り線の建設時の経験に基づき施工計画を行った。工事をしていない斜坑の数をなるべく減らすため、試掘坑道から本坑に取りつく斜坑の数はなるべく減らしたいという考えがあり、結果的に上り線では斜坑は2か所になった。難関となる第三紀層地帯については圧気工法の採用も検討したが、下関方には圧気工法の経験のある者がほとんどいなかったこと、下り線建設時のセメント注入がよく回っていると判明したことなどから、セメント注入で固めながら掘削していく方針となった。
第一斜坑は、第三紀層地帯より下関方の510K490Mに、高さ2.8メートル、幅2.5メートルの断面で本線に直角に建設した。1942年（昭和17年）2月から4月にかけて建設し、上り線トンネルに切り上がった。第二斜坑は地質の良好な510K820Mに、やはり高さ2.8メートル、幅2.5メートルの断面で、本坑トンネルと40度をなす角度で斜めに建設した。この配置は第三紀層地帯に圧気工法を適用することを考慮したもので、門司方からの送気が可能なような向きで建設した。1942年（昭和17年）2月に着手し3月に完了した。
立坑から第一斜坑までの207.5メートルは、下り線同様に地質が良好と考えられ、通常通り底設導坑を先進させる形で掘削した。1942年（昭和17年）1月20日に立坑側から着手し、途中第一斜坑側からも底設導坑を推進して、4月に貫通した。以降切り広げを進め、12月に頂設導坑が貫通し、1943年（昭和18年）7月に完成した。
第一斜坑と第二斜坑の間は、約180メートルにわたって地質の悪い第三紀層地帯があり、この区間については頂設導坑を先進させた。1942年（昭和17年）4月に第一斜坑側から着手し、約10メートル底設導坑を進めたあと、510K495M付近において頂設導坑に切り上げて前進した。同じく4月に第二斜坑からも第一斜坑へ向けて着手し、約70メートル、510K751M付近まで底設導坑を進め、以降頂設導坑に切り上がって前進した。12月5日に510K707M地点において湧水を見たため、急遽埋め戻して隔壁の構築を行った。この後、2か月半にわたりセメント注入を行ったあと再度前進し、安全に元の位置まで到達することができた。以降順調に掘削を進めたが、双方から掘削して貫通させると覆工のない区間が長くなって危険なため、第二斜坑側から掘削した導坑の510K656M付近において隔壁を設置して、内部にセメント注入を行い、以降は第一斜坑側からの貫通を待った。1943年（昭和18年）9月15日に隔壁を爆破して頂設導坑が貫通した。以降、切り広げと覆工を進め、1944年（昭和19年）3月までに完了した。
第二斜坑から門司方へは1942年（昭和17年）7月に着手した。地質は良好で、途中地質が悪化してセメント注入を行った区間もあったが、おおむね順調に掘削を進めた。門司方からシールド工法部が接近してきたため、圧気工法に備えて気閘を準備したが、シールド工法区間との距離が10メートル程度となったことから、掘削を中止して圧気をかけて待機し、1943年（昭和18年）12月31日に511K167Mにおいて発破を行って貫通した。以降順次切り広げと覆工を進め、1944年（昭和19年）4月までに完了した。
上り線トンネル下関方海底部は、1940年（昭和15年）12月1日に着工し、1944年（昭和19年）8月8日竣功となった。

#### 上り線門司方立坑
上り線では、門司方の立坑を2か所建設した。門司方第一立坑は圧気工法の起点とするもので511K900M地点に、門司方第二立坑はシールド工法の起点とするもので511K550M地点に、それぞれ建設した。
第一立坑は潜函工法（ニューマチックケーソン工法）で施工され、地表から6メートルまでは素掘りして、以降蓋と気閘を設置して圧気を掛けて掘削を進めた。掘削は非常に容易で、1942年（昭和17年）3月15日に着工、5月15日に圧気を開始し、7月17日に竣功した。
第二立坑はシールドマシンの組立を行う場所であり、かつ圧気工法の終点となる。圧気工法で建設したトンネルの末端でシールドマシンを組み立てられる大きさに断面を広げる工事を行うのは難しく工期も長いことから、シールドマシンの組立のための立坑を建設することになった。シールドマシンを組み立てられる断面で潜函工法や井筒工法を用いることは不経済であったため、立坑の建設には圧気工法を使用することになった。上部6.5メートルをまず素掘りで掘削し、圧気工法のための蓋を設けて気閘を設置した。以降は圧気をかけて、湧水もほとんどなく順調に掘削を進めた。1942年（昭和17年）4月13日に着工し、7月1日に圧気を開始し、7月22日に竣功した。これ以降に、立坑下部にシールド組立室と、圧気工法区間の終点となる気閘と隔壁を備えた部分を建設した。

#### 上り線門司方圧気工法部

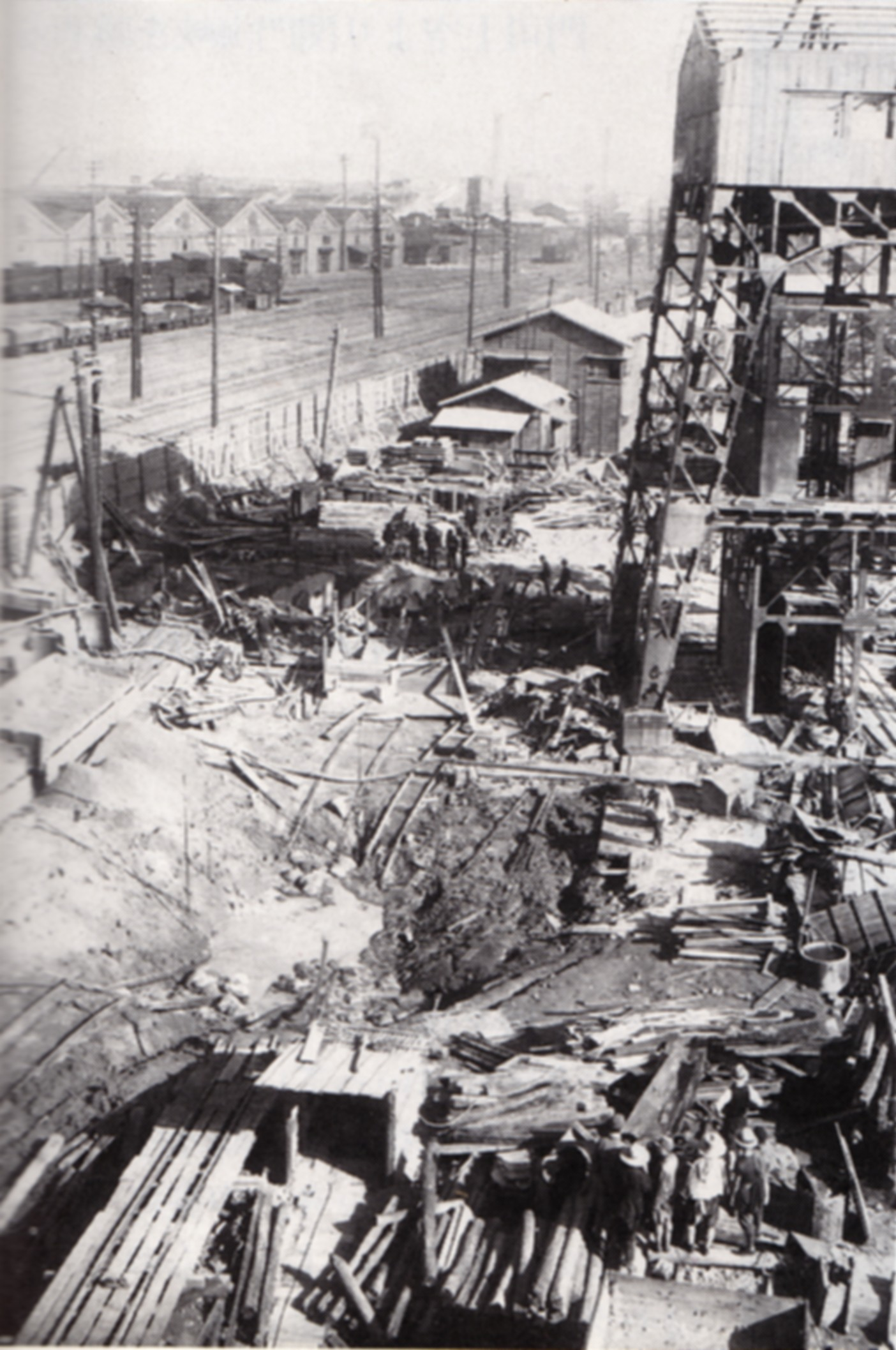
関門トンネル上り線トンネル圧気工法区間において発生した噴発事故の様子

上り線における圧気工法区間は、第二立坑から下り線建設時に施工済みの潜函までの467.32メートルで、中間に第一立坑を建設してあった。第一立坑からは第二立坑へ向かって掘進し、下り線建設時に施工済みであった1号潜函からも第一立坑へ向かって掘進する計画とされた。
まず1号潜函を圧気したうえで、起点側の壁を破って掘削を開始した。掘削は当初中央導坑先進逆巻式で、中央導坑先進式にある程度自信を得たため、進行速度を早めることを目的に後半は中央導坑先進全断面掘削とした。中央導坑先進逆巻式は、トンネル断面の中央付近に先に導坑を掘削し、その後、上部を切り広げて覆工を行いながら下部へ下ってくるもので、導坑掘削作業と覆工作業を並行して行える利点がある。中央導坑先進全断面掘削になると、トンネル断面の中央付近の導坑を先に掘削したあと、全断面を掘削して一度に覆工を行う。中央導坑は第一立坑に貫通したが、その後労働力が逼迫してきており、第一立坑から第二立坑へ向けた掘削に全力を投入しなければならなくなったこともあり、一時的に1号潜函からの工事は中止することになった。
第一立坑から第二立坑へ向かって掘削を開始し、立坑から58.6メートルのところまで中央導坑が進んでいた1942年（昭和17年）10月13日23時15分ごろ、大音響とともに掘削中のトンネル真上に位置する地上のコンクリート混和場から猛烈に土砂が吹き上げる噴発事故が発生した。吹き上げた土砂は高さ最大20メートルに及び、このために坑内の気圧は大幅に低下することになった。坑内は広い範囲で崩壊し、地上では地面が約2メートル沈下した。事故時は作業員の交代時刻にあたっており、掘削作業現場には誰もいなかったが、約10人がコンクリートの型枠内で次のコンクリート作業の準備を進めているところであった。事故後ただちに点呼を行ったところ、5名が不明であることが判明した。全従業員で救助坑を掘削して救助活動を行い、5名全員を事故から52時間後までに収容したが、5名とも殉職した。崩壊現場付近は下り線工事の際に潜函工法で立坑を建設した場所にあたり、これに伴い地盤が緩んでいたところにコンクリート混和場の立坑を掘ったため、トンネル内の圧気に耐えられずに地上へ噴出する事故を起こしたものとされた。
噴発事故の復旧のために、第一立坑と1号潜函の間が貫通していたのをいったん埋め戻して隔壁を設け、第一立坑側は排気を行うことにした。坑内を排気して大気圧に戻すことにより、地下水の浸透で崩壊土砂を落ち着かせようとした。そして崩壊箇所について中の空洞を埋め戻す注入作業を行い、また噴発の原因となったコンクリート混和場を埋め戻し、陥没した地面も土砂を盛って埋め戻した。掘削の再開まで約2か月、完了までに約4か月の合わせて約6か月ほどかかる見込みとなり、時間がかかる見込みとなったため、第二立坑まで圧気工法での掘削が到達してからシールド工法を開始するのではなく、第二立坑から独自にシールド工法での工事を先行させることになった。
第一立坑との間を埋め戻した1号潜函側からの掘削現場では、中央導坑周辺の掘削を進め、1号潜函と2号潜函の間の壁を破って連絡する工事を進めた。そして第一立坑が再度圧気された際に気圧を合わせて第一立坑との間の接続工事を行った。
一方第一立坑から崩壊区間の掘削は、気圧を下げて頂設導坑式で慎重に進め、当初懸念していた再度の沈下や漏気はほとんどなく、予想していたよりも早く崩壊区間を通過することができた。第一立坑から100メートルほどまで前進したところで、水平部に気閘を新たに設置して第一立坑の排気を行った。以降は順調に掘削を進め、第二立坑側から逆に掘削した部分にも気閘を設置して圧気を行ったうえで、1943年（昭和18年）11月25日に貫通した。1944年（昭和19年）2月4日に覆工が完了し、2月11日に排気された。
圧気工法区間は1942年（昭和17年）4月1日着工、1944年（昭和19年）4月30日竣功となった。

#### 上り線門司方シールド工法部
上り線トンネルのシールド工法は第二立坑から発進するもので、当初は圧気工法が第一立坑から第二立坑に到達した後にシールドを発進させる予定であったが、圧気工法区間での噴発事故の発生で到達が遅れる見込みになったことから、シールドが単独で先行することになった。下り線トンネルと同様、上り線トンネルの発進立坑も曲線区間にあり、下り線での経験からシールドの曲線での推進にも自信を得ていたが、立坑内でシールドの推進力を後ろの壁に伝えるために仮組してある環片が移動しないように、発進時は直線で推進して、シールド全体が地中に入ってから曲線へ推進させることになった。
下り線トンネルでは、シールドマシンを組み立てて発進させる台が沈下してしまったことから、上り線ではコンクリートを用いた台を用意し、結果的にまったく沈下せずに済んだ。シールドの製作と組立作業は一括して三菱重工業に請け負わせて実施し、立坑完成後すぐの1943年（昭和18年）1月に組立に着手し、下り線で2か月ほどかけた作業が1か月で完了した。シールドの装備品についても、下り線の経験を反映して改良されたものとした。すべての準備作業に、下り線では約6か月を要したが、上り線では約4か月で完了し、1943年（昭和18年）5月7日から圧気を開始し、5月10日からシールドの推進を開始した。
下り線での経験ではズリのトロッコへの積み込み作業で進行速度が制約されていたため、上り線においては空気圧動作式のズリ積み機を用意した。下り線ではズリ積み機がなく、手作業でのズリ積み込み作業を楽にするため、シールドの中段にズリを貯めて下段に押し込んだトロッコに落とし込む作業を行っており、このためにシールド推進後環片組立作業中にもズリの積み込み作業を行わねばならず、作業が輻輳して時間を要していた。上り線では下段にズリを落としてズリ積み機で処理するようになったため、ズリ処理のために掘削を中止する必要はなくなり、環片組立作業中は全力で前方の掘削を行えるようになり、またズリ積み込み作業のために環片組立作業を中断する必要もなくなった。こうして効率的になった結果、1輪環がわずか3時間で進行したことさえあった。
7月12日にシールド推進作業を中断して第1隔壁の構築作業に取りかかった。7月28日に立坑内の排気を行った。排気後、立坑内の蓋を撤去し昇降機の設置を行い、シールド発進に用いた仮組環片の撤去を行った。9月1日にシールドの推進が再開された。それまで立坑のデリッククレーン1台に頼ってズリの搬出を行っていたため、1日2.5輪環の進行が限界であったが、坑内外の連絡設備が完成したことで、もっぱら進行は坑内の作業によって決まるようになった。何らかの機械の故障に何度も見舞われながらも、10月に入ると順調に進行するようになり、1日5輪環の進行を普通に出せるようになって、さらに成績が向上して行った。
下り線トンネルにおいては貝殻層において漏気が激しくなって一時シールドの停止を余儀なくされたことから、上り線トンネルにおいては試掘坑道からのボーリングで地質調査が入念に実施され、事前に薬液の注入を行った。10月16日からまず洪積層に突入し、圧気で区切られている区間の長さや残りの掘削距離を考慮して10月末から第2隔壁の構築を行った。11月に入るといよいよ貝殻層に入り、湧水の増加を抑え込むために坑内気圧を上昇させて進行したが、漏気量は少なく薬液注入の効果もあって順調に進行することができた。次第に岩盤層に入り、12月20日の時点で切羽が511K181M50に到達した。この時点で下関方からは底設導坑が511K160Mまで到達しており、残り21.5メートルとなった。下関方では貫通に備えて、気閘を設置して圧気をかけて準備し、さらに底設導坑を511K168Mまで推進したが、これ以上の掘削を断念して待機することになった。
12月31日9時、門司方からシールドによる体当たりで貫通した。そのままさらにシールドで前進を続け、用意してあった環片を使い切る第494輪環まで進めて1月27日にシールド工法を終了した。以降、覆工や清掃、排気、シールドの解体と隔壁の撤去などを進めた。
シールド工法部は、1943年（昭和18年）5月4日着工、1944年（昭和19年）8月8日竣功となった。

#### 複線開通
工事の末期となると、1943年（昭和18年）7月前後から労務供給事情が悪化し、勤労報国隊の出動を仰いで掘削の継続を何とか維持した。しかし、さらに労働力の事情は厳しさを増し、1944年（昭和19年）4月になると学生報国隊の増援まで仰ぐようになった。こうした懸命の努力により、覆工と漏水防止処置を完了し、6月15日にはレールの締結を完了した。7月に電気関連の工事を完了させた。
こうして1944年（昭和19年）8月8日についに上り線トンネルが開通となった。星野所長は本省に対し、「次男坊生レタリ、長男坊ヨリ出来ガヨシ」と打電した。新聞では「決戦輸送の巨歩 関門隧道晴れの竣工式」「鉄道も兵器だ 勝抜け決戦輸送」などと報じ、当時の戦局を反映したものとなっている。
下り線トンネルはこの際に改修工事を行うことになり、すべての列車の運転を上り線トンネルに移しておよそ1か月にわたって下り線の運転を休止して作業を行った。漏水が相当多かったため再度注入を行って漏水防止を図り、当初テルミット溶接したレールは、たびたび溶接個所が破断し摩耗も激しかったため、25メートルの通常レールに取り換えた。架線も複架線式に改良し、軌道回路の電流漏洩が激しく確実な信号動作ができなくなっていたことから、1つの軌道回路の長さを短縮する改造を行った。こうした修理工事を終えて、9月9日に複線での運転が開始された。
上り線トンネルの決算額は約1,961万円であった。工事期間中、上下線を合わせて20名の殉職者が出た。

## 開通の影響
関門トンネルの開通により乗換・積替がなくなり、旅客で約1時間、貨物で約10時間の所要時間短縮が実現された。費用的には、貨車の車両航送による特別運賃が廃止されることにより、荷主にとっては年間約200万円の費用節約となった。これは鉄道省にとっては逆に年間約200万円の減収を意味し、また航路とトンネル関係の資本費や年間の運営経費を考えると、航路もトンネルも年間経費は約100万円と見積もられたため、トンネル開通による誘発需要がなければ国鉄にとっては減益となる。しかし、客車も貨車も直通運用が可能となり運用効率が増すことから、直接計上できない利益があったものとされる。輸送力の点では、それまで関門地区の駅は滞貨の山で溢れ返っていたが、トンネル開通により貨物が順調に流れるようになり、滞貨が原因で出荷できずにいた産品の出荷が可能となった。
関門トンネル開通以前、関門間の連絡は第一から第五の「関門丸」で貨車航送を行っており、2月から7月にかけて発生する濃霧や激しい潮流、冬期の北西季節風による障害の中で、海峡を往来する船舶を避けながら5隻の船舶を頻繁に往復させるのは大変な労力であった。それまで、海峡を通航する船舶と海峡を横断する船舶は平面交差している状況であったが、関門トンネル開通により立体交差化が図られたことになり、事故の防止に多大な貢献をすることになった。
関門トンネルの開通は、第二次世界大戦のさなかのこととなった。下り線の開通に際しては全国的なダイヤ改正を実施して、本州と九州をつなぐ輸送体制が整備され、戦時輸送力増強のためにスピードダウンしたとはいえ史上最高の列車設定キロとなった。しかし1943年（昭和18年）以降は旅客輸送力削減のダイヤ改正が繰り返され、1944年（昭和19年）に入ると深刻な船舶不足から海運の鉄道への転換が進められ、さらに輸送事情は逼迫していった。1945年（昭和20年）になると、全国的なダイヤ改正を実施することもできなくなり、地方ごとに場当たり的なダイヤの変更が繰り返され、空襲によって青函連絡船や関釜連絡船はほとんど運航不能となる事態となった。連合軍による機雷封鎖と潜水艦攻撃により関門海峡周辺の海上輸送は壊滅的な状態となっていたが（飢餓作戦）、もともと余裕を持って設計されていた関門トンネルは、貨物輸送を終戦まで継続することができた。関門トンネルは、戦争末期から直後にかけての深刻な船舶不足の時期に、国力の維持に多大な貢献をなした。
技術的には、当時トンネルの掘削中に壁面や天井を支える支保工は、松丸太と松板を組み合わせるのが常識であったが、関門トンネルの海底部では鋼製のアーチ支保工を採用し、きわめて慎重に掘削が行われた。鋼製アーチ支保工を本格的に採用して機械式で効率のいい掘削方法を使うようになったのは、日本では第二次世界大戦後のトンネルからであったが、日本で最初の採用は関門トンネルではないかとされている。
またシールド工法についても、1920年（大正9年）の羽越本線折渡トンネル、1926年（大正15年）の東海道本線丹那トンネル水抜坑に次ぐ、日本で3回目の採用であったが、前の2回ではいずれも成功をおさめたとは言えなかったのに対して、3回目にして日本国内製造のシールドマシンを使って成功をおさめた。関門トンネルでは、おもに鋳鉄製の環片（セグメント）を使用したが、上り線の一部で鉄筋コンクリート製セグメントが用いられ、ボルト継手が採用されるなど、のちに日本で一般的に使われるようになる中子型のセグメントの原形となった。第二次世界大戦後、名古屋市営地下鉄東山線において覚王山トンネルがシールド工法で建設された際にこうした技術が受け継がれ、以降の都市トンネルの標準的な工法として発展していくことになった。
第二次世界大戦の悪条件の下で、新しい技術を駆使して海底トンネルを完成させたことは、その後の日本のトンネル技術発展に大きな貢献をすることになった。ただし、関門トンネルは世界初の海底トンネルであると触れられることがあるが、ニューヨークのイースト川は名前に川（river）とつくものの実際には海峡であり、ガスの導管を通すトンネルが1892年に最初に開通したのを皮切りに、20世紀初頭には鉄道用を含む多くのトンネルが開通している。また日本統治時代の朝鮮において太閤堀海底隧道が1932年（昭和7年）に開通しており、海底トンネルは日本の内外で先例がある。

## 運用

### 戦時中から戦後まもなくにかけて

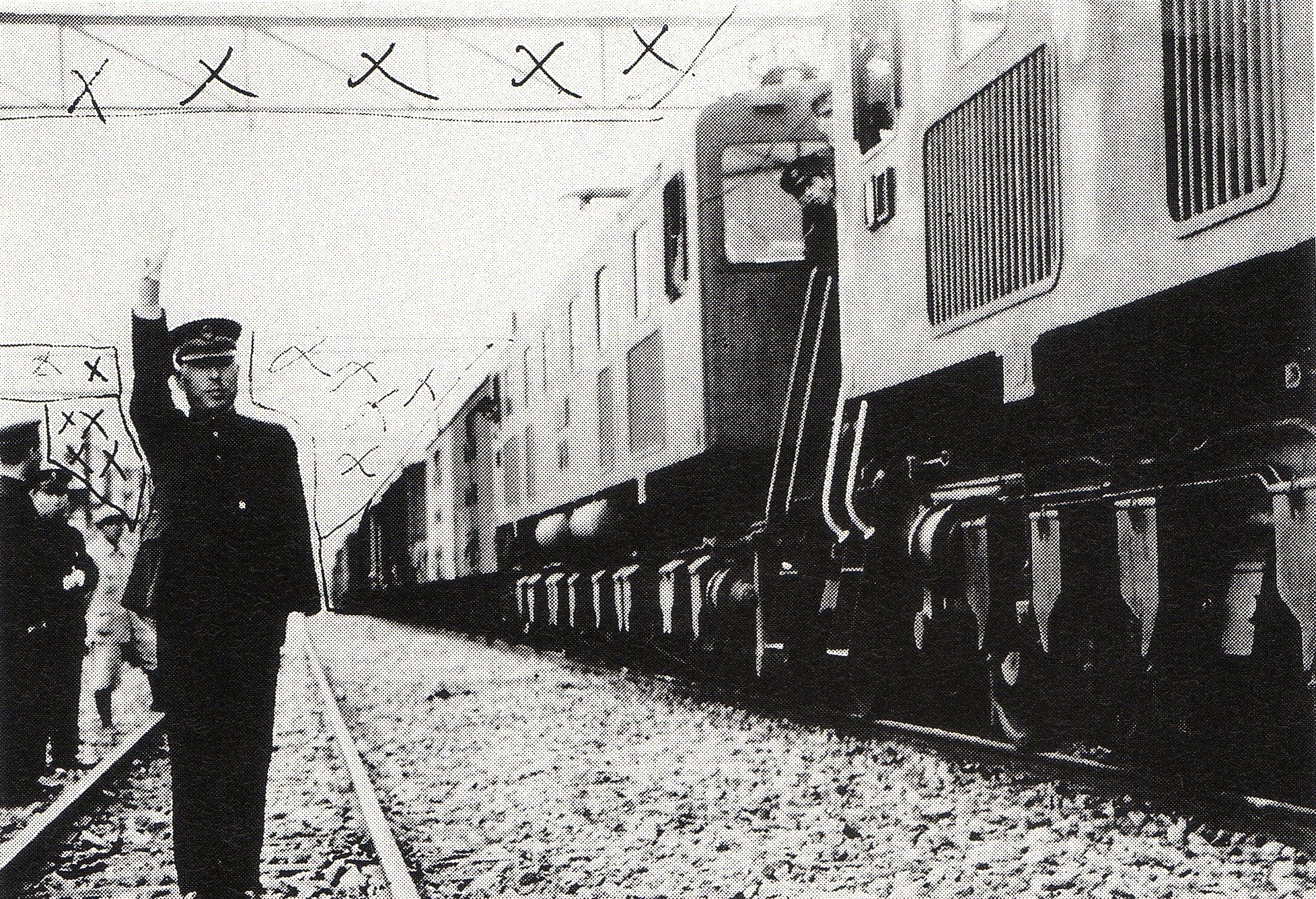
関門トンネルを通過する最初の貨物列車（1942年6月20日）。列車周囲の×印は当時の検閲によるもの

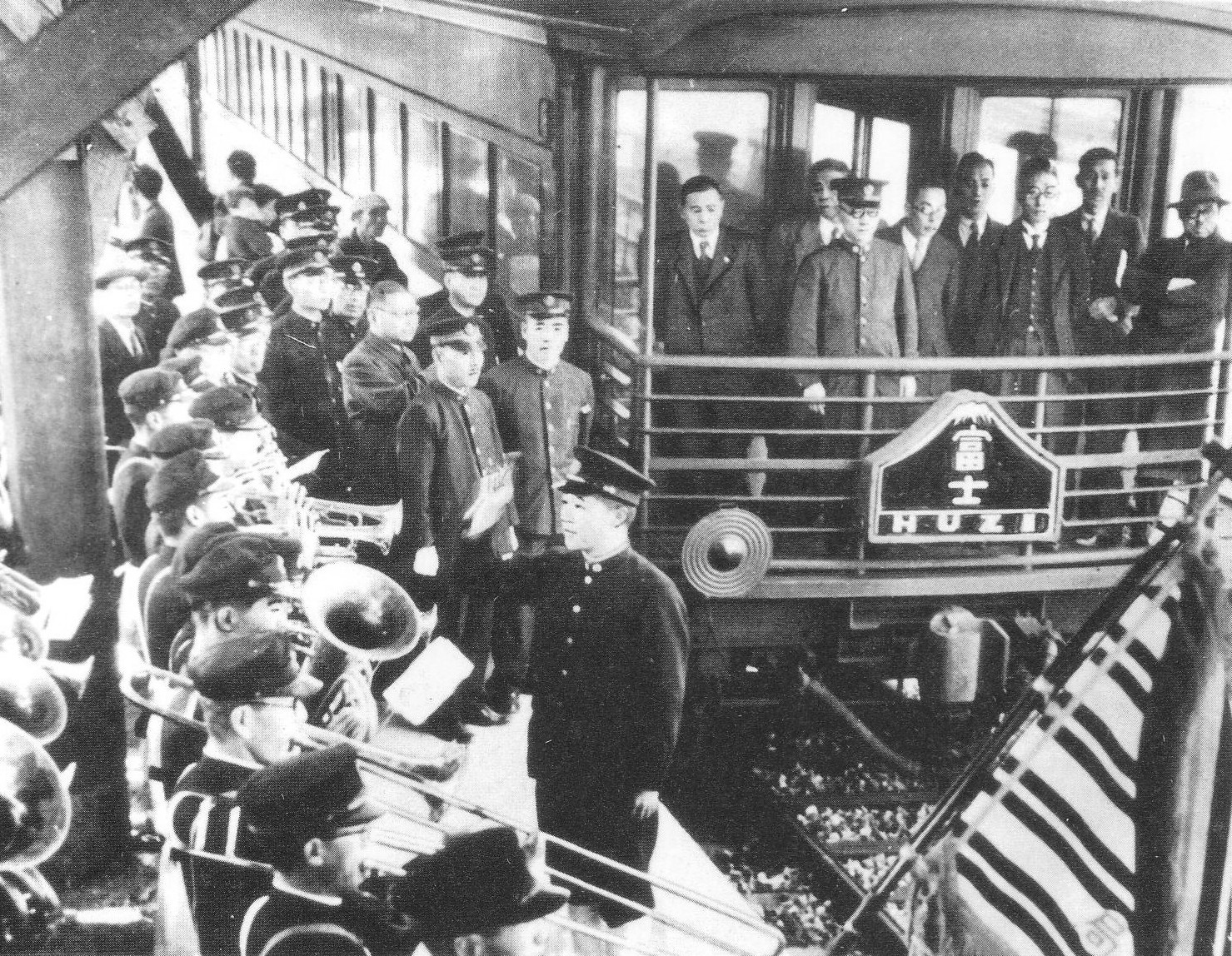
関門トンネル旅客営業開始日の下り「富士」（門司駅にて）

関門トンネルは、先に開通した下り線で1942年（昭和17年）6月11日から試運転を開始し、6月20日から臨時扱いでの貨物列車の運転が開始され、7月1日に正式に貨物用に開通した。旅客列車の運転開始は11月15日となった。当時、山陽本線の電化区間は西明石までで、九州島内の国鉄線には電化区間はなく、蒸気機関車が列車を牽引していた。しかし関門トンネルでは急勾配とトンネルの長さの条件から蒸気機関車は使用できず、幡生操車場から門司操車場までの間の10.4キロメートルが直流1,500ボルトで電化された。このために、旅客・貨物の両用にEF10形電気機関車が投入された。EF10形は丹那トンネル開通に際して開発された貨物用の機関車であった。のちに、関門トンネルで運用される機関車は塩害が激しいことから、外板をステンレス製のものに交換し、さらに耐食アルミニウム合金を使用したパンタグラフを採用し耐塩害塗装を施すなど、塩害対策に十分に気を配ることになった。
旅客列車は、下関駅と門司駅の間の6.3キロメートルを、1両のEF10形で牽引して約9 - 10分程度で走行した。機関車1両での牽引力は600トンとされた。貨物列車については、下関の手前の幡生駅付近にある操車場を改良して、1日2,500両の処理能力のある平面式操車場とし、一方、九州側では門司駅構内に1日2,600両の処理能力のあるハンプ式操車場を建設した。これらの操車場は対になって役割を果たすもので、九州島内から本州方面への貨物列車はトンネルをそのまま抜けて幡生操車場で行先別に組み替えられて送り出され、一方本州から九州島内への貨物列車はトンネルをそのまま抜けて門司操車場で行先別に組み替えられて送り出される運用がとられた。このため、貨物列車は幡生操車場から門司操車場までの間をEF10形が牽引して走ることになった。貨物列車は重連運転（2両の機関車で牽引）とされ、1,200トンの列車を牽引した。いずれもトンネル内の急勾配と湿った線路のために空転や滑走が続発し、対策として最大5トンの死重を搭載し、大量に砂を撒いて走行していた。撒かれる砂は毎月20トンにもなり、砂を取り除く保線作業は大変なものであったという。
運行開始された旅客列車は、東京 - 長崎間の特急「富士」1往復（第1・2列車）、東京 - 鹿児島間の2・3等急行列車第7・8列車（従来の特急「櫻」を急行化）など、1日5往復の優等列車に加え、普通列車が東京と九州の間で1日3往復、京都・大阪と九州の間で1日6往復、山陽と九州の間で1日に下り5本、上り4本であった。しかし戦局の悪化に伴い、旅客輸送は次第に削減されて貨物輸送に重点が置かれるようになっていった。終戦直前の時点では、急行列車は東京 - 門司間の1日1往復にまで削減されていた。貨物輸送の増強のため、変電所の水銀整流器が1944年（昭和19年）に増強され、EF10形の配置両数も15両から25両に増強された。さらに空襲による被災に備えて、従来の変電所の設備の一部を移設する形で、彦島に地下変電所が建設されている。地下変電所の完成は終戦後の1946年（昭和21年）3月となり、約20日間実際に運転したとされるが、10月に廃止されて設備が元の変電所に戻された。空襲対策では、1944年（昭和19年）に変電設備の被災による停電に備えてD51形蒸気機関車によるトンネル内の牽引試験が行われ、4月21日から25日にかけて貨物列車を牽引したほか、上り22パーミル勾配で1両の機関車で1,000トンの引き出しに成功したが、これが関門トンネルにおける蒸気機関車運転の唯一の記録である。1945年（昭和20年）2月1日、石炭を満載した貨物列車が上り線トンネルの上り勾配で立ち往生し、再度の発進に失敗したためトンネル内に退行したところ、連絡不足と安全確認の不徹底のため、閉塞信号により停車中だった後続列車と衝突する事故があった。
第二次世界大戦末期に九州の電力事情が逼迫したため、中国地方から電力の送電を図ることになり、下関立坑と門司第2立坑の間の上り線トンネル内に、日本発送電の彦島変電所と新大里変電所を結ぶ22キロボルト特別高圧送電線1回線が敷設された。しかしこの回線はまもなく、12月に110キロボルト関門幹線（関門海峡を横断する架空送電線）に置き換えられ、撤去された。
終戦直前には交通の重要施設として、本土決戦に備えて北九州高射隊の13ミリ高射機関砲4門、将校1、下士官1、兵12が関門トンネルの防衛用に配置された。一方の連合国軍は関門トンネルの破壊作戦を立案していた。1945年（昭和20年）7月31日には、沖縄の基地を離陸したアメリカ陸軍のB-24爆撃機の編隊が、下関方のトンネル入口と橋梁を爆撃する作戦を実行しようとしたが、悪天候のために中止された。1945年（昭和20年）8月5日付のアメリカ陸軍太平洋軍司令官から極東航空軍あての電文では、関門トンネルに対する爆破計画が指示されていた。これは日本船に偽装した航空機救助船4隻に各25トンの爆薬を積んで送り込み、トンネル付近に沈めてリモコンで爆破するという作戦であった。第二次世界大戦後、日本に進駐した連合国軍の中で工兵のヒュー・ジョン・ケイシー少将が、進駐直後に国鉄の現状を把握するために、当時の停車場課長立花次郎を呼び出して最初に質問したのが「関門トンネルは無事か」というもので、立花は「もちろん無事であります。関門連絡線は今日も多数の列車を走らせています」と答えたという。
戦争が終結すると、引揚者の帰還輸送と、日本で働いていた朝鮮人・中国人の帰還輸送が開始され、そのための臨時列車が関門トンネルを通過して設定された。また、日本を占領下においた連合国軍最高司令官総司令部（GHQ）は、連合軍専用列車の設定を要求し、関東と九州を結ぶ専用列車が定期化された。1946年（昭和21年）から1947年（昭和22年）にかけて極端な石炭不足により、急行列車の全廃、二等車の連結全廃などの措置がとられて鉄道の輸送力は大幅に減少したが、それでも関門トンネルを通過して東京と九州を結ぶ輸送だけは最低限確保されていた。しかしこのころ、貨物輸送の減少もあって関門トンネルの通過列車は減少し、EF10形も一部が他の機関区に転属して、関門地区での配置数が減少した。
もともと北九州地区の商用電源周波数は50ヘルツであり、関門トンネルに九州側から電力を供給する門司変電区の受電周波数も50ヘルツであった。しかし第二次世界大戦後、北九州地区の電力需要は増加の一途をたどり、九州島内の電力網の連系を行い、また中国地方からの受電を行うことも急務となったこともあって、1949年（昭和24年）の閣議決定で九州地方の電源周波数を60ヘルツに統一することになった。これに前後して、九州地区の実際の60ヘルツへの周波数変更作業が進められ、門司変電区の受電周波数も1948年（昭和23年）2月に60ヘルツ化された。門司変電区の周波数変更が迅速に行われたのは、もともと信号機や排水ポンプなどの電源は当初から両周波数に対応するように設計されていたこと、列車走行用の電力供給についても変圧器のみ交換すれば済んだこと、国の機関として率先して周波数変更に対応する立場であったことなどが挙げられる。一方で、関門トンネルの輸送量は低迷していたため、この機会に変電所の容量は削減され、水銀整流器が下関と門司の両方から1台ずつ1949年（昭和24年）に東海道本線電化用に静岡県の藤枝変電所と磐田変電所に移設された。1951年（昭和26年）5月に電力事業再編成が行われ、下関変電区、門司変電区はそれぞれ中国電力、九州電力から受電することになった。
海水に常時さらされている関門トンネル内のレールは、電気車の運転電流が漏洩しやすく、電気化学的な作用により金属イオンが溶け出す電蝕が発生するという問題を抱えていた。このため戦中戦後の2回にわたり、通常は架線側がプラス、レール側がマイナスに印加されている直流1,500ボルトの電気の極性を逆転させて、レールをプラス、架線をマイナスにする極性変換試験が実施され、摩耗の軽減は見られた。また、1954年（昭和29年）に強制排流器が設置された。これは外部直流電源をレールと接地点の間につなぎ、運転電流の漏洩分を相殺してレールの電位を負にするものである。
1950年（昭和25年）6月25日に朝鮮戦争が勃発すると、九州北部の駅は朝鮮半島方面へのアメリカ軍やイギリス軍の部隊の出動や補給の拠点となり、本州方面から北部九州への軍事輸送列車が多数関門トンネルを通過することになった。この際に、それまで関門トンネルには火薬類の通過制限が設定されていたが、アメリカ軍は火薬類通過制限の無条件解除を6月28日に指令し、危険を冒して輸送が実施されることになった。

### 西日本水害による水没事故

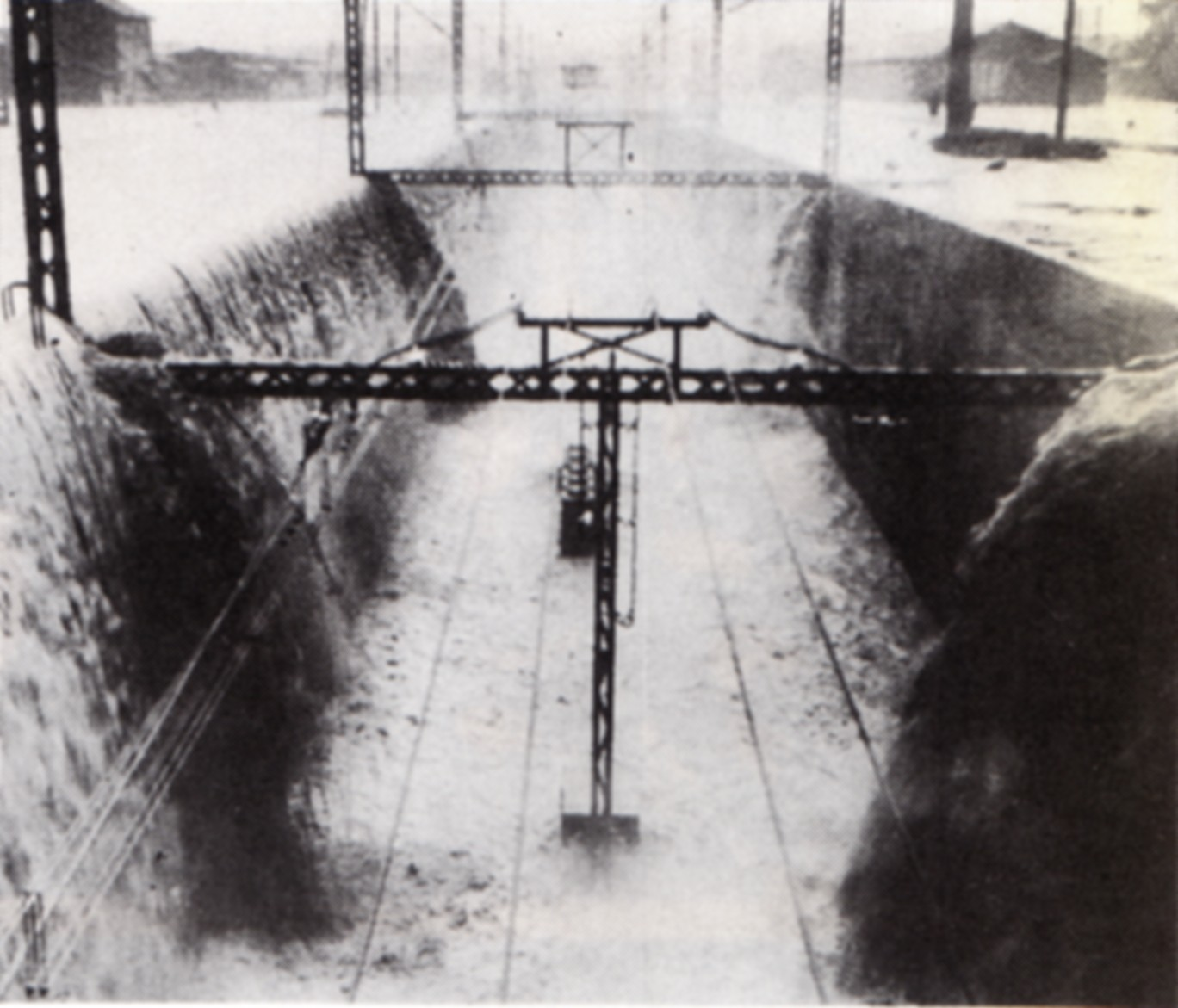
昭和28年西日本水害において、関門トンネル門司側坑口に流れ込む洪水（1953年6月28日11時すぎ）

1953年（昭和28年）の梅雨は例年になく早く始まり、特に西日本では雨が多く6月末になると4日間で600ミリを超すような60年ぶりという大雨が降った。大雨は各地に被害をもたらし、のちに昭和28年西日本水害と記録されることになった。国鉄でも、680か所に及ぶ不通箇所が発生するなど大きな被害を受けた。
6月28日日曜日も雨が降り続いており、関門トンネルに備えつけられた排水ポンプは稼働を続けて、トンネルに侵入する雨水を排出し続けていた。11時頃、戸ノ上山の麓でがけ崩れが発生し、門司駅北側の大川を堰止めた。これによって溢れた水は、南側の田畑川から溢れた水と合流して、門司駅構内に流れ込み始めた。門司駅に設置された雨量計では、10時から12時までの間に155ミリという猛烈な雨を観測しており、この雨に川から溢れた水が加わり、門司駅からスロープ状の掘割になっている関門トンネルの門司方坑口へと流れ込み始めた。関門トンネルの掘割を囲う防水壁の第13号架線鉄柱付近にある切り欠き（壁が途切れた部分）から架線をかすめるように濁水が噴出し始め、11時頃に巡回中の門司保線区員がこれを発見して通報した。当時、京都と博多を結ぶ特急「かもめ」は、26日以来の豪雨で鹿児島本線が不通となって、上り列車を運転できずに博多に編成が取り残されており、次いで27日の下り列車で下ってきた列車も門司打ち切りとなっていたが、この門司打ち切りとなった編成を28日に上り臨時第6列車「かもめ」として運転する予定としていた。しかし、11時2分に関門トンネルへの濁流の流入の通報を受けて、「かもめ」の発車は抑止された。
続いて、下関側に連絡して下り列車の抑止を行おうとしたが、約800名の乗客を乗せた岩国発佐世保行下り第327列車は10時57分にすでに発車したあとであった。関門トンネルを抜けてきた第327列車の機関士は、門司方の出口で防水壁の切り欠きからの落水に気づき、また公安職員の停止の指示を受けて、11時8分ごろ、トンネル出口の約70メートル手前で列車を停車させた。保線区員が土嚢を積んで切り欠きを塞ごうと試みたが、思うように塞ぐことができず落水は止まらなかった。仮に落水の中をそのまま通り抜けた場合、水流によってパンタグラフと車体の間が短絡されるか碍子の絶縁破壊を起こして電気機材や車体が焼損するおそれがあり、あるいは架線の溶断や変電所の遮断器の動作により停電して、トンネル内からの脱出が不可能になるおそれがあった。電話で指令室の指示を仰いだところ、トンネル自体の浸水を懸念したことから強行突破の指示が出され、11時17分ごろに脱出を開始した。列車が停止した場所から落水場所までは数十メートル程度しかなく、また急な上り勾配の途中で列車の引き出しは容易ではなかったこともあり、機関士はいったんトンネル内に列車を退行させた。EF10形電気機関車は車両の前後に合計2台のパンタグラフを搭載しており、このうち前部のパンタグラフを下げて、後部のパンタグラフのみから集電した状態で列車を再発進させると、勢いをつけてトンネルから出てきて、落水箇所の直前で後部のパンタグラフも下げて落水箇所を惰性で通過し、通過直後に前部のパンタグラフを上げて門司駅へ向かい、11時24分ごろに無事に到着した。
この直後の11時30分ごろ、防水壁の上を越えて水が滝のようにトンネル内に流れ込み始めた。トンネル内各所に据えつけられた排水ポンプがフル稼働したが、11時45分ごろに上り線トンネル中央部のポンプが、11時50分ごろには門司方入口のポンプが使用不能となり、12時には下り線トンネル中央部のポンプ室の配電盤が浸水して爆発した。本線トンネルから溢れた水は試掘坑道に流れ込み、弟子待と小森江の試掘立坑底部に集まってきた。浸水により繰り返し遮断器が動作する中を変電所から排水ポンプへ強行送電が続けられていたが、ポンプ室は次々に機能を停止していき、13時5分にはポンプ室への送電が打ち切られた。ポンプ室に詰めていた職員は全員が脱出に成功した。排水機能を失った関門トンネルは急速に水没していき、上り線1,880メートル、下り線1,760メートルが水没して推定浸水量は約9万立方メートルに達した。16時すぎに浸水が止まった時点で確認したところ、トンネル全長の約3分の2が天井まで浸水しており、関門トンネルによる本州と九州の連絡は切断されてしまった。
関門間の輸送が途絶したため、下関駅と門司港駅を結んで運航されていた関門連絡船の豊山丸、長水丸、下関丸を使って旅客・小荷物・新聞類の代替輸送にあたるとともに、支援として大島航路から七浦丸を投入した。貨物輸送については国鉄所有の船舶のほかに、汽船や漁船、機帆船なども借り上げて代行輸送を行った。かつて下関と小森江の桟橋の間で貨車航送を行っていたが、下関の岸壁は関釜連絡船の岸壁延長のために埋め立てられており、小森江の可動橋も取り外して転用したため、急に再開できる状況ではなかった。しかし、国鉄がかつて運航していた関門丸は宇高連絡船での運用が終了したあと、民間会社に払い下げられて関門海峡でカーフェリーとして運用されており、結果的に貨車からトラックに積み替えた貨物の代行輸送に役に立つことになった。
トンネルが浸水するとすぐに、国鉄西部総支配人を長とする復旧対策本部が設置され、各地から応援の人員と機材を手配して排水復旧作業に取りかかった。まず単線での運転再開を1日も早く実現することにし、下り線を早期に開通させる方針で作業に取りかかった。試掘坑道に対しては立坑にシンキングポンプ（吊り下げ式ポンプ）を各4台、上り線・下り線の各本線トンネルに対しては下関側は坑口から、門司側は小森江の立坑からパイプを伸ばして、水面付近にタービンポンプ（ディフューザポンプ）を各2台配置して排水を行った。小森江の試掘立坑に運び込んだ最初のポンプは7月1日から稼働し始め、以降各地からポンプが届けられ、幡生の鉄道工場と現地で整備して据えつけられ、稼働し始めて行った。1日約1,300立方メートルから1,700立方メートルに及ぶ湧水があったため、当初はトンネル内の水量を減少させるには至らなかったが、多数のポンプが順調に稼働し始めるとようやく減水していった。本線トンネルは20パーミル程度の勾配であり、1メートル水位が下がると水面は50メートルも後退することになるため、受電装置・ポンプ・サクションホースを台車に載せて前進させ、後ろにパイプを順次つなぐ作業をしていった。このパイプをつなぐ作業にかなりの時間を要したため、結果的に運転時間は1日平均6 - 10時間程度であった。これに対して立坑から吊り下げたポンプは1日20 - 24時間程度運転することができた。また輸送用のモーターカーの排気により一酸化炭素が発生し、頭痛を訴える作業員も出たため、モーターカーの使用を制限したり換気装置を設置したりといった対応に追われた。
最盛期には1,000人を超える作業員が1日3交代制で作業に従事した。下り線は7月10日に、上り線は翌11日に、トンネルの天井部分がすべて見えてくる程度に減水し、下り線は12日12時に一応の排水が完了した。しかし、残りの水は試掘坑道へ排除できるものと考えていたが、試掘坑道へ通じる排水管が詰まっていたため、トンネル内の湧水により却って増水する状況であった。そこで、排水管の閉塞を取り除くと流れ出した水で吸い込まれてしまう危険があるのを顧みず、下関工事事務所の職員が汚水に潜って手探りで排水管を探り当て、詰まっていたごみを取り除いて、無事に排水を完了させることに成功した。中央部に溜まった泥や土が約60センチメートル程度あり、ポンプ室に備えられた試掘坑道への連絡パイプを通じてできるだけ試掘坑道に排除するとともに、両側の坑口からトロッコを使って搬出し、7月13日19時に試運転列車を通過させ、7月14日0時35分門司発の貨物列車第678列車から単線での運転を17日ぶりに再開した。続いて上り線では7月13日20時に排水を完了し、電気信号関係を完全に復旧させて7月17日に開通させ、一旦下り線を休止して上り線に運行を移したうえで下り線の完全整備を実施し、7月19日8時31分に複線での完全復旧を完了した。
本線のトンネルが復旧した時点ではまだ試掘坑道の排水は終わっておらず、さらに本線トンネルに設置のポンプが未復旧であったため、トンネル内の漏水や線路・電線の洗浄に使った水が流れ込んで、むしろ水位が増える方向であった。表面の水をポンプで吸い上げてはドラム缶にヘドロを詰めて立坑から運び上げるという作業を昼夜三交代で継続し、ようやく8月20日に試掘坑道も復旧が完了した。
国鉄は列車の運行を優先し、11時20分に最後の列車が通過するまで門司方の線路上に土俵による防水壁を築くことができずにおり、これがのちに衆議院運輸委員会で問題にされることになった。一方、第327列車の機関士、トンネルの浸水を発見した保線区員、現場で機関士と運転指令の間の連絡にあたった公安職員2名の計4名が8月31日に「緊密な連絡と臨機の処置により列車の重大事故を未然に防止した」として長崎惣之助日本国有鉄道総裁から国鉄総裁表彰を受け、さらに機関士と保線区員の2名は10月20日に「本年六月の風水害に際し生命の危険を顧みず公務遂行に当たりその功労は特に顕著である」として吉田茂内閣総理大臣より総理大臣表彰を受けた。またトンネル中央部の汚水に潜って排水管閉塞を解決した下関工事事務所職員は、2003年（平成15年）になって叙勲を受けている。
水没事故の経験を生かし、門司方の防水壁はさらに1メートル高くされ、トンネル入口のポンプは従来の約2倍の能力に増強された。浸水を防止するためにトンネル入口には鉄製の防水扉が取りつけられ、トンネル内のポンプも地上から操作ができる強力なポンプに取り替えられるなど、浸水対策が強化された。また、毎年6月には総合的な水防訓練が実施されるようになった。なお、この水没事故後の1961年（昭和36年）の変電所無人化に際して、運転電流と事故電流を高精度で弁別（区別）して送電を停止する故障選択継電器と、事故時に並列饋電している隣接変電所の遮断器を同時に開放する連絡遮断装置が導入されたため、同様の事件が再度発生したとしても、遮断器が動作して停電することになり、第327列車のように落水箇所を強行突破することは不可能となっている。
上り線トンネルの建設時に工事事務所長を務めていた星野茂樹は、水没事故時は民間企業の顧問となっていたが、トンネル開通から10年が経ってちょうどいい機会であるとして、門司鉄道管理局の根来幸次郎施設部長に連絡して、排水作業の傍らで水を流してトンネルの大掃除をさせた。当時の吉田朝次郎所長は何事かと怒ったものの、関係者は「星野さんの命令」としてそのまま掃除を続行したという。さらに根来施設部長は、トンネル再開後の最初の試運転列車の先頭に乗って、特級酒を全線に振りかけたという。またこの水没事故は、関門トンネル開通10周年を記念して門司方坑口に「道通天地」（道は天地に通ず）という銘板を取りつけた直後であったため、「天と地がつながって空からもらい水をした」などと皮肉を言われることになってしまった。

### 九州島内の交流電化

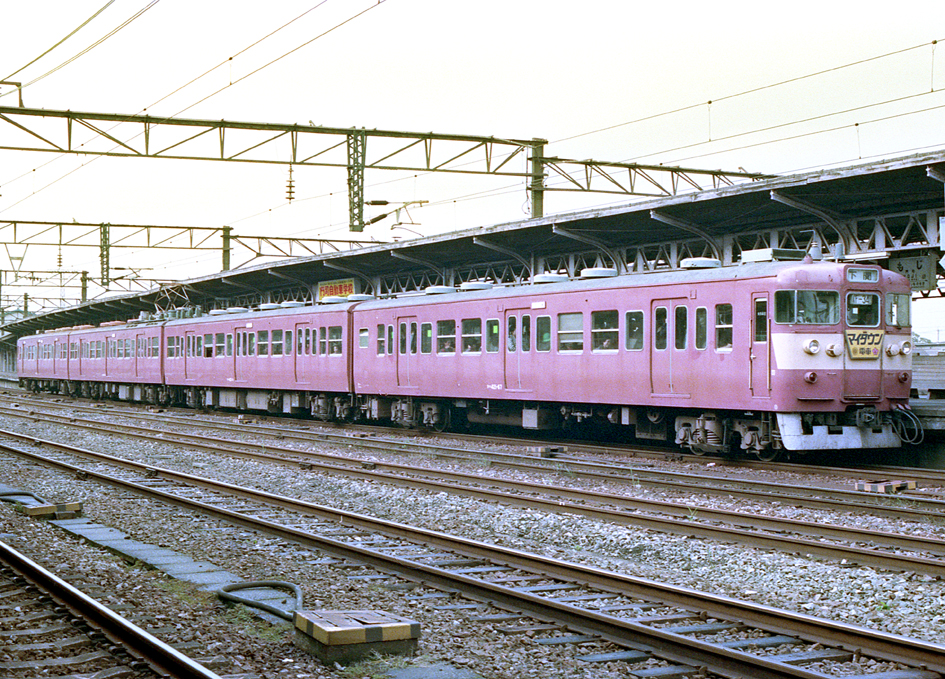
九州島内交流電化に際して投入された交直両用電車421系

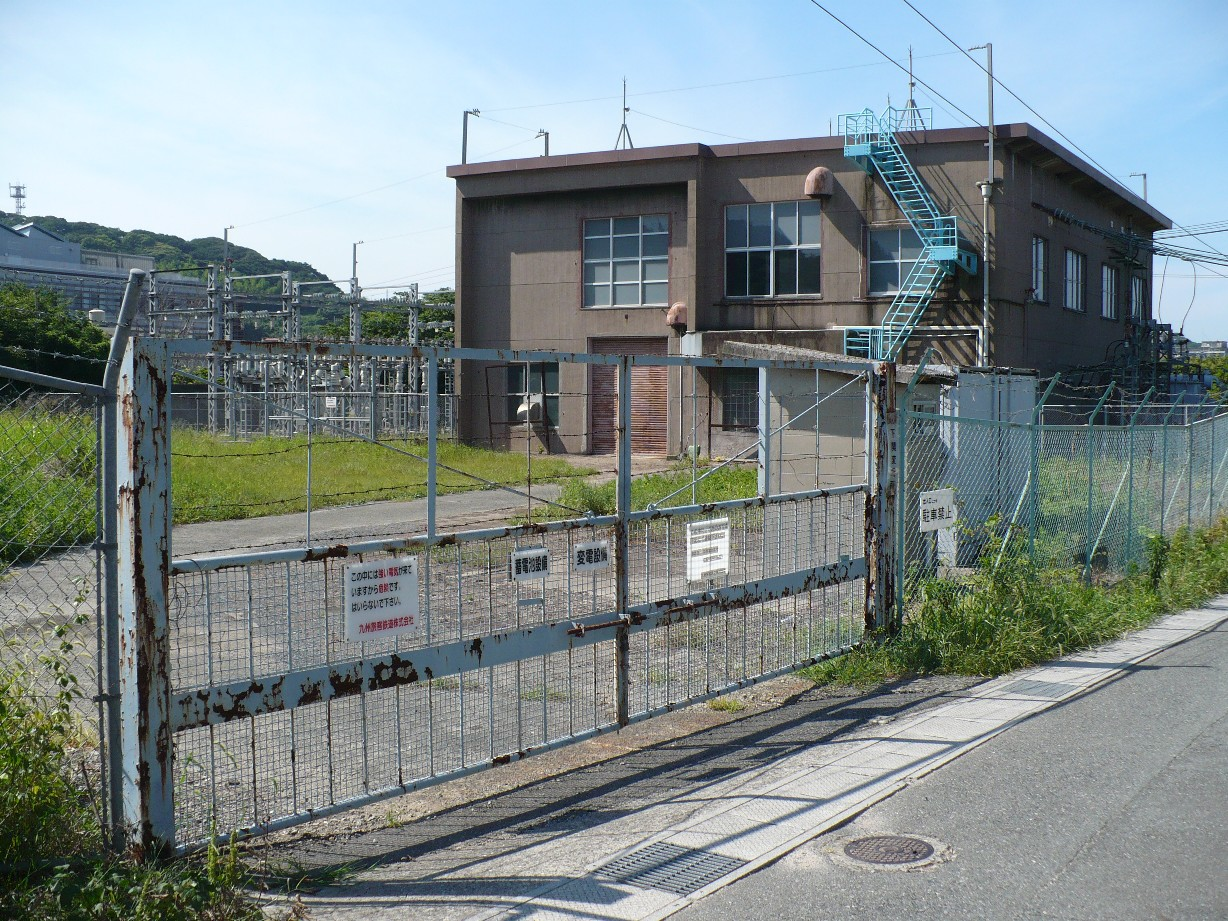
JR九州下関変電所。関門トンネルに電力を送る直流変電所である

第二次世界大戦後は、石炭の節約の観点から国鉄の主要幹線の電化を推進する方針となった。しかし連合国軍最高司令官総司令部（GHQ）の民間運輸局（CTS）は、戦災復興を優先するべきという理由で電化の推進に否定的な態度を取り、占領期には電化はあまり進捗しなかった。1951年の主権回復の4年後の1955年（昭和30年）9月26日に発足した日本国有鉄道電化調査委員会では、早急に主要幹線3,300キロメートルの電化を推奨する報告書を11月29日に提出した。これを受けて1957年（昭和32年）度からの第1次5か年計画では、第1次計画として1,665.8キロメートルの電化を推進する方針となり、この中で関門トンネルの両側にあたる山陽本線の西明石 - 幡生間、鹿児島本線の門司港 - 鳥栖間が取り上げられた。
ちょうどこの時期、国鉄では交流電化の技術にめどをつけて採用を進める方針となっていた。国鉄の交流電化調査委員会では、交流電化の経済性を検討し、電車運転および交直接続の費用を考慮しなければ、常に交流電化が有利であると結論づけた。しかし、この検討は直流電化の技術の進歩を適切に考慮しておらず、また交流電化に必要となる建築限界の拡大に要する費用も評価されていないという問題があり、これに加えてすでに直流電化されている東海道本線の延長となる山陽本線では交直接続の費用が交流電化の経済性を帳消しにしてしまうことから、交直接続をどこで行うのがもっとも経済的かということが検討された。
この検討の際に大きなポイントになったのが関門トンネルの建築限界の問題で、トンネルの断面は本来は設計上5,100ミリメートルの高さがあるはずであり、交流電化には大きな問題はないと考えられていたが、1957年（昭和32年）12月に実測してみたところ、戦時中の材料不足による工事方法変更の結果として短区間ではあるものの4,970ミリメートルの高さとなっている場所があることが判明した。この高さでも、特別な架線吊架方式を採用し絶縁方法を工夫することで交流電化も不可能ではないとされたが、将来的に大きな貨物の輸送に支障をきたすおそれがあった。これに加えて、関門トンネル内は海水の漏洩が激しく、直流電化においても絶縁の保持に苦労している現状があり、交流2万ボルトに変更すればよりいっそう保守が困難になるものとされた。
また交直接続箇所においては、地上切替方式を採用しないのであれば、高価な交直両用の機関車を必要とする。交直接続箇所から西側をすべて交直両用機関車で牽引すれば、機関車の総所要両数は減るが、高価な交直両用機関車の所要数が増加する。一方、交直両用機関車による牽引を交直接続箇所をまたぐ区間に限定して、西側では交流専用の電気機関車を使うものとすれば、交直両用機関車の所要数は減るが機関車の総所要両数が増加となる。しかし、関門トンネルは急勾配の長大トンネル区間であり、もともと高速運転をしないうえに、電動機に電流を流して走る時間も短く、加えてトンネル内は一定の気温であることから発熱の観点で有利になる。さらに短区間であることから蒸気暖房用の蒸気発生装置を搭載する必要もないとして、この区間に限れば交直両用の機関車としては安価な専用機関車を設計できるものとされた。こうした点を考慮し、最終的に山陽本線を直流、鹿児島本線を交流で電化し、門司駅構内を交直接続点とする方式が決定された。
こうして電化が推進されることになった。通常は既存の電化区間をそのまま延長していくが、そうなると九州への電化の到達はかなり先のことになり、日本有数の重工業地帯で当時輸送量が急増していた北九州地区の輸送需要に応えることができないという問題があった。そこで飛び地となるが、山陽本線の小郡以西と九州島内を先に電化する方針となった。
こうして1961年（昭和36年）6月1日に山陽本線小郡（のちの新山口駅） - 下関間と、鹿児島本線門司港 - 久留米間の電化が完成した。このために交直両用の421系電車が製作・配置され、関門トンネルを通過して山陽本線と鹿児島本線を直通する運転を開始した。北九州の通勤輸送対策のためにこの電化開業では、交直両用電車を投入して一部の客車列車を置き換えあるいは増発することが先行することになり、この時点では客車や貨車を牽引する機関車については従来のEF10形が引き続き用いられた。EF10形は直流専用であるため、門司駅構内の内側の関門トンネルから列車が出入りする線路から門司操車場に至る区間はこの時点では暫定的に直流電化のまま残され、外側の鹿児島本線の線路が交流電化され、交直デッドセクションは暫定のものが小倉側の山陽本線と鹿児島本線の分岐部に設置された。
関門トンネル区間用の交直流電気機関車としては、EF30形電気機関車が開発された。1961年（昭和36年）8月から10月にかけて、量産形のEF30形が門司に配置され、8月から順次営業運転を開始し、10月1日から本格的に運用を開始した。代わって、EF10形は関門間の運用から外れ、直流電化区間へ順次転出していった。これにより、交直デッドセクションを本来の位置に移設する工事が行われ、1962年（昭和37年）3月2日から門司駅構内は全面的に交流電化となった。本来の交直デッドセクションの位置でも、下り線の旅客線と上り線の旅客・貨物線はともに関門トンネル出口付近のシーサスクロスポイント（両渡り線）付近にあるが、下り線の貨物線は上下ホームの間をさらに進んだ小倉側に設置されており、これはトンネル出口の上り勾配で列車が停止してしまった場合に、再発進しても十分加速できないままデッドセクションのために惰行しなければならなくなる危険を回避するためだとされている。
1964年（昭和39年）10月1日には、山陽本線の全線電化が完成した。このとき、東海道新幹線も同時に開業したことから、在来線の東海道本線での運用を終えた151系電車が山陽本線での運用になり、特急「はと」「つばめ」として九州まで直通で乗り入れることになった。しかし151系は直流専用であったため、電源車としてサヤ420形を連結したうえで、九州島内では電気機関車で牽引されて走ることになった。この運行は1年で終わり、交直両用の特急電車として481系電車が1965年（昭和40年）10月1日から使用されるようになった。同時に急行用の475系電車も投入されて、関門トンネルを往来するようになった。

### 並行路線の開通とその後
1958年（昭和33年）3月9日には、国道2号の関門トンネルが開通した。この国道トンネルは、鉄道トンネルに1年遅れて着工したものであったが、戦後しばらくの間工事が中断していたものであった。鉄道のトンネル関係者は、鉄道トンネルもあと1年着工が遅れていたら、戦争の混乱に巻き込まれて戦後まで工事がダラダラと伸びていたかもしれないとしている。道路トンネルは、鉄道のトンネルに比べて急勾配を許容できることから、海峡の幅がもっとも狭い早鞆の瀬戸を通過している。このトンネルの開通により需要が減少した関門連絡船は、1964年（昭和39年）10月31日限りで廃止となった。
続いて1973年（昭和48年）11月14日には高速道路の関門橋が開通した。この橋も、最狭部にかけるのが最適であるとして早鞆の瀬戸の通過となった。そして、1975年（昭和50年）3月10日には山陽新幹線が博多駅まで開通し、新関門トンネルが供用を開始した。新幹線についても、高速走行のために曲線半径を大きくする必要から、早鞆の瀬戸を通過することになった。こうして関門海峡を横断する交通路は合計4本となっている。
1972年（昭和47年）11月6日に発生した北陸トンネル火災事故により、長大トンネルの火災対策が実施されることになった。関門トンネルは対策を実施する長大トンネルの条件には含まれていなかったが、海底トンネルであり、かつ通過列車本数が多いという条件から同様の対策が実施されることになった。このために消火設備や避難誘導の設備の準備、電話機の設置などの諸対策が実施された。このときに設置された消火器は、塩分を含む漏水があり湿度が高いという条件のため、保守には手間がかかることになった。
1973年（昭和48年）には、貨物列車の増発用として新たに国鉄EF81形電気機関車が2両配置された。先に配置されていたEF30形が関門トンネル区間専用の設計であったのに対して、EF81形は国鉄在来線電化区間の3電源方式にすべて対応する標準形の交直流両用電気機関車であり、関門トンネル区間に投入されたのは塩害対策等の改良を実施した300番台となった。この機関車は、1974年（昭和49年）に寝台特急増発用としてさらに2両が増備された。ただし、これらの4両は貨物列車の牽引に必要な重連総括制御装置が搭載されておらず、旅客列車の牽引に限定して使用されていた。
しかしその後、余剰となる機関車が発生し、1978年（昭和53年）にはEF81形が2両常磐線へと転出したが、1984年（昭和59年）と1985年（昭和60年）に1両ずつ門司機関区へ戻された。この時期になるとEF30形が老朽化してきたことから、1978年（昭和53年）にまず試作車の1両が廃車となり、1984年（昭和59年）からは量産車の廃車が始まった。そして、EF81形の基本形から改造して製作された400番台14両が1986年度（昭和61年度）に投入され、1987年（昭和62年）3月末でEF30形の運用が終了した。
1987年（昭和62年）4月1日に国鉄分割民営化が実施されると、関門トンネルは九州旅客鉄道（JR九州）が承継した。これは、関門トンネルは九州の人が本州に来るときに使うものだから、九州が担当すべきとの理由で決められたという。下関駅を管理する西日本旅客鉄道（JR西日本）との境界は下関駅構内の九州側の外れにある。
2005年（平成17年）10月1日のダイヤ改正では、JR西日本所有の気動車による関門トンネル通過運用がなくなり、気動車の関門トンネル通過が定期では全廃となった。同時に、JR九州からの山陽本線方面への直通列車もなくなり、九州からの列車は下関駅で折り返しとなった。
2007年（平成19年）3月18日ダイヤ改正からEH500形が関門地区に投入され、関門トンネルを抜ける貨物列車の牽引を担当するようになった。同時に1,300トン貨物列車の北九州貨物ターミナル駅までの乗り入れが開始された。2009年（平成21年）3月14日のダイヤ改正により、寝台特急「富士」「はやぶさ」が廃止となり、関門トンネルを通過する旅客列車は415系による折り返し運転の電車のみとなった。2011年（平成23年）3月12日ダイヤ改正で、EF81形牽引の貨物列車が臨時1往復のみとなり、またEH500形が福岡貨物ターミナル駅まで1,300トン貨物列車を牽引しての直通運転を開始した。翌2012年（平成24年）3月17日ダイヤ改正で、EF81形による臨時1往復の設定も無くなり、関門トンネルの貨物列車は完全にEH500形が牽引するようになった。
2020年（令和2年）11月に、JR九州門司保線区は関門トンネル開業77周年で自社建物内に整備してきた「関門トンネル記念館」を公開した（観覧は要予約）。

## 現状の施設・設備

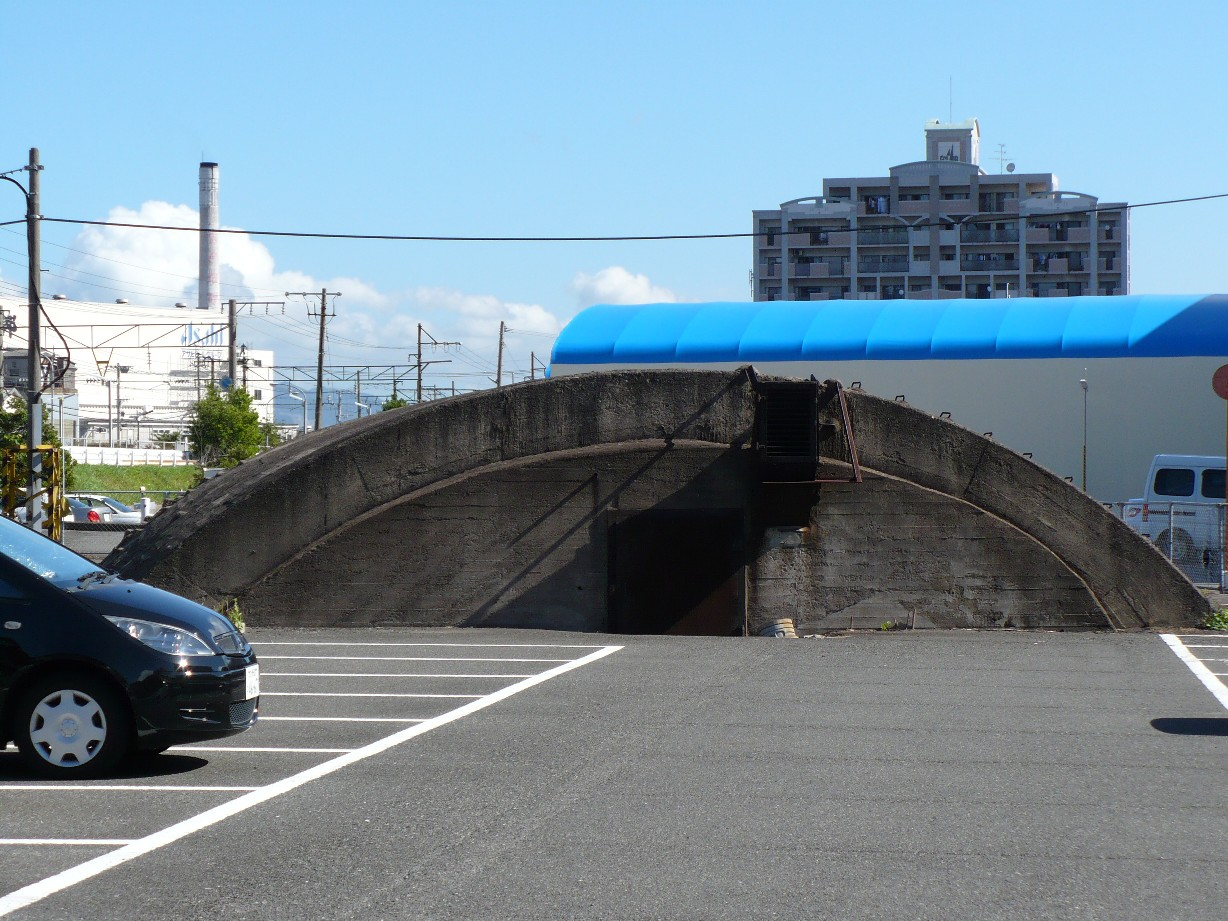
関門トンネル下り線門司方立坑の跡

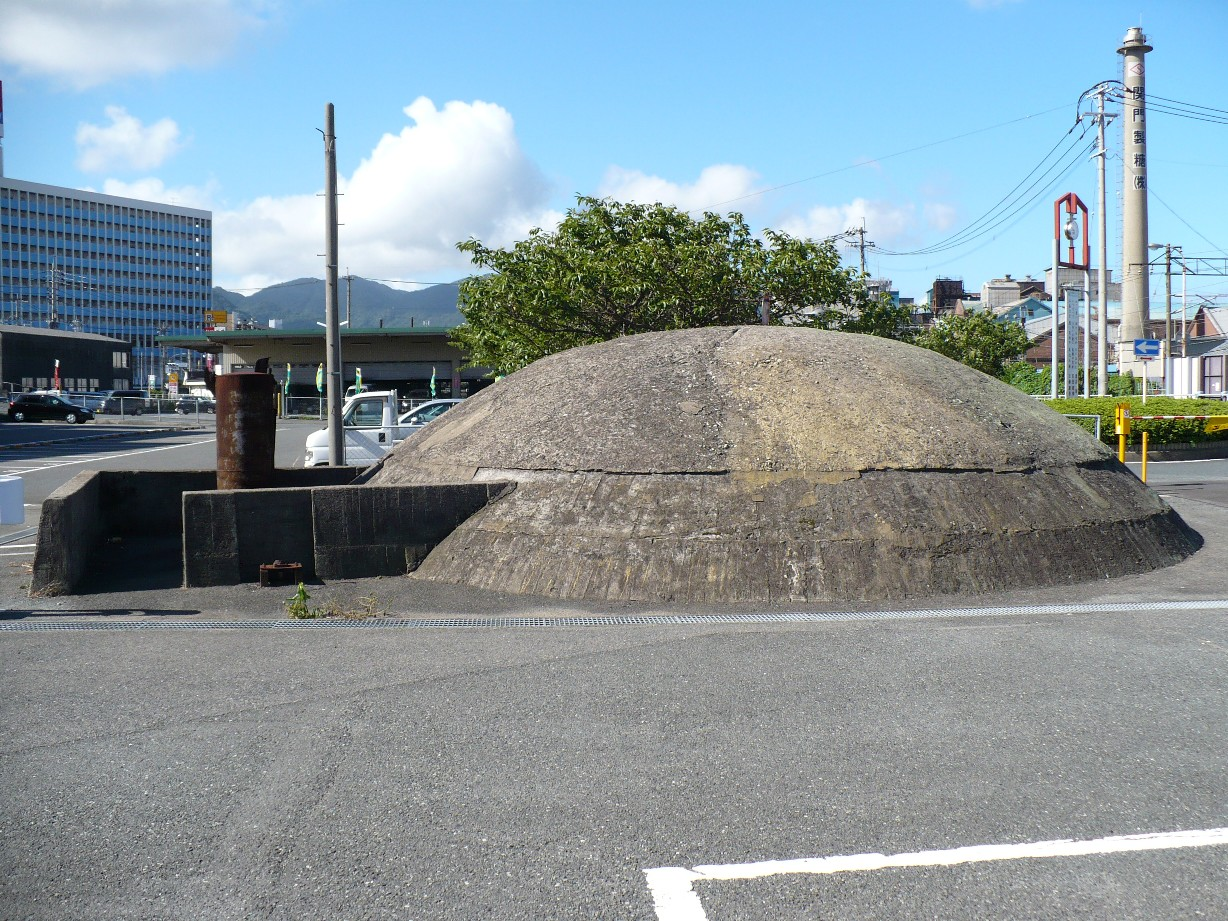
関門トンネル上り線トンネル門司方第一立坑の跡

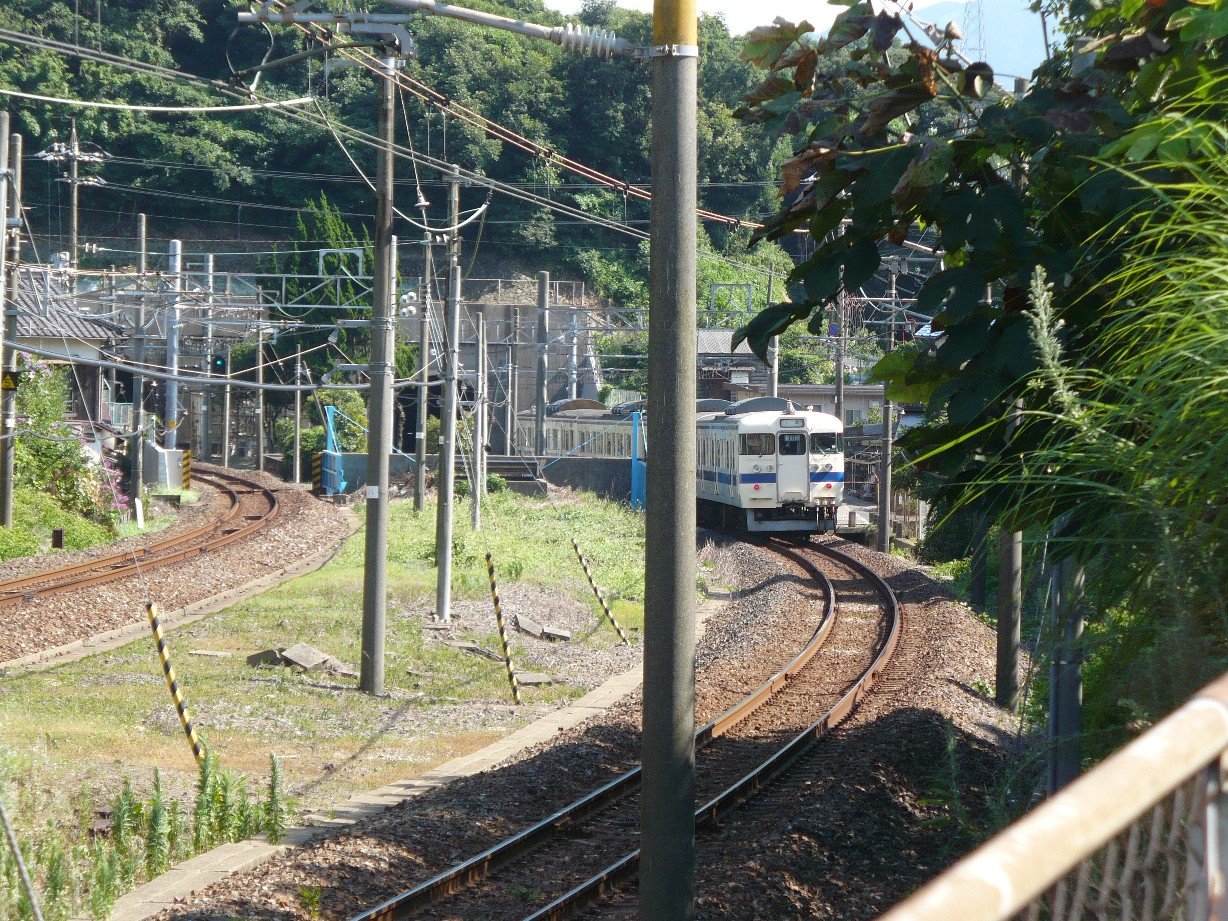
関門トンネル下関方坑口にて上り線トンネルに下り列車が進入する様子。保守作業のために単線運転となり逆行で使用することがある

関門トンネルの下り線トンネルは全長3,614.04メートル、上り線トンネルは全長3,604.63メートルである。海底部の延長は上下線とも1,140メートルある。また本線トンネルよりやや深い場所に、下関方と門司方の立坑の間を結ぶ全長1,322メートルの試掘坑道（通称豆トンネル）が存在し、トンネル完成後は作業用のトンネルとして使用されている。平均土被りは約11メートルあるが、建設時に粘土被覆を行った箇所では最小9.5メートルとなっている。
下関方の試掘立坑は彦島の東端の弟子待にあり、JR九州の保守作業用の出入口として使用されている。ただし、こちらの立坑にはエレベーターの設備がない。また下関方取付部の建設に際して杉田斜坑が建設されたが、完成後に埋め戻されている。
門司方の試掘立坑は、国道199号の脇に所在し、昇降機の櫓が設置されており、エレベーターの使える唯一の立坑として、関門トンネルの機能を維持するための重要な施設として使われ続けている。また鹿児島本線小森江駅東側の駐車場には、立坑にコンクリートで蓋をした構造物が2か所残されている。北側にある矩形の立坑にかまぼこ形の蓋がしてあるものが下り線トンネル用の門司方立坑で、ここから下り線の海底部を掘削したシールドマシンが搬入されて発進した。南側の丸い蓋がなされている立坑が上り線トンネル用の門司方第一立坑で、圧気工法の発進拠点として用いられた。上り線トンネル用の門司方第二立坑は、試掘立坑の近くに所在したが、撤去されて残存していない。
完成当初、下り線トンネル内のレールは、テルミット溶接により連続敷設されていた。しかし摩耗が激しく溶接部の破断事故もあったため、上り線の開通時に通常の25メートルレールに交換された。2006年（平成18年）時点では、1メートルあたりの重量が60キログラムである60キロレールで、全長100メートルのものを使用している。海水が混入した漏水が排水溝を流れており、また湿度が90パーセントに達する条件のため、レールの腐食が早く通常の5分の1程度の交換周期でレールの交換を行っている。道床は、トンネル中央部がコンクリート道床、トンネル出入り口から下り線は約250メートル、上り線は約400メートルがバラスト道床になっている。枕木は、バラスト道床部は通常の並マクラギであるが、コンクリート道床部では関門型特殊短マクラギを採用している。下り線では25メートルあたり41本、上り線では25メートルあたり45本の枕木を敷設しており、この敷設密度の差は「下り線の成績により密にした」と記録があるだけで、理由は明らかではない。また締結装置も、関門型特殊レール締結装置を採用している。この締結装置は、一般型のタイプレートでは摩耗・腐食・折損が著しかったために改良に取り組み、1955年（昭和30年）ころからタイプレートに直接荷重をかけずに枕木に分散させる仕組みのものが開発されたものである。
関門トンネルを走行する列車への電力供給用に、下関変電所と門司変電所が設置されている。遠隔制御技術が発達する昭和30年代までは、機器の運転や記録作成のために変電所への運転員の常駐が必要で、これらの変電所は1変電所が1変電区となり、下関変電区・門司変電区として区長以下約20名の職員が配置されて交代制で勤務を行っていた。開通当初は出力2,000キロワットの水銀整流器をそれぞれ2台ずつ備えており、1944年（昭和19年）5月にそれぞれ1台ずつさらに増設された。第二次世界大戦末期には、空襲を受けて変電設備が被災することに備えて、彦島に出力4,000キロワットの地下変電所が用意され、終戦後まもなく約20日間だけ実際に運転されたことがあったが、廃止されて設備は従来の変電所に復元された。第二次世界大戦後は負荷の低下により、1949年（昭和24年）に水銀整流器を1台ずつ東海道本線の電化用に供出している。1957年（昭和32年）に容量を増強したあと、1961年（昭和36年）6月の山陽本線小郡 - 下関電化と九州島内の交流電化に際して、下関変電所は水銀整流器2台をシリコン整流器に換装し出力増強が実施されて関門トンネル内の大部分の負荷を担うほか、山陽本線側の負荷も担うようになった一方で、門司変電所は直流設備を一部縮小したうえで交流用の変電設備が設置され、以降の門司変電所は関門トンネルに関しては下り線の門司方上り勾配のピーク電力のみを負担するように運用されるようになった。1961年（昭和36年）12月に両変電所とも無人化された。下関変電所は彦島の関門トンネル入り口近くに、門司変電所は門司駅構内に位置し、いずれもJR九州博多電力指令から遠隔操作されている。
関門トンネル内の架線は、下り線開業時はシンプルカテナリ式を採用していた。しかし開通後予想以上に摩耗が激しかったことや、漏水による碍子の劣化を考慮し、上り線開通時には支持碍子を変更しダブルシンプルカテナリ式を採用した。上り線開通後、約1か月下り線トンネルの通行を休止して、下り線の架線も同じ仕様に改修した。トンネル内では、特殊碍子を一部で使用することで、大型貨物の輸送に対応するために架線の高さ4,550ミリメートルを確保している。トンネル内は列車通過による強風で塵埃が巻き上げられて碍子に付着することから、絶縁劣化が激しく、表面にシリコンコンパウンドを塗布するといった対策を行っている。また開業時は架線の引き留めはトンネル内では行わず、両側の出入口から1本で引っ張る構造であったが、饋電吊架線の緩みの調整が難しいという問題があり、1963年（昭和38年）に約500メートルごとに8区分した構造に改造された。
下関駅と門司駅の間は複線ではあるが、信号方式としては単線自動閉塞が2本並んでいる双単線である。下り線・上り線とも、駅間に5基の閉塞信号機が下り・上りの双方に向けて建てられている。これは、改修作業などで1本ずつトンネルを閉鎖して運転することができるようにしたもので、実際に毎月指定された日の保守作業時間帯（2013年時点では12時ごろから15時30分ごろ）には単線運転をして保守作業を行っている。
トンネルの維持管理のために、おおむね1、2年に1度の坑内調査（外観目視調査、変状調査、打音調査、トンネル断面測定）、年に3回の漏水量調査、年に1回の関門航路の深浅測量（海の深さの測量）によるトンネル土被り調査、そしておおむね10年ごとの覆工コンクリートのコア採取による各種試験が実施されている。漏水量は、完成からまもない1944年（昭和19年）では1,743立方メートル/日あったが、1952年（昭和27年）には2,274立方メートル/日まで増加したあと、2007年（平成19年）には450立方メートル/日程度まで減少している。これは、地下水位以下に建設されたトンネルとしてはかなり少ないもので、非常に丁寧に施工された結果であると推定されている。また上り線の方が下り線より漏水量が少なく、先に開通した下り線の結果を受けて上り線では入念な対策が取られた結果だと考えられている。漏水量の減少は、漏水防止処置が進んだことと、下関側で地上の宅地化が進んだ結果であると推定されている。湧水中に含まれる海水の量は、1991年（平成3年）時点の調査では、総湧水量が800トン/日程度のうち10パーセント程度の約80トン/日程度であった。海底トンネルにおいて、コンクリート構造物の管理上問題となるのは、海水からの塩化物イオンの侵入による鉄筋の腐食と硫酸塩によるコンクリートの化学的腐食であるが、2009年（平成21年）までの時点では特に大きな変状はなく、コンクリートの圧縮強度にも低下は見られていない。トンネルは全体として健全な状態にあり、覆工に大規模な補修・補強対策を施す必要性は認められていない。なお、1993年（平成5年）時点で関門トンネルの施設修繕費用は年1億円程度とされている。

## 関門トンネルを通る車両
関門トンネルは長大トンネルで急勾配という条件から、当初から直流1,500ボルトで電化されており、電気機関車が列車を牽引する形で開業した。ただし変電所が敵の攻撃で被災したときに備えて、1944年（昭和19年）にD51形蒸気機関車の入線試験が行われたことがある。またディーゼル機関車についても、1988年（昭和63年）から1991年（平成3年）にかけてDD51形ディーゼル機関車が関門トンネルを通過する貨物列車の牽引を行っていたことがある。非常時の救援においてもディーゼル機関車が使われることになっており、訓練も実施されている。
一方、旅客列車については、従来からの客車列車のほか、交直両用の421系電車が1961年（昭和36年）の九州島内の交流電化完成時から運転されるようになり、前述の山陽本線の全線電化完成後の1965年（昭和40年）以降は、さらに481系電車・475系電車など、京阪神・岡山方面からの特急・急行型の交直両用電車が投入されるようになったが、1975年（昭和50年）の山陽新幹線の全線開通で姿を消した。気動車（おもに山陰本線や九州の未電化区間へ直通する列車）もかつては関門トンネルを通過していたが、2005年（平成17年）10月1日ダイヤ改正で山陰本線から直通していた列車がなくなり、関門トンネルの気動車通過がなくなった。2009年（平成19年）3月14日ダイヤ改正で寝台特急「富士」「はやぶさ」が廃止となり、関門トンネルを通過する旅客列車は415系電車のみとなった。
関門トンネルで使用される電気機関車は2007年（平成19年）配置のEH500形までで歴代で以下の4車種がある。

### EF10形

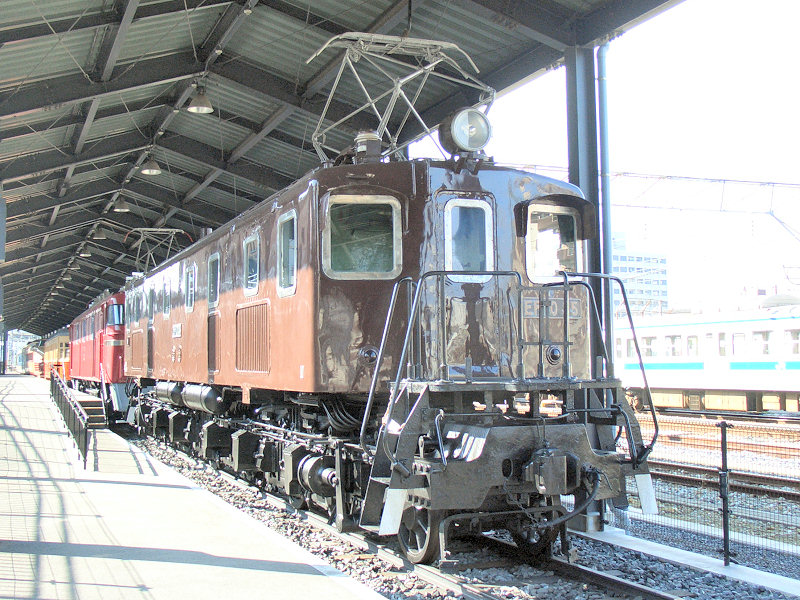
国鉄EF10形電気機関車、関門トンネル向けのステンレス車体仕様

国鉄EF10形電気機関車は、丹那トンネルの開通に合わせて国鉄EF52形電気機関車をベースに開発された、本来は貨物用の電気機関車であるが、関門トンネルにおいては貨物と旅客の両方に使用された。1両で600トンを、2両で1,200トンを牽引した。EF10形の総製作両数は41両であるが、関門トンネルを担当する門司機関区への配置は、各時代の輸送需要の変化とともに14 - 25両の範囲で増減した。1941年度（昭和16年度）に34号機から41号機の8両を関門トンネル用に製作したが、まずは東京鉄道局管内の各地に分散配置されており、1942年（昭和17年）に入って順次門司機関区へと転属した。また、国鉄EF12形電気機関車を製作・投入し、これによって捻出した既存のEF10形の門司機関区への転属も行われた。要員についても、当時九州には国鉄の電化区間はなかったこともあり、門司鉄道局では九州各地から募集した電気機関車の乗務員や整備士を東京鉄道局に派遣して養成・訓練を行い、また東京鉄道局から開通後1年間の約束で経験者の派遣を受けて対応した。
関門トンネル担当のEF10形は、車室内両側通路に鋳鉄ブロックを約5トン搭載して粘着重量を増加させていたほか、パンタグラフの継ぎ手やスリ板受けに耐食アルミ合金を採用、要所に対塩害塗装を行うなどの腐食対策を行っていた。車体の腐食が特に激しい6両については、1951年（昭和26年）から1954年（昭和29年）にかけてステンレス鋼製の車体を製作して取り換えた。30号機以降は当初から重連総括制御装置を備えており、空転への対処が困難という問題を抱えながらも常用されていた。
門司機関区配置のEF10形は、1942年（昭和17年）7月の貨物営業開始の時点では11両、11月の旅客営業開始の時点では15両、そして1944年（昭和19年）9月の複線開業時には最高の25両に達した。戦後は輸送構造の変化により所要両数が減少し、東京鉄道局管内や中央本線甲府機関区などへ転出していき、最低で14両まで減少した。その後、後続のEF30形に置き換えられる時点では17両となっていた。1961年（昭和36年）に、九州の交流電化に伴いEF30形の配置が始まると、8月12日にEF10 23号機が吹田第二機関区に転属になったのを皮切りに、11月1日までに全17両が直流電化区間へ転属され、門司機関区の在籍車両が消滅した。

### EF30形

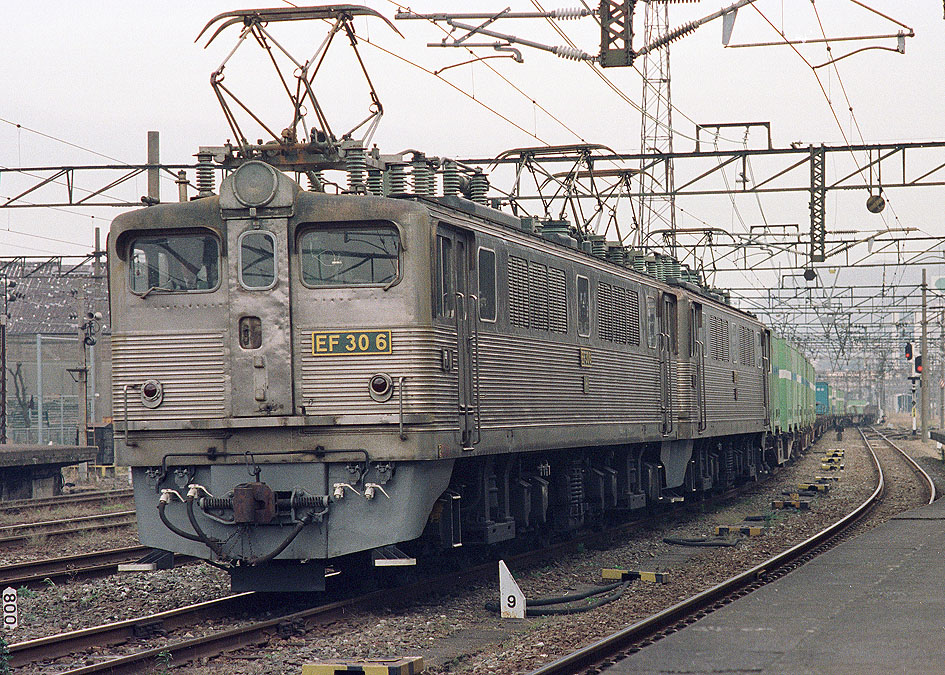
国鉄EF30形電気機関車

国鉄EF30形電気機関車は、九州地方の交流電化に伴い開発された、交直両用の電気機関車である。関門トンネルの九州側出口にあたる門司駅構内で交流電化と直流電化の接続をすることになり、この区間の接続用として開発された。当時の技術では大出力の交流・直流両対応の機関車を制限された重量の範囲内で製作することは大変困難であり、交流で運転時の出力は直流時に比べて4分の1となる設計で制限に収めたが、交流で走行するのは門司駅構内からの短区間だけであり問題ないとされた。海水を被る対策として、ステンレス鋼製の車体を採用している。出力はEF10形より増大したが、引張力は大きく変わらず、結果として速度が10 km/h程度上がっており、旅客列車の中にはこれにより関門間の所要時間が短縮したものもあった。運用はEF10形の時代と変わらず、旅客列車を1両で下関 - 門司間を、貨物列車を2両重連で幡生操車場 - 門司操車場間をそれぞれ牽引した。
1960年（昭和35年）3月19日に1号機が落成し、米原機関区に配置されて北陸本線の交直接続設備の試験を行った。1961年（昭和36年）4月に門司機関区に転属し、8月からは量産機が配置されて順次営業運転を開始して、10月1日から本格的に使用が開始された。運用開始当初はEF10形を同数で置き換えて17両体制であった。1963年（昭和38年）10月に東小倉駅に小荷物センターが開設されたことから、東小倉駅まで運用が拡大された。輸送需要の増加に対応して1965年（昭和40年）と1968年（昭和43年）にそれぞれ2両と3両が増備され、最終的に22両となった。1978年（昭和53年）に試作車であった1号機が廃車となり、1984年（昭和59年）からは量産車の廃車も始まった。1987年（昭和62年）3月29日に「お別れ運転」を門司港駅 - 遠賀川駅間で実施して、EF30形の全車両の運用が終了した。

### EF81形

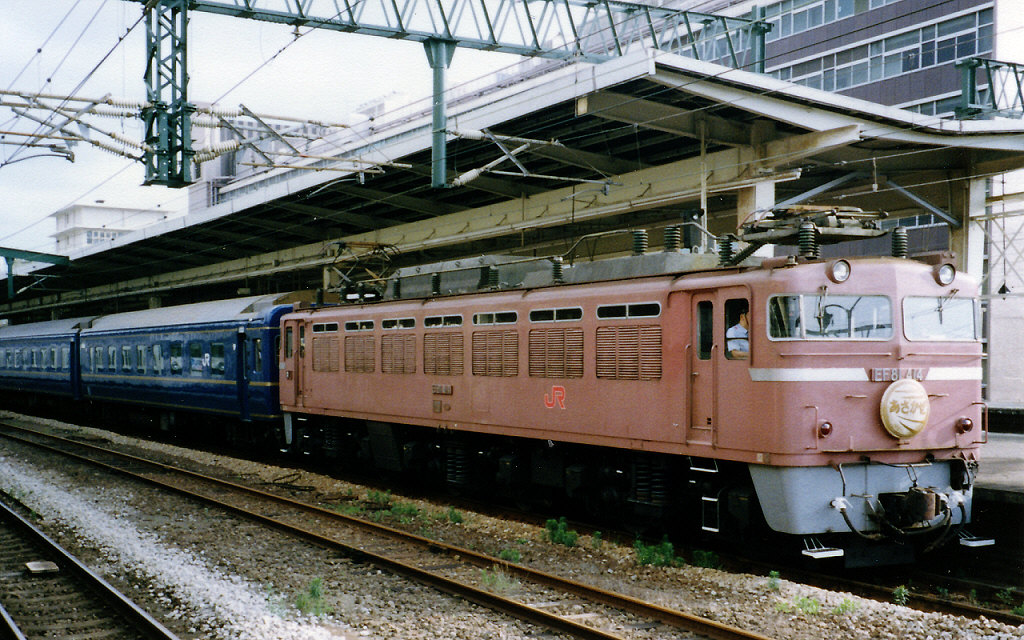
寝台特急「あさかぜ」を牽引するEF81形400番台

国鉄EF81形電気機関車は、国鉄在来線の電化区間の3種類の電源方式（直流1,500ボルト、交流2万ボルト50ヘルツ、交流2万ボルト60ヘルツ）のすべてに対応できる標準形交直流電気機関車として、1968年（昭和43年）に開発された。関門トンネルでは、1973年（昭和48年）に貨物列車の増発用として2両が配置された。これらの車両は関門トンネル用に塩害対策が施され、既存のEF30形と同じくステンレス鋼製の車体を装備し、耐食アルミ合金製のパンタグラフを搭載するなどされている。耐寒耐雪装備を省略し、列車暖房装置も省略したうえで代わりに死重を搭載しており、さらにEF30形にはついていた重連総括制御装置が省略されていた。標準形と異なることからこの2両は301号機・302号機と番号をつけられ、300番台と呼ばれる。1974年（昭和49年）には、寝台特急の増発用としてさらに2両（303号機・304号機）が追加投入された。これらの4両は、重連総括制御装置が省略されていて重連での重量貨物列車の牽引ができないことから、旅客列車の牽引に限定して使用されていた。1978年（昭和53年）に余剰となったことから2両が常磐線へ転出したが、1984年（昭和59年）・1985年（昭和60年）に再び門司機関区に戻された。
老朽化してきたEF30形の代替用として、余剰となっていた基本形のEF81形からの改造で、1986年度（昭和61年度）に14両のEF81形400番台（401号機 - 414号機）が門司機関区に投入された。改造にあたっては、不要となる列車暖房装置が撤去され、海水に耐えるための塗装を施したほか、関門トンネルでの重量貨物列車の引き出しには重連運転が不可欠であったことから、重連総括制御装置の取付が行われた。また同じ年に300番台にも重連総括制御装置の取付改造が実施された。
1987年（昭和62年）の国鉄分割民営化に当たっては、300番台の4両すべてと400番台のうち8両が日本貨物鉄道（JR貨物）に、400番台の6両が九州旅客鉄道（JR九州）に承継された。民営化後、輸送需要の増加に伴ってコンテナ貨物列車の増発が実施され、これに対応して1991年（平成3年）3月のダイヤ改正に合わせてJR貨物が450番台の2両を新製して、JR貨物の配置機関車は14両となった。さらに1993年（平成5年）3月ダイヤ改正において3両を新製したが、代わりに400番台の2両が転出して門司機関区での配置は15両となった。400番台の2両はのちに門司機関区に戻され、JR貨物の門司機関区におけるEF81形の配置両数は17両となった。運用の効率化のため、業務受託により旅客会社の列車である寝台特急をJR貨物の機関車で牽引することがあり、また福岡貨物ターミナル駅までEF81形で直通する運用も設定された。
JR九州に承継されたEF81形は、1996年（平成8年）から廃車が始まり、2010年（平成22年）までに全廃となった。JR貨物については、2007年（平成19年）から後継のEH500形による置き換えが開始されている。2011年（平成23年）3月12日のダイヤ改正で、EF81形による関門間の運行は臨時1往復のみとなり、翌2012年（平成24年）3月17日ダイヤ改正で完全に撤退した。ただし、門司機関区に配置のEF81形はこれ以降も九州島内の貨物列車の牽引を続けている。

### EH500形

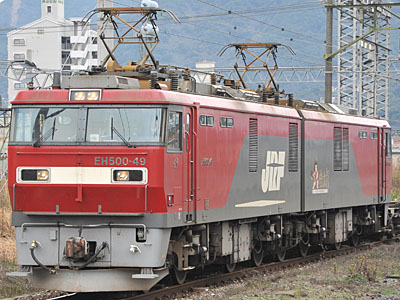
EH500形（門司駅にて）

関門地区に配置されていたEF81形の車齢が30年を超えて代替時期を迎えたことに加えて、運転範囲が拡大しつつあった1,300トンの貨物列車の牽引にはEF81形の重連運転でも対応できないこともあり、EH500形が配置されることになった。まず2004年（平成16年）に一時的に関門トンネルを通じる列車のEH500形による牽引試験が実施された。2007年（平成19年）3月18日ダイヤ改正に際して、幡生操車場 - 北九州貨物ターミナル駅間の貨物輸送にEH500形6両が投入されて運用が開始され、1,300トンコンテナ貨物列車（26両編成）の乗り入れも開始された。2011年（平成23年）3月12日のダイヤ改正で、EF81形による運用が臨時1往復のみとなり、関門間の貨物列車の牽引がほぼEH500形に置き換わった。またこの際に1,300トン貨物列車が福岡貨物ターミナル駅まで乗り入れを開始し、EH500形が直通で福岡貨物ターミナル駅まで運転することも見られるようになった。翌2012年（平成24年）3月17日のダイヤ改正では、EF81形による臨時1往復の運転も無くなり、関門間の貨物列車は完全にEH500形が牽引するようになった。

## データ

### 建設費
| 区間           | トンネル建設費 | 軌道敷設費 | 運送費    | 工事用具費 | 工事用汽車費 | 合計       |
| -------------- | -------------- | ---------- | --------- | ---------- | ------------ | ---------- |
| 試掘坑道       | 1,361,094      | 0          | 1,461     | 161,651    | 9,096        | 1,533,302  |
| 下り線トンネル | 15,341,462     | 515,267    | 380,920   | 1,788,372  | 109,027      | 18,135,048 |
| 上り線トンネル | 17,463,980     | 712,819    | 1,196,548 | 144,801    | 94,892       | 19,613,040 |
| 合計           | 34,166,536     | 1,228,086  | 1,578,929 | 2,094,824  | 213,015      | 39,281,390 |

### 使用資材量
| 品名                       | 試掘坑道 | 下り線トンネル | 上り線トンネル | 合計   |
| -------------------------- | -------- | -------------- | -------------- | ------ |
| 鋼材（トン）               | 66       | 13,052         | 7,272          | 20,390 |
| 砂（立方メートル）         | 3,430    | 34,134         | 38,605         | 76,169 |
| 砂利（立方メートル）       | 4,326    | 37,951         | 54,381         | 96,658 |
| セメント（トン）           | 6,613    | 33,858         | 28,118         | 68,589 |
| 木材（立方メートル）       | 2,174    | 12,381         | 13,694         | 28,249 |
| ダイナマイト（キログラム） | 3,400    | 18,400         | 19,080         | 40,880 |

### 労働者数
労働者数は、試掘坑道を含む下り線トンネルについてのべ約182万1,000人、上り線トンネルについてのべ約165万人の合計約347万1,000人であった。

### 輸送量
トンネルが開通した第二次世界大戦中は次第に輸送量が増加していたが、終戦後輸送量は急減し、その後、経済の推移に伴い緩やかな回復をしていった。高度経済成長期になると列車回数・通過トン数ともに急増し、1970年（昭和45年）度には最高の1日350回、年間通過トン数6,000万トンを記録した。1975年（昭和50年）3月に新幹線が開通すると減少に転じるが、1985年（昭和60年）度以降再び回復しており、1992年（平成4年）度時点では列車回数が1日317回、年間の通過トン数が3,910万トン、このうち2,350万トンを貨物列車が占めている。

## 年表
- 1891年（明治24年）4月1日 - 九州鉄道が門司駅（のちの門司港駅）まで開通[18]。
- 1896年（明治29年）秋 - 第5回全国商業会議所連合会に際して博多商業会議所から関門海底トンネルの提案が出される[29]。
- 1898年（明治31年）9月1日 - 山陽汽船商社による徳山 - 門司 - 赤間関（下関）間の連絡航路が就航[20]。
- 1901年（明治34年）5月27日 - 山陽鉄道が馬関駅（のちの下関駅）まで開通[17]、関門連絡船が就航[21]。
- 1902年（明治35年）6月1日 - 馬関駅が下関駅に改称[17]。
- 1906年（明治39年）12月1日 - 山陽鉄道国有化、関門連絡船も国鉄の運航となる[22]。
- 1907年（明治40年）7月1日 - 九州鉄道国有化[23]。
- 1910年（明治43年）4月 - 鉄道院総裁後藤新平が業務調査会議を設置し、海陸連絡の検討開始[31]。
- 1911年（明治44年）
  - 3月1日 - 関門連絡船の車両航送開始[24]。
  - 4月 - 東京帝国大学工科大学教授の広井勇に関門海峡連絡の橋梁案の検討を依頼、比較として京都帝国大学工科大学教授の田辺朔郎にトンネル案の検討を依頼[31]。
  - 12月28日 - 田辺朔郎が関門トンネル鉄道線取調書提出[31]。
- 1913年（大正2年）
  - 1月 - 岡野昇がトンネル案の線路選定と諸般の調査に関する報告を提出[31]。
  - 6月1日 - 車両航送を国鉄直営化[22]。
- 1916年（大正5年）3月 - 広井勇が橋梁案の報告書を提出[31]。
- 1919年（大正8年）
  - 6月 - 平井喜久松が連絡線路の実測調査を実施、9月まで[46]。
  - 7月31日 - 大正8年の海底地質調査開始[101]。
  - 10月30日 - 大正8年の海底地質調査完了[101]。
  - この年、第41回帝国議会において10か年継続で総額1816万円の予算計上[44]。
- 1920年（大正9年）
  - 7月7日 - 大正9年の海底地質調査開始[101]。
  - 10月3日 - 大正9年の海底地質調査完了[101]。
- 1924年（大正13年） - 第50回帝国議会において関門トンネル予算削除[44][47][48][49]。
- 1926年（大正15年）12月17日 - 鉄道省の省議により、再度関門トンネル着工決定[51]。
- 1927年（昭和2年）
  - 1月 - 下関市に工務局関門派出所設置[51]。
  - 3月23日 - 田ノ首 - 新町線上での海底ボーリング地質調査開始[103]。
- 1929年（昭和4年）7月20日 - 田ノ首-新町線上での海底ボーリング地質調査完了[103]。
- 1930年（昭和5年） - 関門派出所廃止[51]。
- 1935年（昭和10年）
  - 5月27日 - 内田信也鉄道大臣による現地視察実施[59]。
  - 6月7日 - 閣議において1936年に着工し、4か年継続工事で予算1,800万円の承認を得る[59]。
  - 8月13日 - 弟子待 - 小森江線上での地質調査開始[104]。
  - 11月28日 - 弟子待 - 小森江線上での地質調査完了[104]。
- 1936年（昭和11年）
  - 7月15日 - 下関改良事務所設置[66]、初代所長釘宮磐[64]。
  - 9月19日 - 門司側の現場において起工式挙行[65]。
  - 10月7日 - 門司方試掘立坑着工[180]。
  - 10月 - 海底部弾性波地質調査開始（12月まで）[104]。
- 1937年（昭和12年）
  - 1月6日 - 弟子待見張所開設、のちの弟子待出張所[114]。
  - 1月7日 - 下関方試掘立坑着工[176]。
  - 1月15日 - 潜水艇調査開始[109]。
  - 2月2日 - 潜水艇調査完了[109]。
  - 6月 - 小森江出張所が近隣火災により類焼の被害を受ける[180]。
  - 7月 - 下関方試掘立坑掘削完了[177]。
  - 9月30日 - 門司方試掘立坑掘削完了[185]。
  - 11月5日 - 下関方試掘立坑完成[176]。
  - 11月18日 - 下関方から試掘坑道の水平掘削開始[188]。
  - 11月 - 下り線トンネル下関方立坑エレベーター設備準備開始[212]。
  - 12月1日 - 下り線トンネル下関方立坑掘削開始[176]。
- 1938年（昭和13年）
  - 1月7日 - 下り線トンネル門司方立坑着工[181]。
  - 2月28日 - 下り線トンネル下関方立坑掘削完了[212]。
  - 3月6日 - 下関方取付部弾性波地質調査開始（月末まで）[107]。
  - 4月26日 - 門司方から試掘坑道の水平掘削開始[195]。
  - 5月3日 - 下り線トンネル下関方取付部着工[181]。
  - 5月31日 - 下り線トンネル下関方立坑竣功[176]。
  - 6月5日 - 門司方試掘立坑竣功[181]。
  - 6月25日 - 下り線トンネル下関方海底部着工[181]。
  - 8月 - 下り線トンネル杉田斜坑着工[214]。
  - 10月1日 - 下り線トンネル杉田斜坑から下関方入口へ向けて底設導坑掘削開始[214]。
  - 10月4日 - 試掘坑道下関方416メートル付近にて崩壊事故発生[191]。
  - 10月28日 - 下り線トンネル下関方取付部の下関方入口からの工事開始[214]。
  - 10月 - 下り線トンネル杉田斜坑完成[214]。
  - 12月6日 - 下り線トンネル門司方立坑竣功[181]。
  - 12月23日 - 下り線トンネル下関方取付部で杉田斜坑と立坑の間が貫通[216]。
- 1939年（昭和14年）
  - 2月6日 - 門司方試掘坑道の水中微動計調査開始[109]。
  - 2月13日 - 下り線トンネル門司方潜函工法区間着工[181]。
  - 3月5日 - 門司方試掘坑道の水中微動計調査打ち切り[109]。
  - 3月20日 - 高松宮宣仁親王が工事現場を視察[554]。
  - 3月30日 - 下り線トンネル門司方シールド工法部着工[181]。
  - 4月9日 - 前田米蔵鉄道大臣が工事現場を視察[555]。
  - 4月19日 - 試掘坑道貫通[197]。
  - 5月20日 - 下り線トンネル下関方取付部で入口と杉田斜坑の間が貫通[216]。
  - 5月29日 - 下り線トンネル門司方シールド工法部でシールドマシンが初推進[257]。
  - 6月7日 - 下り線トンネル門司方シールド工法部の圧気開始[258]。
  - 6月9日 - 下関方海底部の水中微動計調査開始（36日間）[109]。
  - 6月25日 - 斉藤眞平技師が門司方立坑で墜落し、殉職する[556]。
  - 7月31日 - 試掘坑道門司方竣功[181]。
  - 8月5日 - 試掘坑道下関方竣功[181]。
  - 8月21日 - 門司方シールド工法部切羽において落盤事故発生[261]。
  - 8月30日 - 下関改良事務所を下関工事事務所に改称[66]。
  - 12月12日 - 下り線トンネル門司方開削工法部着工[181]。
- 1940年（昭和15年）
  - 1月15日 - 下り線トンネル門司方シールド工法部で第1隔壁構築完了、シールド推進再開[264]。
  - 2月15日 - 下り線トンネル下関方取付部509K126M付近において崩壊事故発生[218]。
  - 6月13日 - 上り線トンネル下関方取付部着工[181]。
  - 6月28日 - 下り線トンネル下関方取付部完成[181]。
  - 7月 - 上り線トンネル杉田斜坑着工[330]。
  - 8月15日 - 上り線トンネル下関方立坑着工[181]。
  - 8月31日 - 下り線トンネル門司方シールド工法部で第2隔壁構築完了、シールド推進再開[267]。
  - 9月1日 - 試掘坑道下関方排水ポンプの停止事故により坑内に水が溢れる[557]。
  - 9月8日 - 試掘坑道下関方排水ポンプの停止事故の復旧作業完了[557]。
  - 9月 - 上り線トンネル杉田斜坑竣功[330]。
  - 11月1日 - 下り線トンネル門司方圧気工法部着工[181]、下り線トンネル電気設備着工[181]。
  - 12月1日 - 上り線トンネル下関方海底部着工[181]。
  - 12月10日 - 関門海峡において4,000トン級貨物船の衝突事故、本線トンネル上の海底に溝をえぐられる[276]。
  - 12月22日 - 門司側で停電事故発生、シールドの推進を一時中断して漏気対策を実施[277]。
- 1941年（昭和16年）
  - 1月 - 上り線トンネル下関方取付部で斜坑から坑口へ向かって底設導坑着工[332]。
  - 2月1日 - 下り線トンネル軌道工事着工[181]。
  - 2月24日 - 下り線トンネル門司方シールド工法部で推進を再開[281]。
  - 3月30日 - 下り線トンネル門司方シールド工法部と下関方海底部の間でボーリングが貫通[289]。
  - 4月5日 - 下り線トンネル門司方シールド工法部で最終のシールド推進完了[289]。
  - 6月2日 - 下り線トンネル海底部における圧気工法完了、坑内減圧[289]。
  - 6月26日 - 豪雨により上り線トンネル下関方取付部の浸水事故発生[330]。
  - 7月10日 - 下り線トンネル海底部で門司方と下関方の間が貫通[292]。
  - 8月1日 - 下関工事事務所長に星野茂樹が着任[294]。
  - 10月7日 - 上り線トンネル下関方取付部の底設導坑が立坑下部に到達[330]。
  - 11月 - 上り線トンネル下関方取付部で坑口から斜坑へ向かって底設導坑着工[332]。
  - 12月16日 - 上り線トンネル下関方取付部において崩落事故発生[333]。
- 1942年（昭和17年）
  - 1月20日 - 上り線トンネル下関方海底部で立坑から第一斜坑へ向けて底設導坑に着手[341]。
  - 3月15日 - 上り線トンネル門司方第一立坑着工[181]。
  - 3月27日 - 下り線トンネル潜函工法区間の最後の隔壁が貫通、下り線トンネル全区間が貫通[293]。
  - 3月29日 - 下り線トンネル門司方シールド工法部竣功[181]。
  - 3月31日 - 下り線トンネル下関方海底部竣功[181]、下り線トンネル門司方圧気工法部竣功[181]。
  - 4月1日 - 門司駅を門司港駅に、大里駅を門司駅に、それぞれ改称[301]、上り線トンネル門司方圧気工法区間着工[181]。
  - 4月13日 - 上り線トンネル門司方第二立坑着工[181]。
  - 4月17日 - 幡生操車場において竣功記念式典、職員がトンネル内を記念行進[305]。
  - 4月 - 上り線トンネル下関方海底部で立坑と第一斜坑の間が貫通[340]、第一斜坑から第二斜坑へ着手[343]、第二斜坑から第一斜坑へ着手[344]。
  - 5月15日 - 下り線トンネル門司方潜函工法部竣功[181]、上り線トンネル門司方第一立坑に圧気開始[352]。
  - 5月24日 - 下り線トンネル門司方開削工法部竣功[181]。
  - 5月31日 - 下り線トンネル軌道工事竣功[181]。
  - 6月11日 - 下り線トンネルで試運転開始[306]。
  - 6月20日 - 下り線トンネルで臨時扱いで貨物列車の営業運転を開始[308]。
  - 6月30日 - 上り線トンネル下関方立坑竣功[181]。
  - 6月 - 下関変電区・門司変電区発足、両変電所とも、水銀整流器2,000キロワット×2[519]。
  - 7月1日 - 下り線トンネルが正式に開通、貨物専用[2]、上り線トンネル門司方第二立坑に圧気開始[355]。
  - 7月10日 - 関森航路の車両航送が廃止[309]。
  - 7月17日 - 上り線トンネル門司方第一立坑竣功[181]。
  - 7月22日 - 上り線トンネル門司方第二立坑竣功[181]。
  - 9月27日 - 高松宮宣仁親王が鉄道省臨時列車でトンネルを通過視察[558]。
  - 10月6日 - 戦時陸運非常体制の閣議決定、上り線の建設を昭和18年度中に繰り上げ竣功させる方針となる[325]。
  - 10月11日 - 臨時旅客列車がトンネルを通過、初の旅客運用[313]。
  - 10月13日 - 上り線トンネル門司方圧気工法部の第一立坑と第二立坑の間で噴発事故発生、5名殉職[363]。
  - 11月1日 - 下関工事事務所を下関地方施設部に改称[66]。
  - 11月15日 - 下り線トンネル電気設備竣功[181]、下り線トンネルの旅客運用正式開始[311]。
  - 11月23日 - 第3回大日本吹奏樂大会関門トンネル開通記念(大日本吹奏樂連盟・朝日新聞社主催)を福岡中学校他の会場で開催。
- 1943年（昭和18年）
  - 1月7日 - 上り線トンネル門司方シールド工法部、シールド組立開始[378]。
  - 5月4日 - 上り線トンネル門司方シールド工法部着工[181]。
  - 5月7日 - 上り線トンネル門司方シールド工法部で圧気開始[378]。
  - 5月10日 - 上り線トンネル門司方シールド工法部でシールド発進[378]。
  - 7月 - 上り線トンネル下関方海底部、立坑と第一斜坑の間が完成[343]。
  - 9月1日 - 上り線トンネル門司方シールド工法部第1隔壁完成、シールド推進再開[382]。
  - 9月14日 - 上り線トンネル下関方取付部竣功[181]。
  - 9月15日 - 上り線トンネル下関方海底部、第一斜坑と第二斜坑の間の第三紀層地帯が貫通[345]。
  - 11月25日 - 上り線トンネル門司方圧気工法部で第一立坑と第二立坑の間が貫通[373]。
  - 12月31日 - 上り線トンネル下関方海底部と門司方シールド工法部が貫通[348]。
- 1944年（昭和19年）
  - 2月11日 - 上り線トンネル門司方圧気工法部で排気[373]。
  - 3月 - 上り線トンネル下関方海底部、第一斜坑と第二斜坑の間が完成[346]。
  - 4月30日 - 上り線トンネル門司方圧気工法部竣功[181]。
  - 4月 - 上り線トンネル下関方海底部、第二斜坑から門司方が完成[349]。
  - 5月 - 下関変電所・門司変電所にそれぞれ2,000キロワット水銀整流器を1台ずつ増設[519]。
  - 8月8日 - 上り線トンネル下関方海底部竣功[181]、門司方シールド工法部竣功[181]、上り線トンネル開通、下り線を一時使用休止[3]。
  - 9月9日 - 下り線の使用再開、複線での運転を開始[3]。
  - 9月11日 - 試掘坑道の不要待避所埋戻し、二次覆工の施工などに着手、ただし戦局悪化のため労働力転用により、後に一時中止となる[207]。
- 1945年（昭和20年）
  - 2月1日 - 上り線トンネルにおいて貨物列車同士の追突事故発生[434]。
  - 5月 - 下関立坑から門司第2立坑内までの上り線トンネル内に、日本発送電の彦島変電所と新大里変電所の間を結ぶ22キロボルト特別高圧送電線のケーブルを敷設[430]。
  - 8月 - 試掘坑道の不要待避所埋戻し、二次覆工作業の再開[207]。
  - 9月 - 試掘坑道門司方の漏水防止工事開始、1946年4月まで[207]。
  - 12月 - 110キロボルト関門幹線（関門海峡の架空送電線）開通、まもなくトンネル内の22キロボルト特別高圧送電線のケーブルは撤去される[430]。
- 1946年（昭和21年）
  - 3月 - 彦島変電所竣功、下関・門司両変電所から変圧器と整流器を1台ずつ搬入[519]。
  - 10月 - 彦島変電所廃止、設備を元の変電所に復帰する[519]。
- 1947年（昭和22年）
  - 4月 - 試掘坑道の二次覆工施工完了[207]。
  - 11月 - 試掘坑道門司方の漏水防止工事を追加施工[207]。
- 1948年（昭和23年）
  - 2月 - 門司変電区の受電周波数を60ヘルツに変更[165]。
  - 12月 - 試掘坑道下関方の漏水防止工事実施[207]。
- 1949年（昭和24年）1月 - 下関・門司変電所の水銀整流器を1台ずつ削減し、東海道本線藤枝変電所・磐田変電所に転用[430]。
- 1953年（昭和28年）
  - 6月28日 - 昭和28年西日本水害の影響で関門トンネルが水没、3週間にわたり通行不能になる[446][559]。
  - 7月14日 - 下り線トンネルの運転を単線で再開[462]。
  - 7月17日 - 上り線トンネルの運転を再開、いったん上り線に切り替えて下り線を休止[462]。
  - 7月19日 - 複線に復旧[462]。
- 1954年（昭和29年）
  - 3月 - 強制排流装置設置[519]。
  - 11月30日 - 試掘トンネルと下り線トンネルの連絡斜坑を再掘削[560]。
- 1955年（昭和30年）2月10日 - 小森江・弟子待ポンプ室改築[560]。
- 1957年（昭和32年）2月 - 門司変電所に2,000キロワットの水銀整流器を増設[519]。
- 1958年（昭和33年）3月9日 - 国道2号の関門トンネルが開通[494]。
- 1961年（昭和36年）
  - 4月13日 - 交直電車の関門トンネル初試運転[486]。
  - 6月1日 - 山陽本線小郡以西と鹿児島本線門司港-久留米間電化開業[486]、門司駅構内は暫定の交直接続を実施[487]。
  - 10月1日 - EF30形正式運用開始[488]。
  - 12月22日 - EF30形はパンタグラフを2台とも使用して運転に変更[528]。
  - 12月 - 下関・門司変電所無人化[519]。
  - この年、下関変電所は水銀整流器2台をシリコン整流器に換装、門司変電所は交流饋電設備を設置[519]。
- 1962年（昭和37年）
  - 2月19日 - 門司駅構内の下り貨物線に交直セクション新設[491]。
  - 2月26日 - 門司駅構内の上り線に交直セクション新設[491]。
  - 2月27日 - 門司駅構内の下り旅客線に交直セクション新設[491]。
  - 3月2日 - 門司駅構内の直流区間を交流化し、正規の位置での交直デッドセクションを運用開始[491]。
- 1963年（昭和38年） - この年、トンネル内架線の引き留めを全トンネル1本から約500メートルごとの8本に変更[527]。
- 1964年（昭和39年）
  - 10月1日 - 山陽本線全線電化完成、直流形特急電車（151系）の乗り入れを開始[492]。
  - 11月1日 - 関門航路廃止[309]。
- 1965年（昭和40年）10月1日 - 直流形特急電車に代わり交直流特急電車（481系）・急行電車（475系）使用開始[493]。
- 1973年（昭和48年）
  - 7月19日 - 消火器・位置標[注 67]整備[560]。
  - 11月14日 - 関門橋開通[496]。
  - この年、EF81形の関門トンネルでの運用開始[500]。
- 1974年（昭和49年）
  - 3月30日 - 待避路・連絡通路改築、弟子待沈殿槽[注 68]改築[560]。
  - 11月15日 - 上下線連絡通路改良[560]。
- 1975年（昭和50年）
  - 3月10日 - 新関門トンネル開通[497]。
  - 3月30日 - トンネル沿線電話新設[560]。
- 1976年（昭和51年）
  - 2月20日 - エレベーター取替[560]。
  - 3月30日 - トンネル内無線連絡新設[560]。
- 1987年（昭和62年）
  - 3月29日 - EF30形のさよなら列車を運転、これ以降はEF81形に完全に置き換えられる[504]。
  - 4月1日 - 国鉄分割民営化により関門トンネルは九州旅客鉄道（JR九州）が承継[505]。
- 1992年（平成4年）11月14日 - 関門トンネル開通50周年で「海底トンネルウォークツアー」を開催[561]。
- 2005年（平成17年）10月1日 - ダイヤ改正により関門トンネルを通過する気動車列車全廃、九州側からの列車も下関止まりとなる[506]。
- 2006年（平成18年） - 土木学会選奨土木遺産に登録される[562]。
- 2007年（平成19年）3月18日 - EH500形が関門間の貨物列車で運用開始、1,300トン貨物列車の運行開始[452]。
- 2009年（平成21年）3月14日 -この日のダイヤ改正で寝台特急「富士」「はやぶさ」廃止、関門トンネルを通過する客車列車が全廃され、機関車による列車の牽引は貨物列車のみとなる[507]。
- 2011年（平成23年）3月12日 - この日のダイヤ改正で臨時1往復を除く全列車がEH500形の牽引に変更、福岡貨物ターミナルまでの直通牽引を開始[508]。
- 2012年（平成24年）3月17日 - この日のダイヤ改正で、EF81形牽引の臨時1往復の運用もなくなり、完全にEH500形に統一される[509]。
- 2019年（令和元年）11月15日 - 関門トンネル開業77周年の喜寿[注 69]を祝して「関門トンネル開業77周年記念乗車券」をJR九州が門司駅、門司港駅で計2,000部を発売[563]
- 2020年（令和2年）
  - 3月27日 - 関門トンネル工事を顕彰・紹介するため、初の一般向け解説案内となる看板を門司駅5番・6番のりばホームに設置[564]。
  - 11月20日 - JR九州門司保線区が北九州市門司区梅ノ木町の自社建物内に「関門トンネル記念館」を開設[510]。